# Roseraie Niso Fumagalli
La Roseraie Niso Fumagalli est un jardin public italien consacré aux roses situé à l'intérieur du complexe du Palais royal, en face de l'Orangerie, dans la ville de Monza.
Le 21 mai 2004, à l'occasion de l'édition XL des Concours internationaux de roses nouvelles à Monza, la Roseraie de Monza a été récompensée par le vice-président pour l'Europe de l'époque de la Fédération mondiale des sociétés de roses , Maurice Jay, du très convoité Award of Garden Excellence.

## Historique
Elle a été créée en 1964 par décision de Niso Fumagalli, industriel et propriétaire de Candy, qui avait fondé l'année précédente l'Association Italienne des Roses, dont il fut président jusqu'à sa mort en 1990. Le terrain, situé au sein du complexe Palais de Monza, a été mis à disposition par la municipalité.
Déjà en septembre 1965, pendant la phase de construction, les premiers concours étaient annoncés pour élire, dont la « rose de l'année », celle de la « plus belle rose italienne » et la plus importante, celle de la « rose parfumée », qui a été remporté par le Néerlandais Jan Leenders, qui a nommé sa fleur Monza.
Au début des années 1990, grâce à la collaboration avec Anna Furlani Pedoja, paysagiste et conseillère de l'Association italienne des roses, d'autres éléments paysagers ont été introduits dans la roseraie pour la mettre encore plus en valeur.

## Description
La roseraie de Monza a été conçue par les célèbres architectes Francesco Clerici et Vittorio Faglia, qui, à travers un terrain légèrement vallonné, un étang et des allées conçues pour le public, ont tenté de l'insérer harmonieusement dans le contexte environnant.
Il s'agit en grande partie de rosiers modernes, mais on y trouve également une collection de variétés anciennes, disposées le long du portail, sur l'arche du belvédère, sur l'allée qui traverse l'étang et le long des haies de troènes. Il existe également une section dédiée à Domenico Aicardi et Febo Giuseppe Cazzaniga, parmi les rosiéristes italiens les plus anciens et les plus célèbres, avec une collection de certaines de leurs roses les plus célèbres, aimablement offertes à la Roseraie de Monza par le professeur Gianfranco Fineschi.
Dans un espace spécialement dédié de la roseraie, a été créée plus récemment une collection baptisée « Reines d'Europe », des variétés de roses les plus primées chaque année dans de nombreux concours européens.
La roseraie est ouverte gratuitement à l'occasion des expositions organisées à l'Orangerie de la Villa royale de Monza.

### Quelques variétés de roses de la roseraie Niso Fumagalli

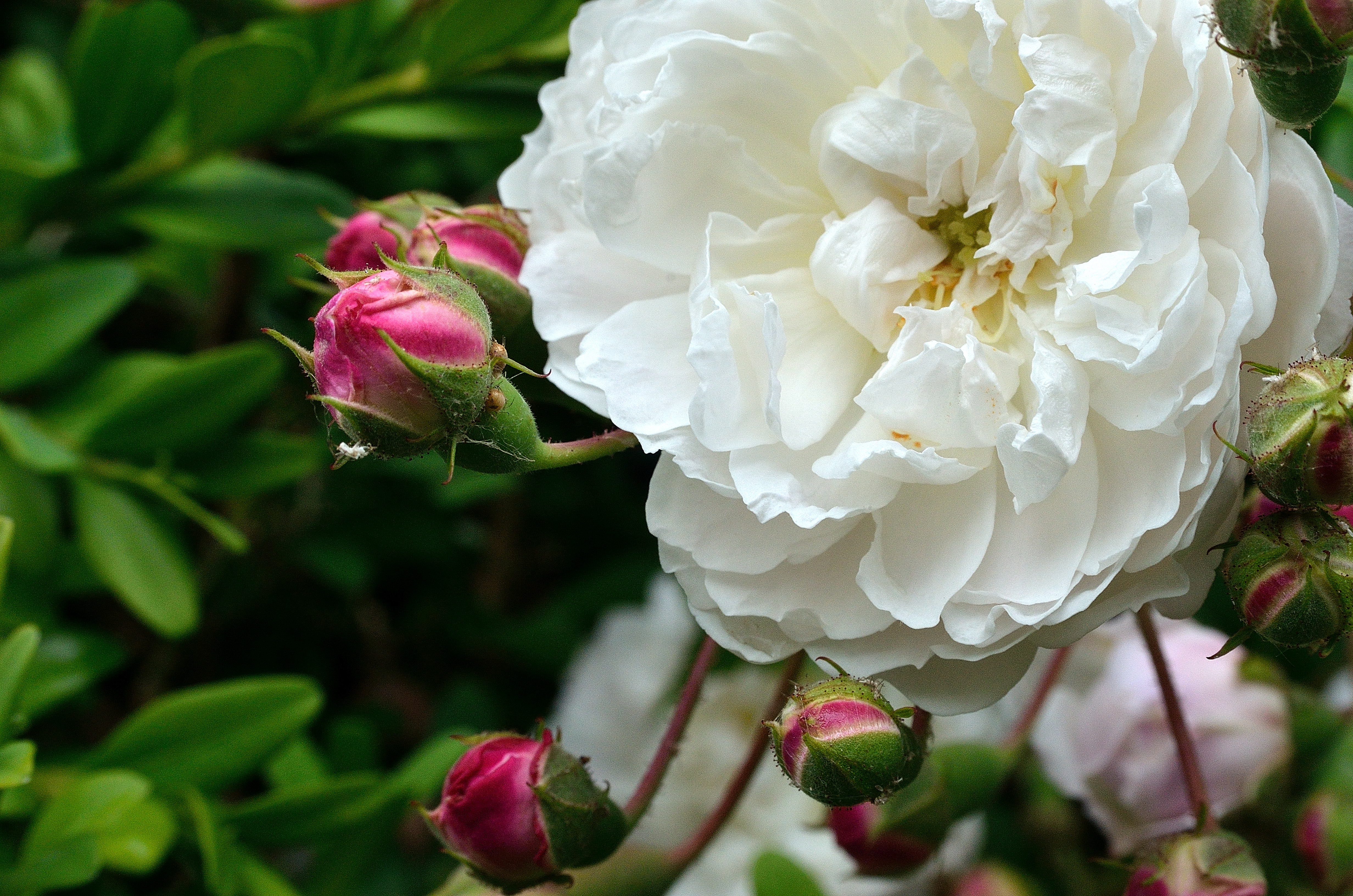
Rosa Félicité et Perpétue, Antoine A. Jacques, 1827 (France) Lily Ito
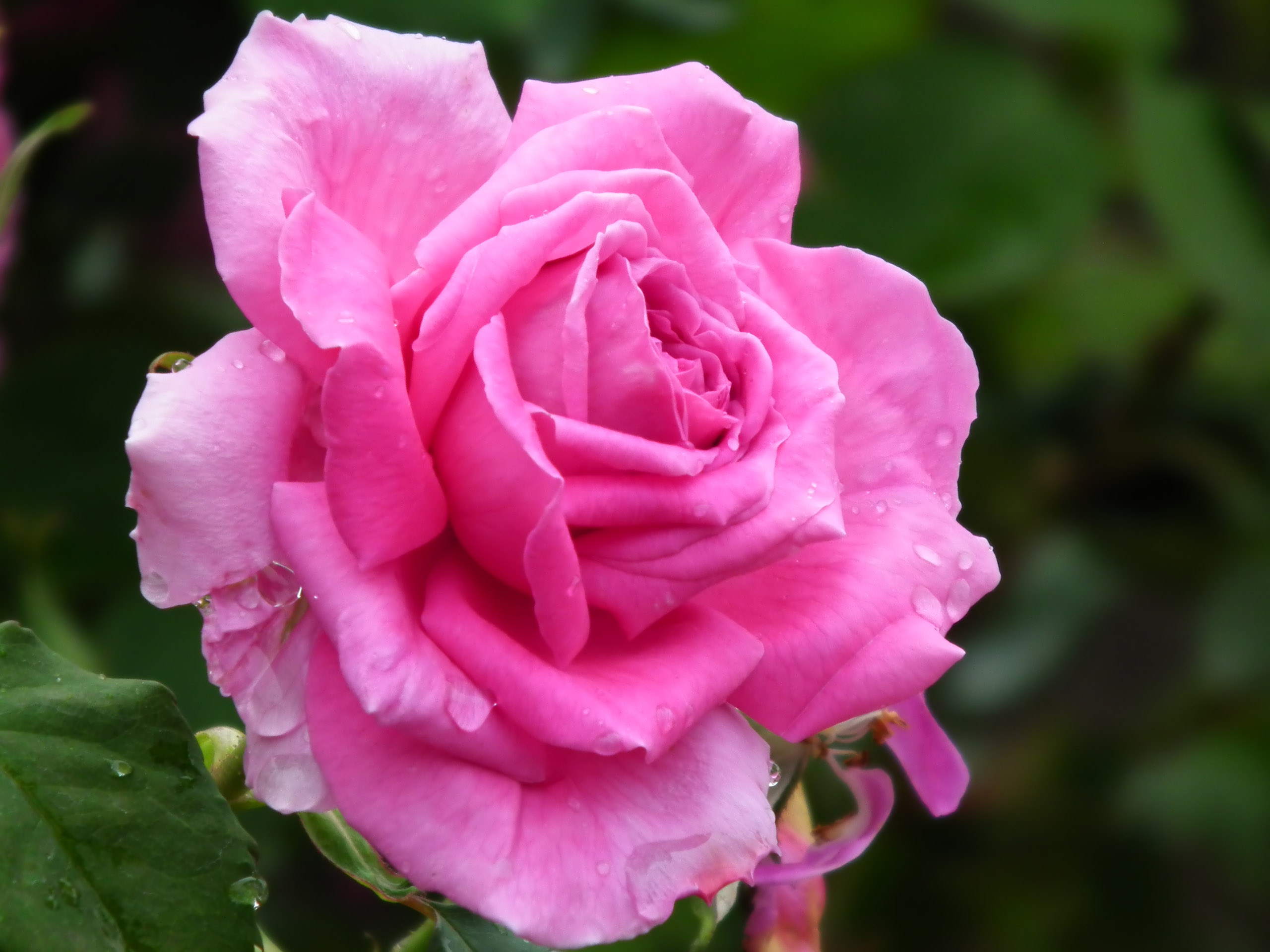
Rosa Madame Isaac Pereire, Armand Garçon, 1881 (France) Mme Isaac Pereire
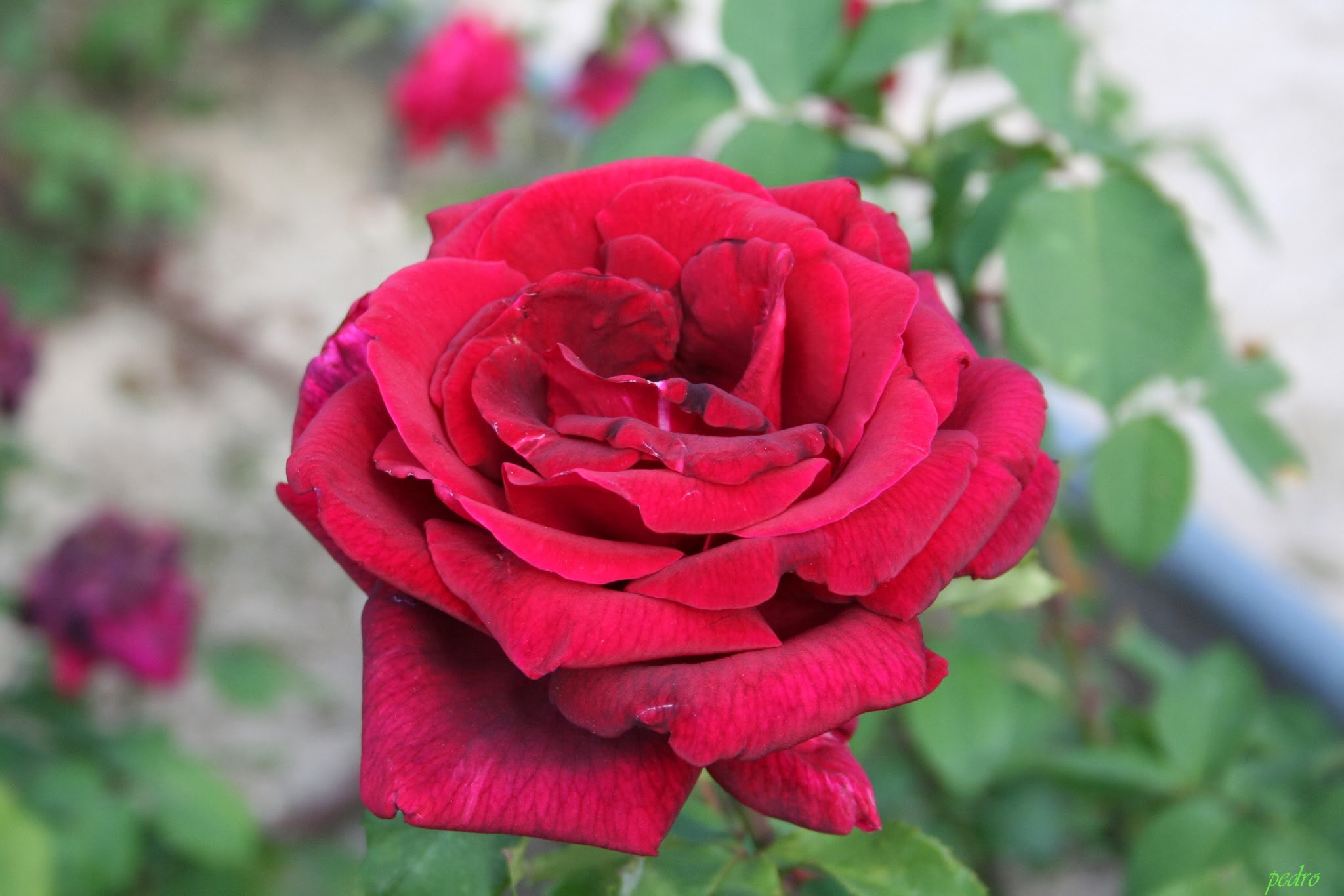
Rosa Papa Meilland, Alain Meilland, 1963 (France) MEIcesar, MEIsar
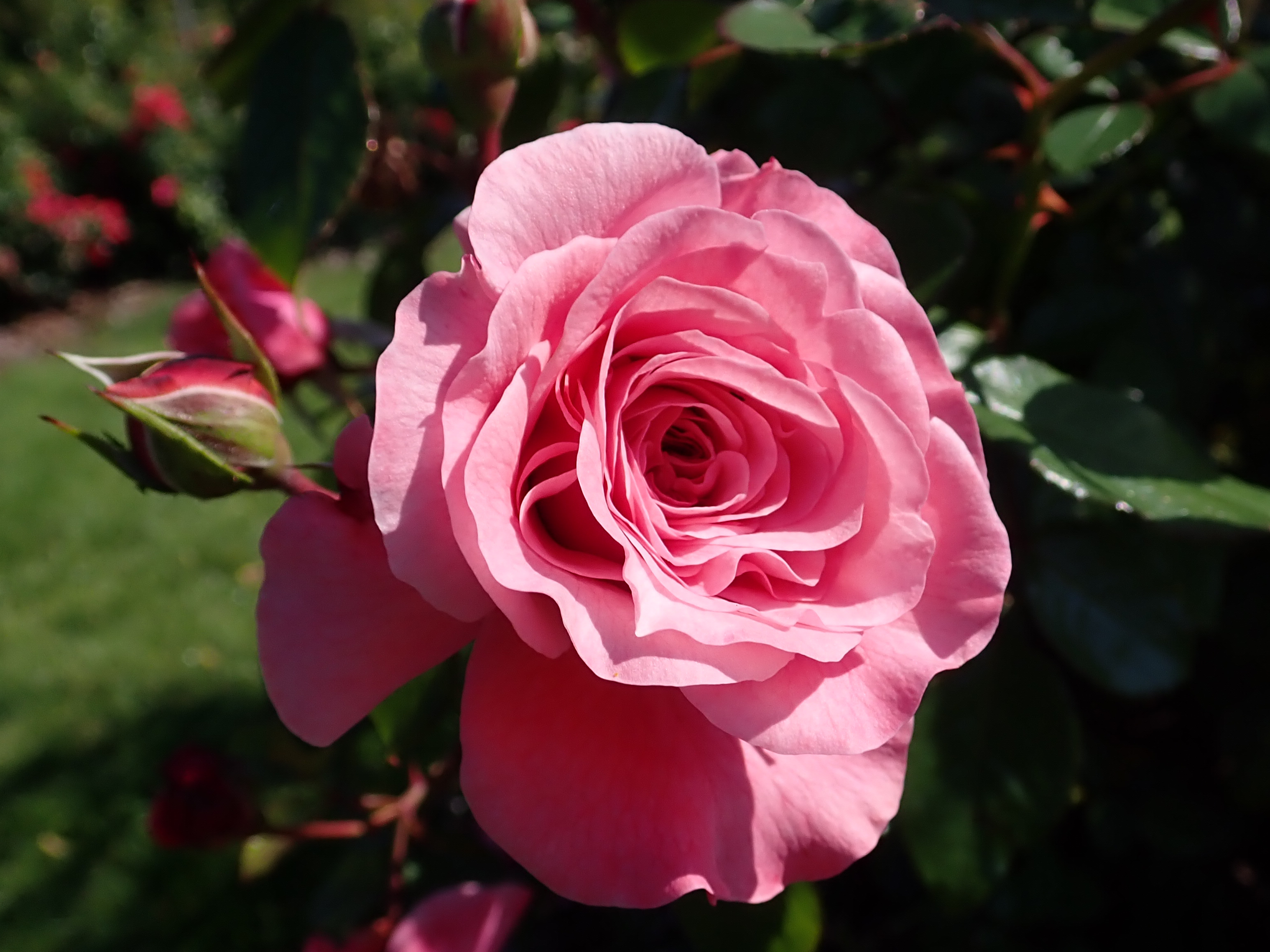
Rosa Zaide, Tim Hermann Kordes, 1994/2007 (Allemagne) KO 94/2189-99
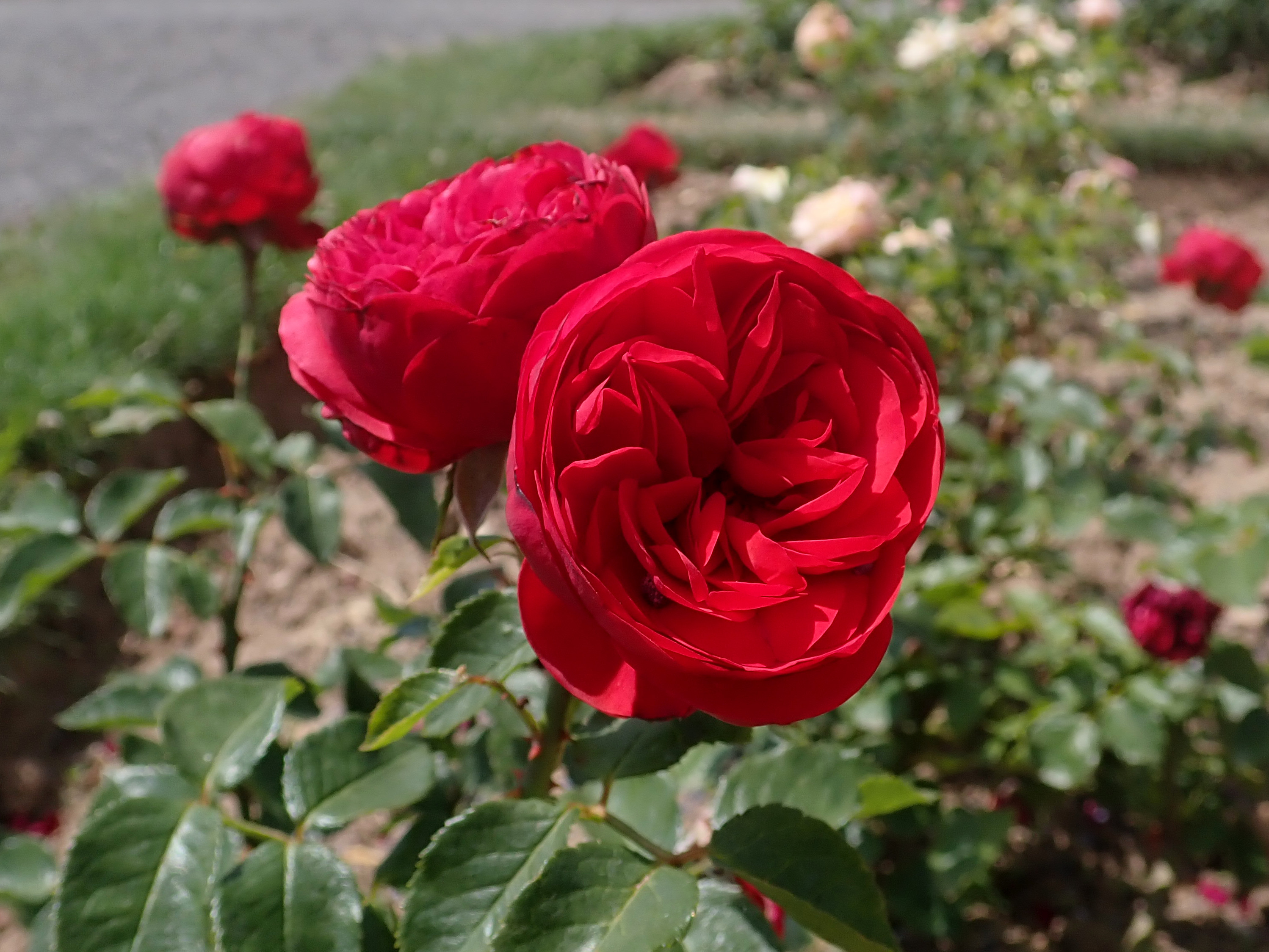
Rosa Piano, Evers/Tantau, 2007, (Allemagne) TAN01360
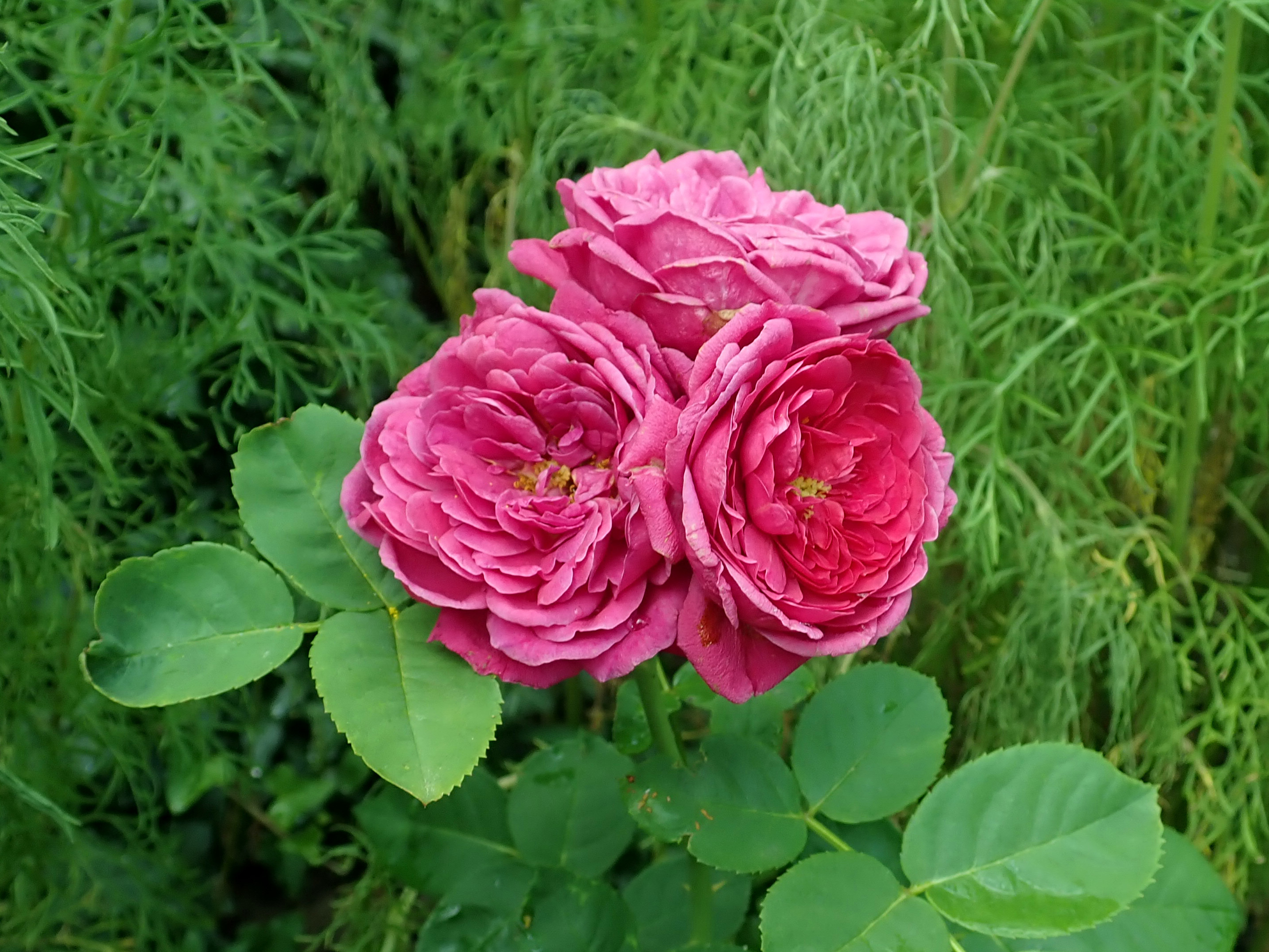
Rosa Ascot, Tantau, 2007 (Allemagne) TAN01757
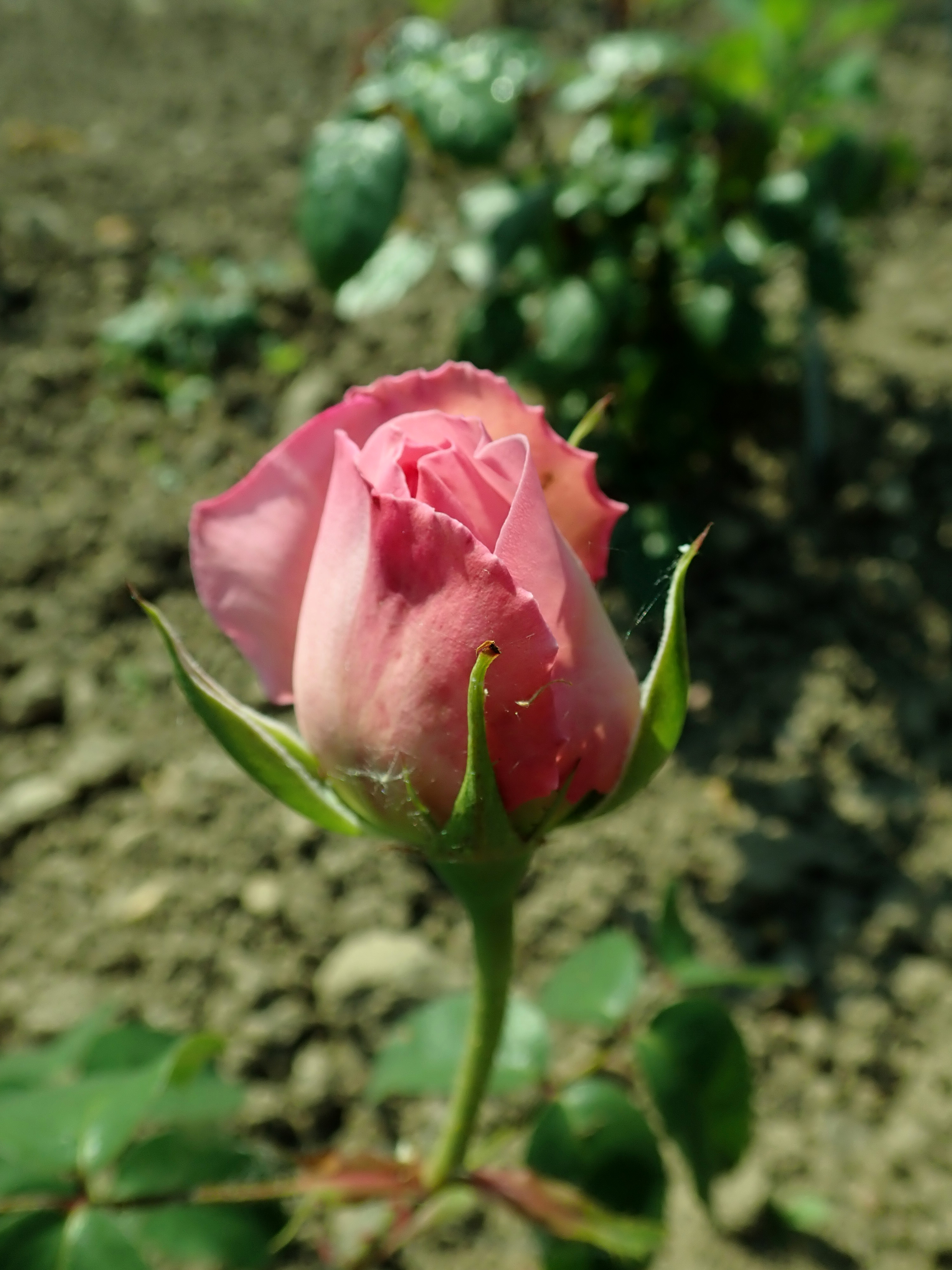
Rosa Dames de Chenonceau, G. Delbard, 2002 (France) DELPABRA
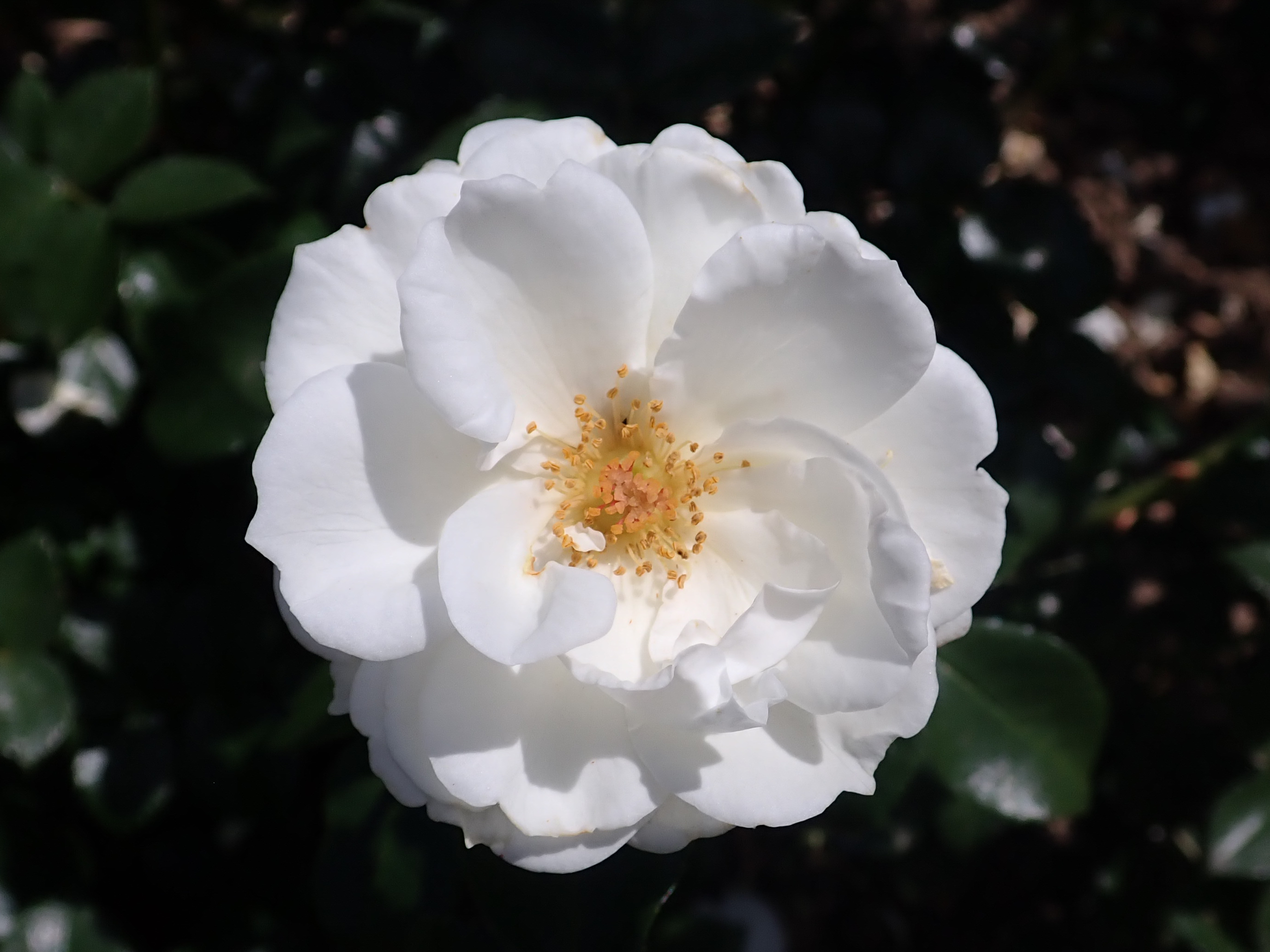
Rosa White Angel, NIRP International, 2016
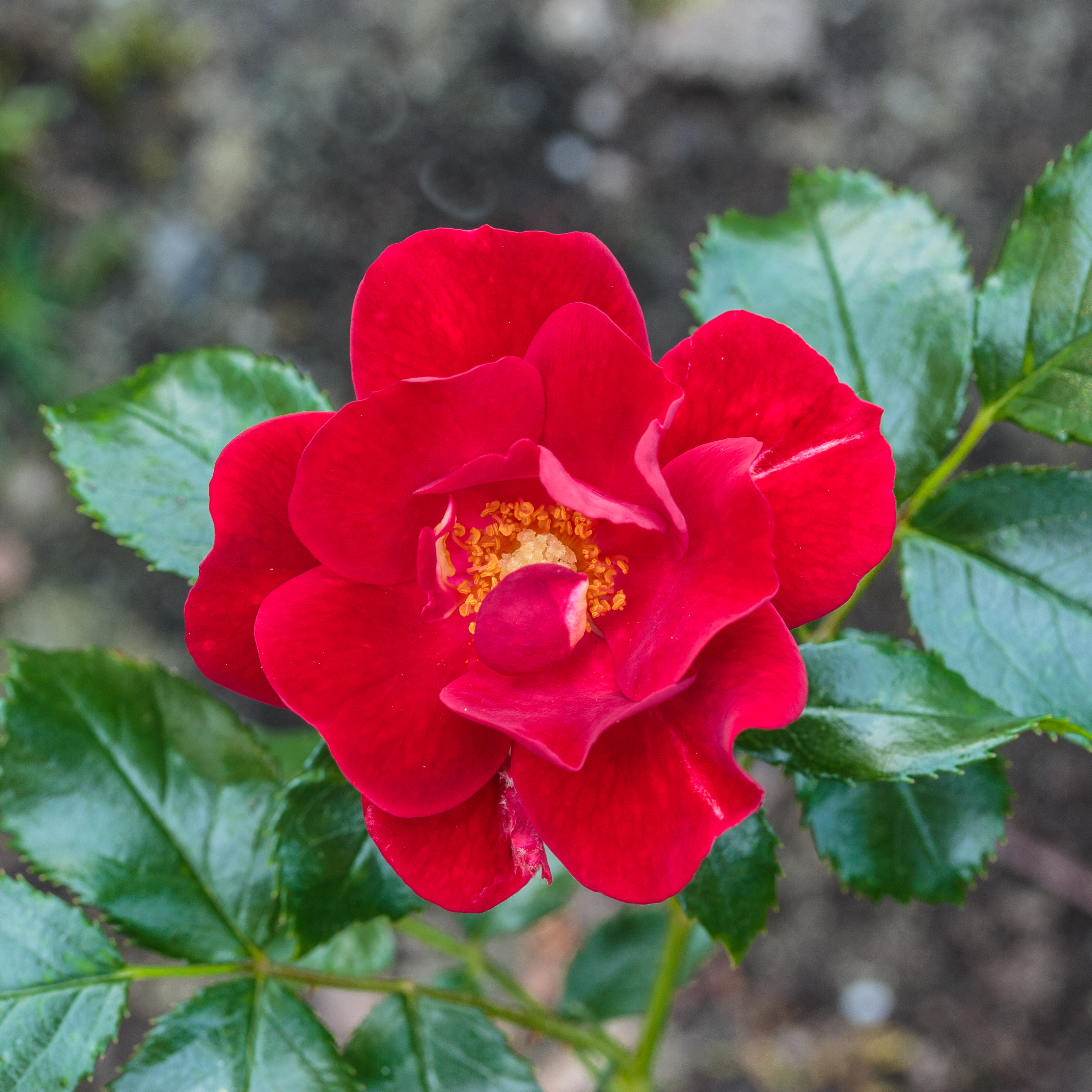
Rosa Matador, Christian Evers, 2011 (Allemagne) TANRODAT
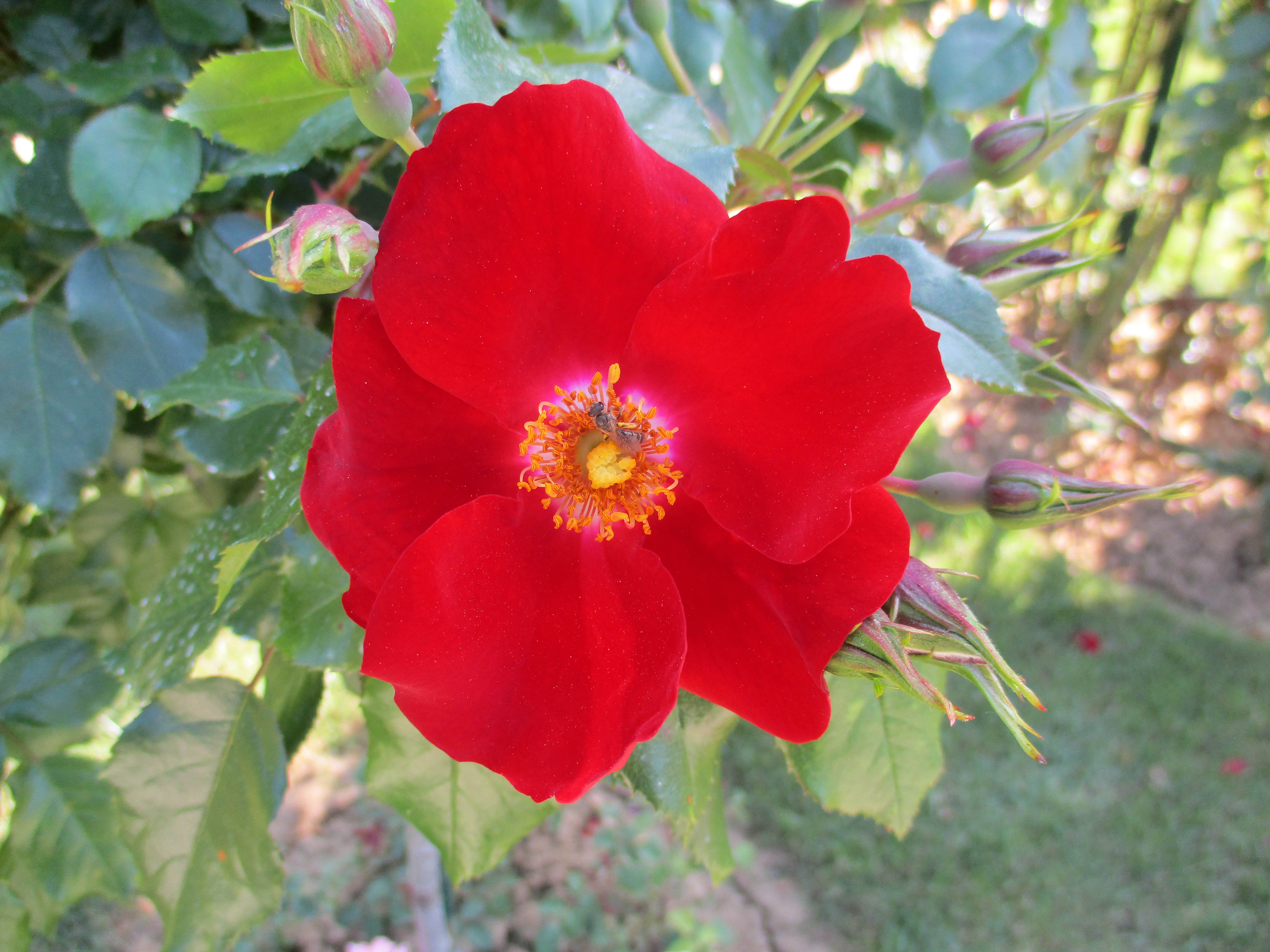
Rosa Apache, Korde, 2000/2009 (Allemagne) KO 00/1344-03
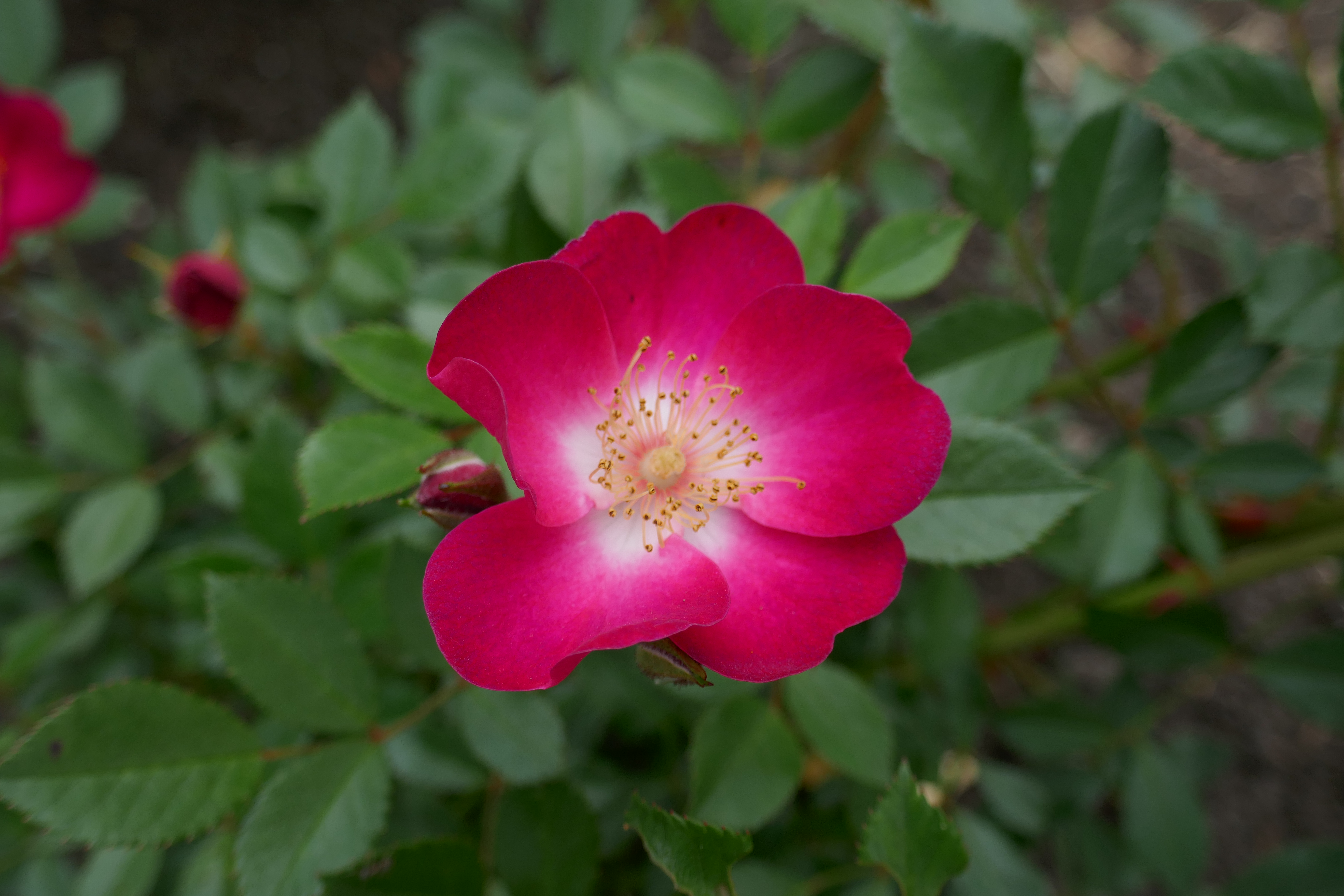
Rosa Grand-Duc Jean, Ann Velle Boudolf, 2008 (Belgique) Y1027
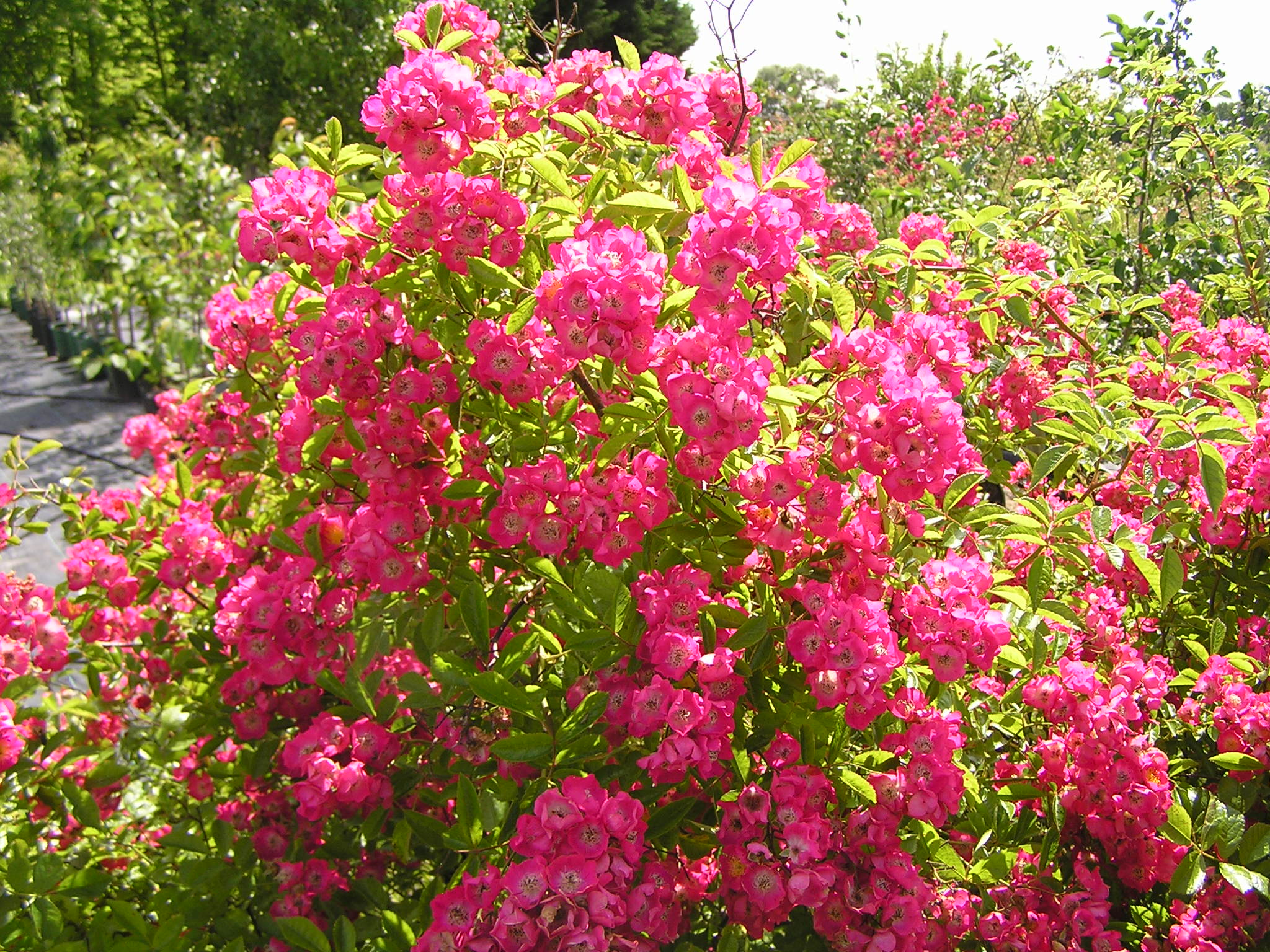
Rosa Maria Lisa, Bruder Alfons, 1925 (Allemagne) MARIA LIESA
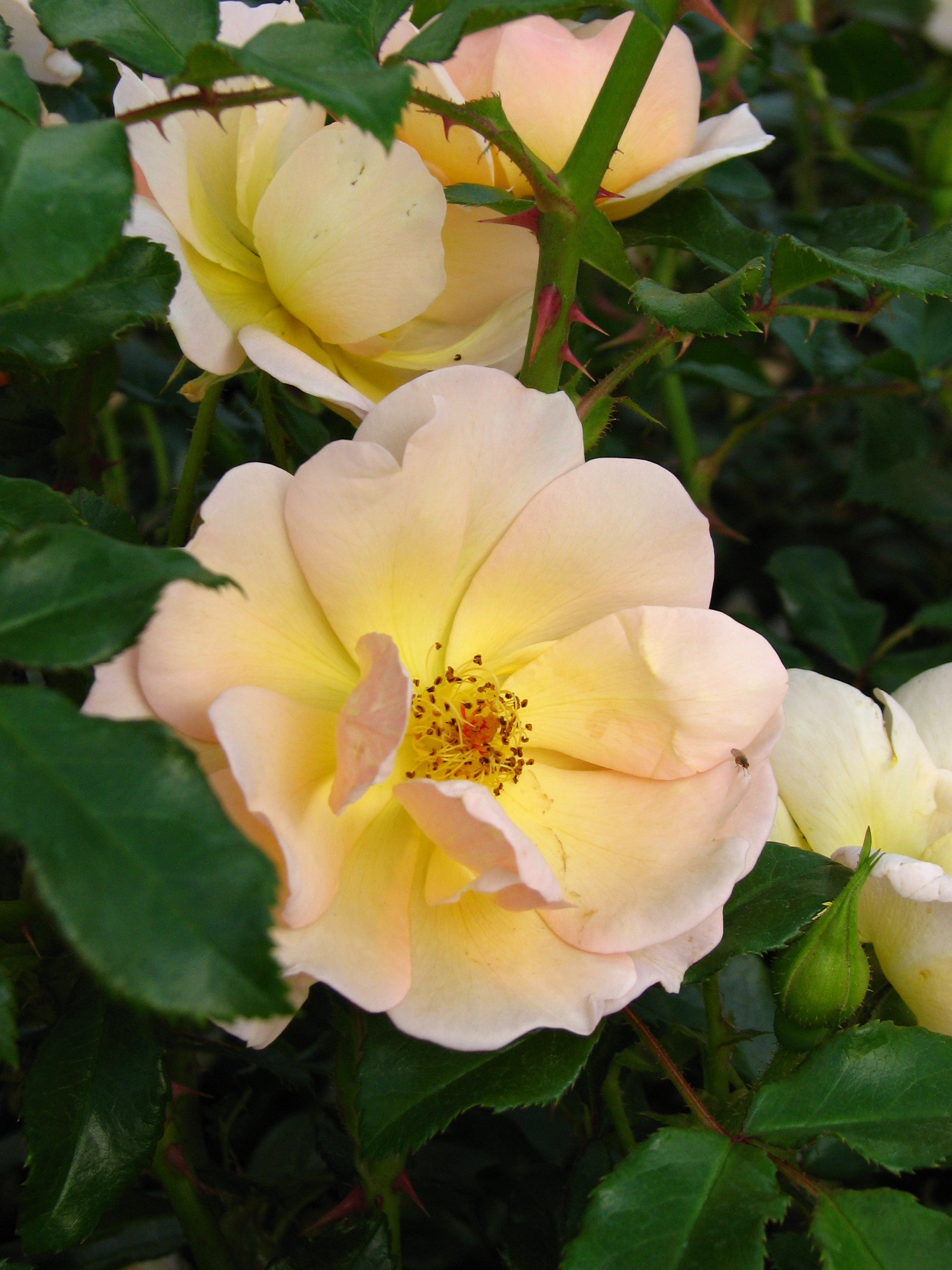
Rosa Amber Sun, Kordes, 2005 (Allemagne) KO 94 / 2096-34
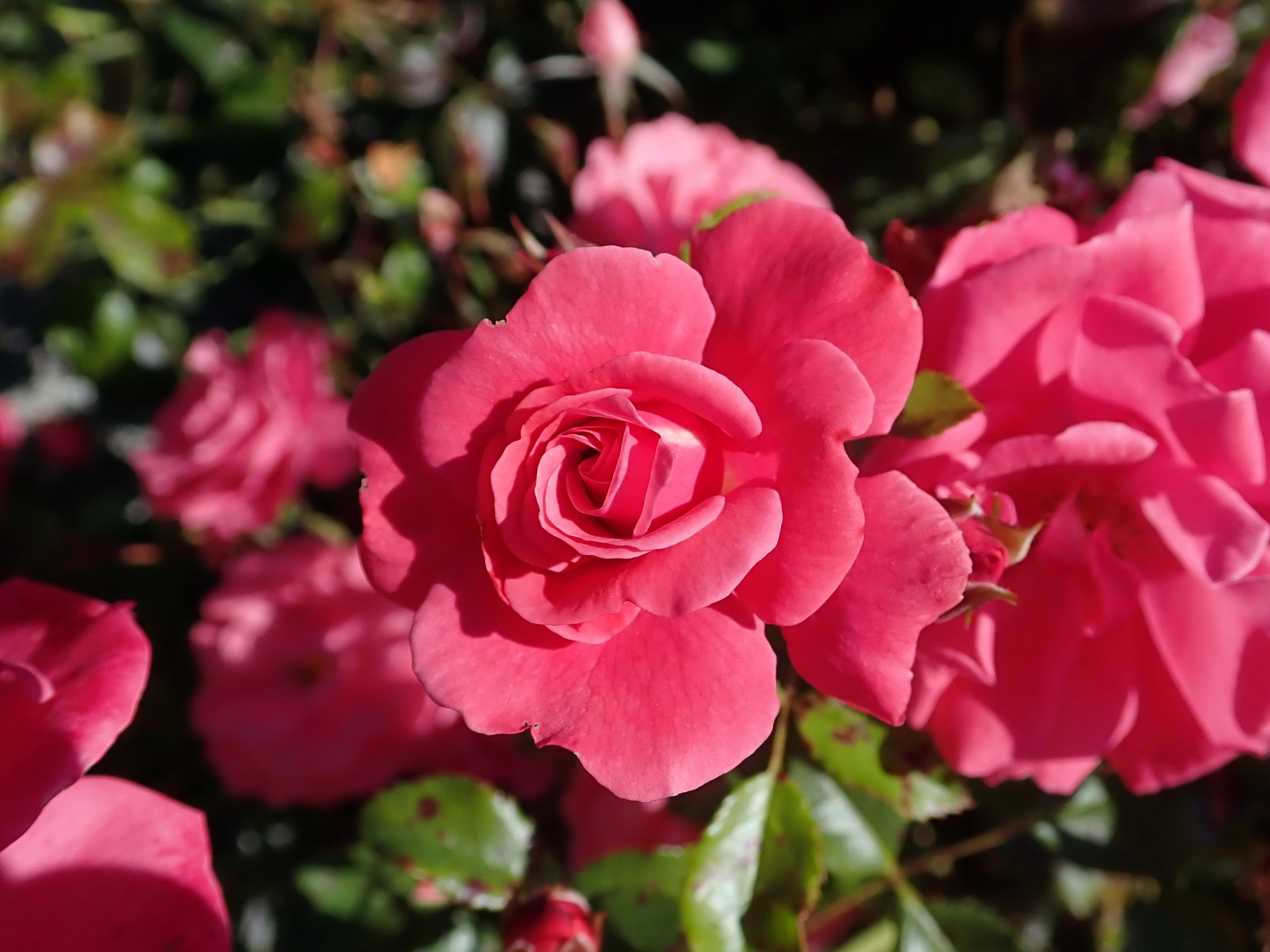
Rosa Bad Birnbach, Kordes, 1983 (Allemagne) KORmuse-KORpancom
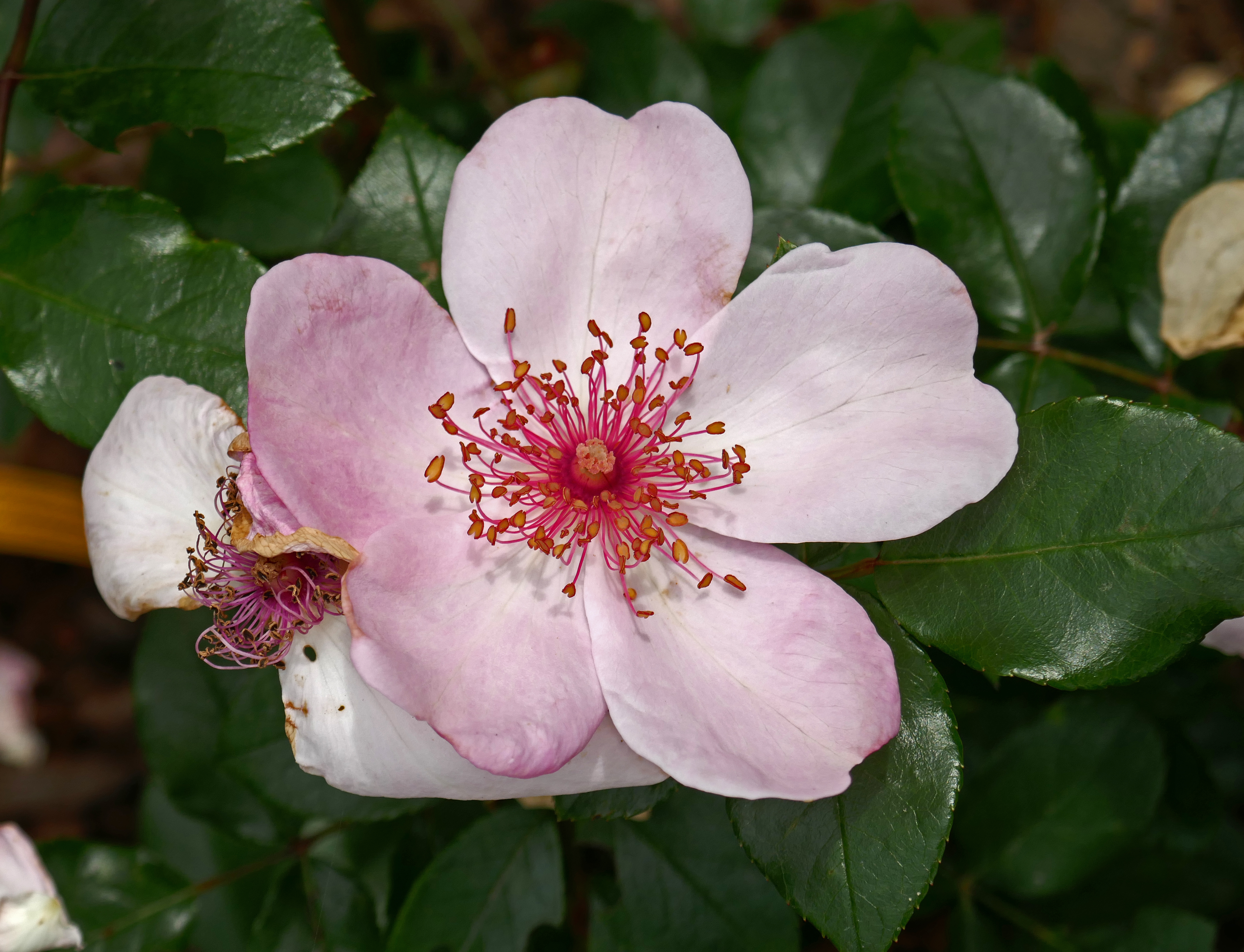
Rosa Astronomia, Alain Meilland, 2006 (France), MEIguimov
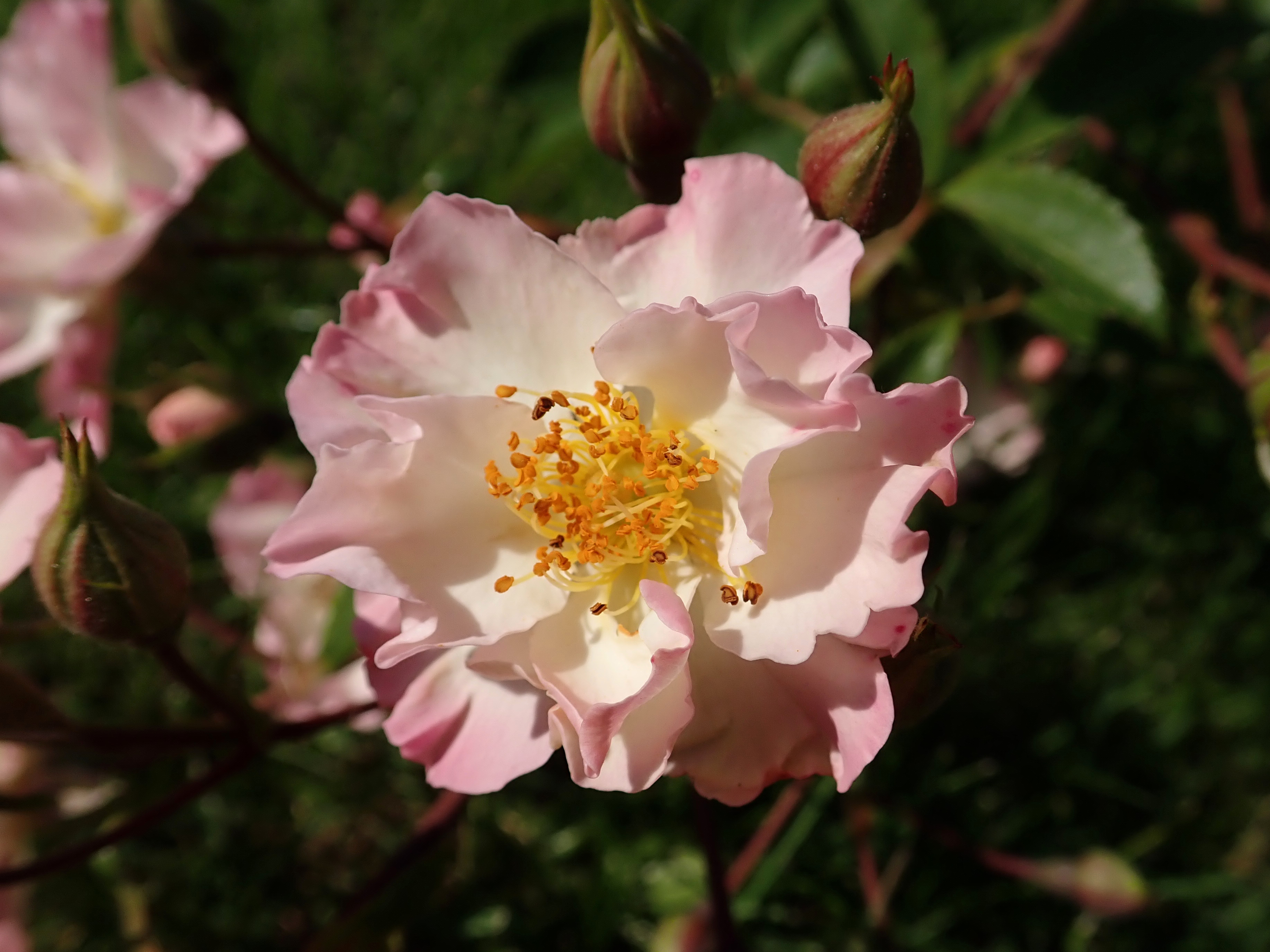
Rosa August Deusser, Martin Vissers, 2014 (Belgique) VISvioli
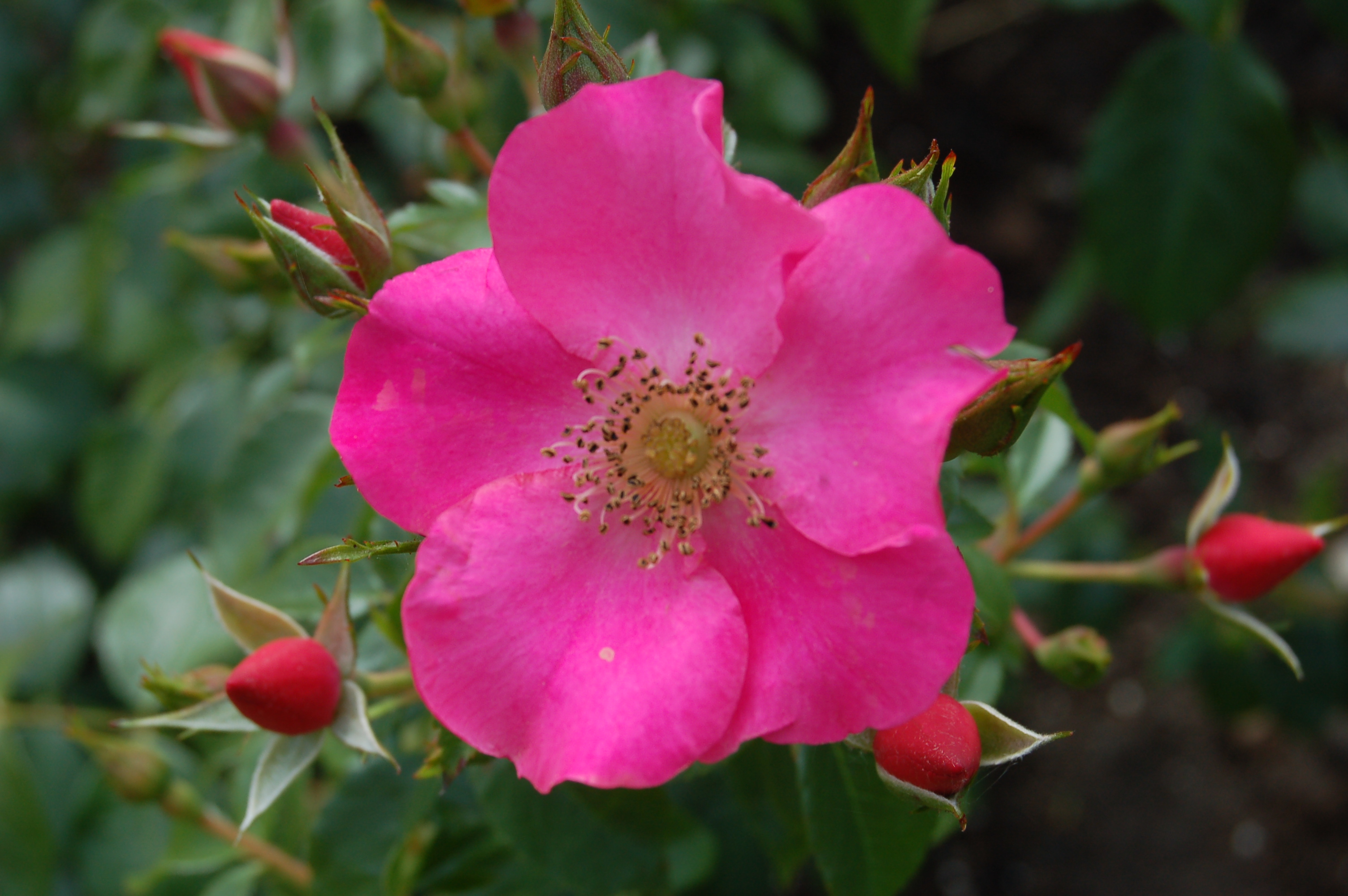
Rosa Città di Roma, Christian Evers, 2000/2007 (Allemagne) RT 00-999
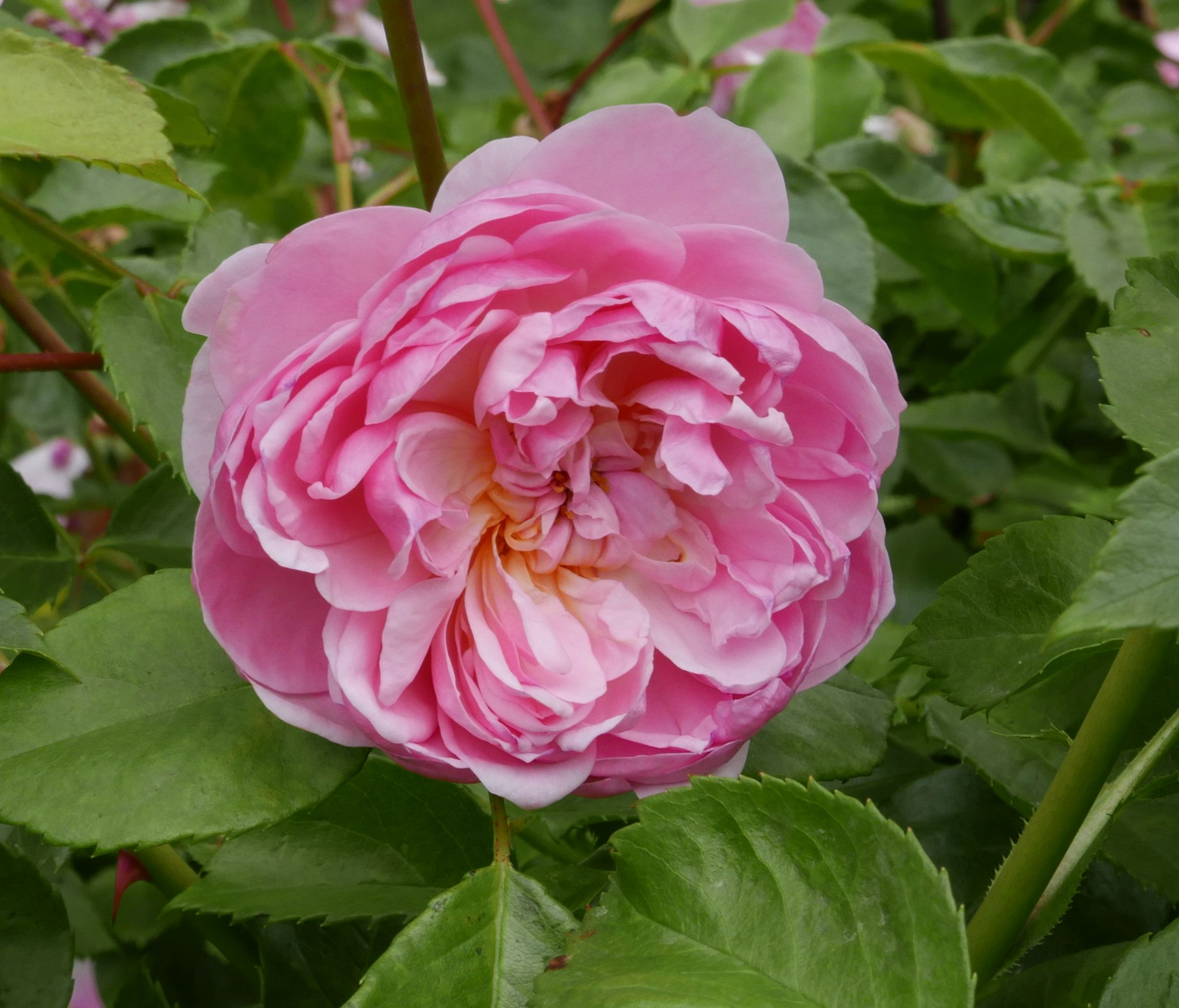
Rosa Anne Boleyn, David C. H. Austin, 1990 (Royaume-Uni) AUSecret-EE 2B 91
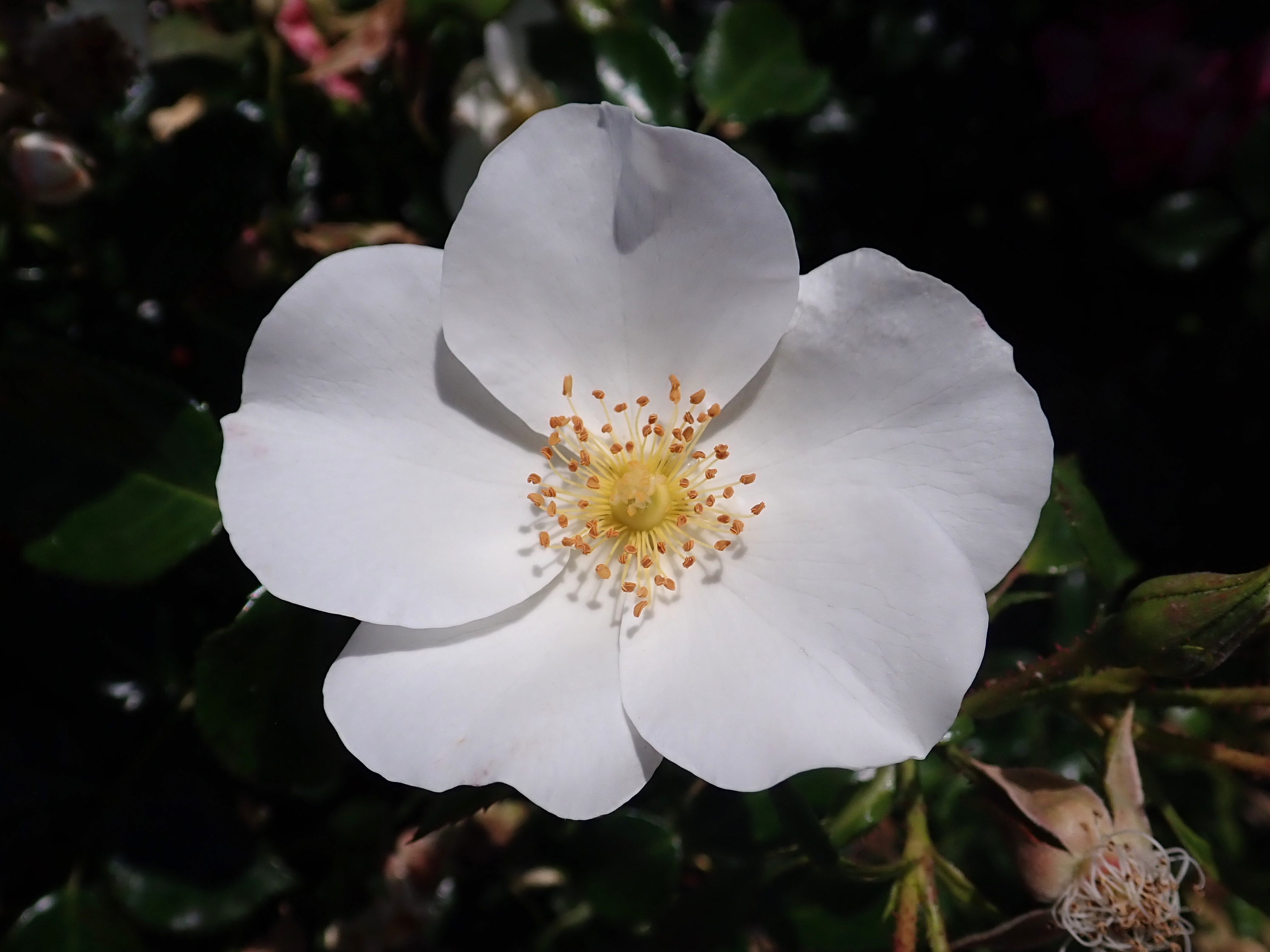
Rosa Escimo, Kordes, 1991/2006 (Allemagne) KO 91/2527-09
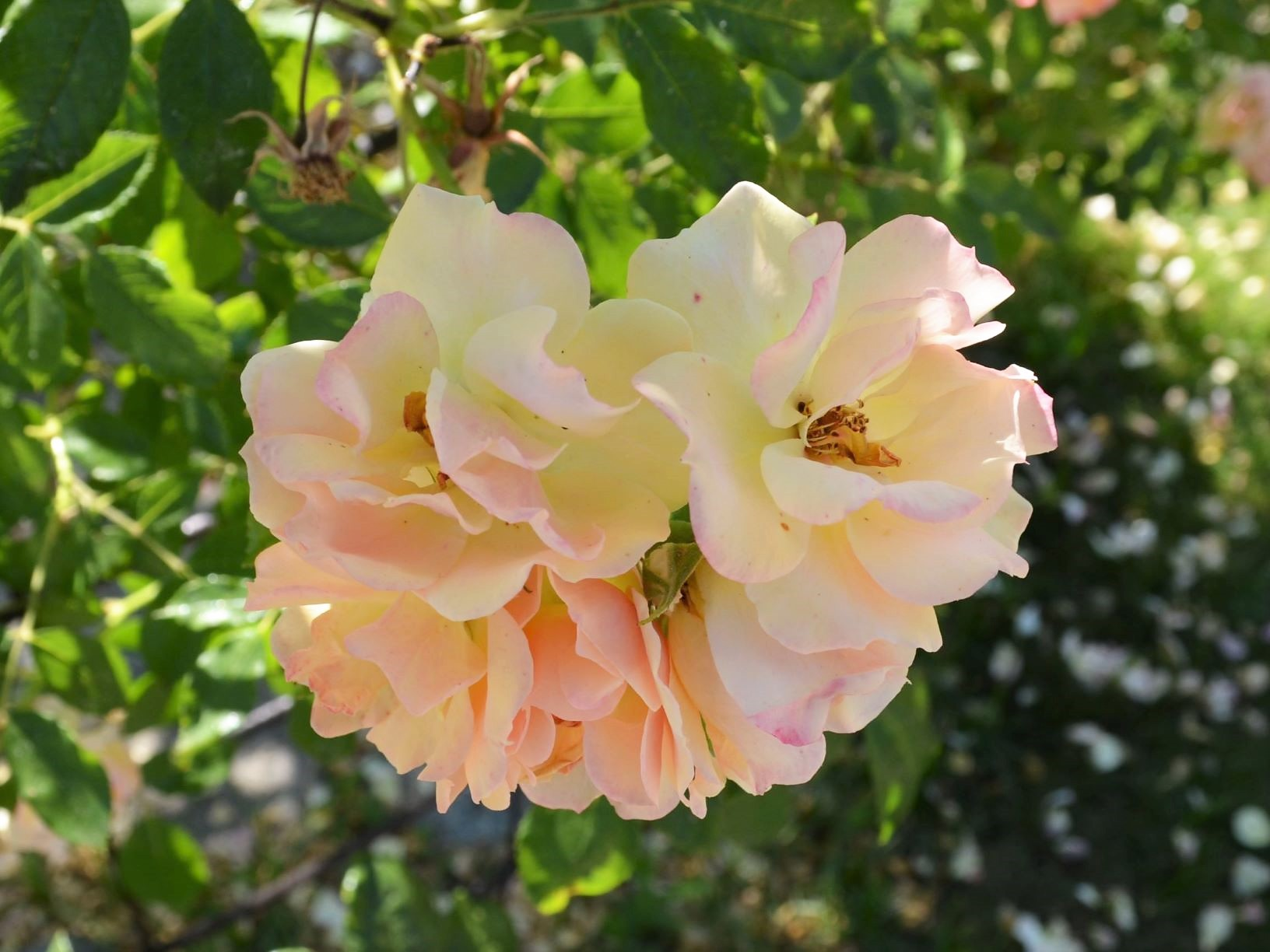
Rosa Happy Dance, Michel Adam, 2012 (France) ADAphyri
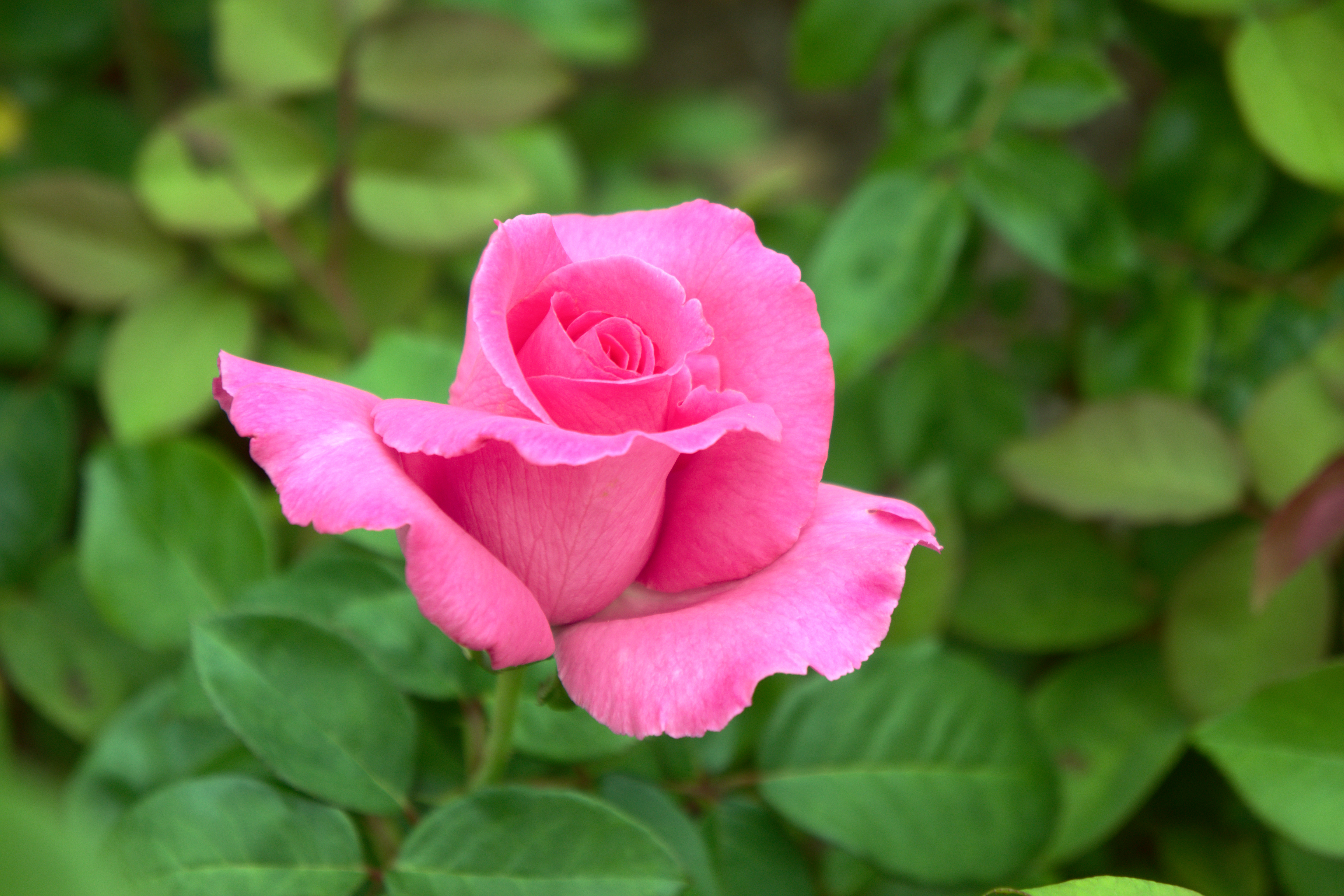
Rosa McCartney, Alain Meilland, 1988 (France) MEIzeli
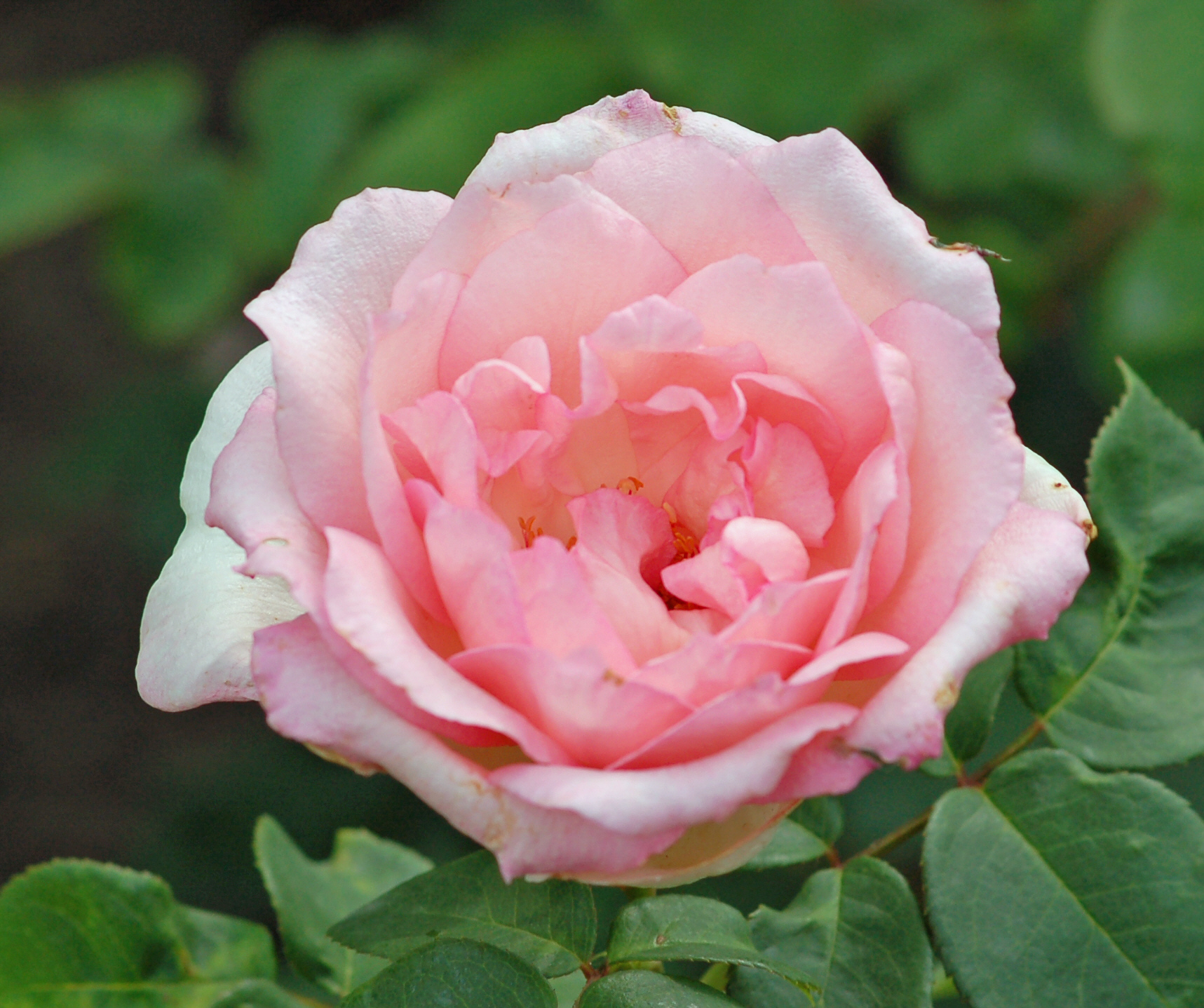
Rosa Violina, Tantau, 1990/1997 (Allemagne) MT 90-107
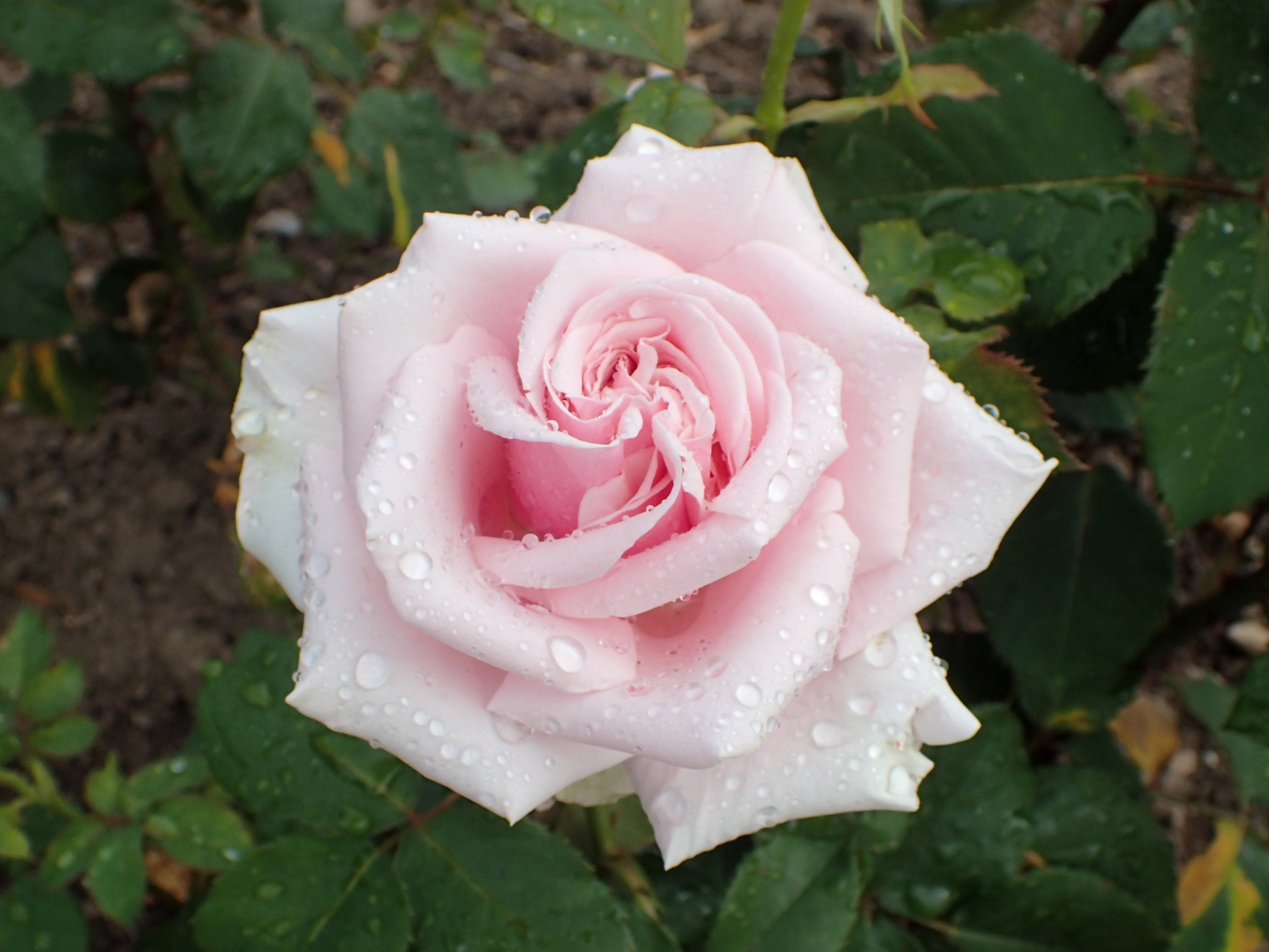
Rosa Savoy Hotel, Harkness, 1987 (Royaume-Uni) HARvintage
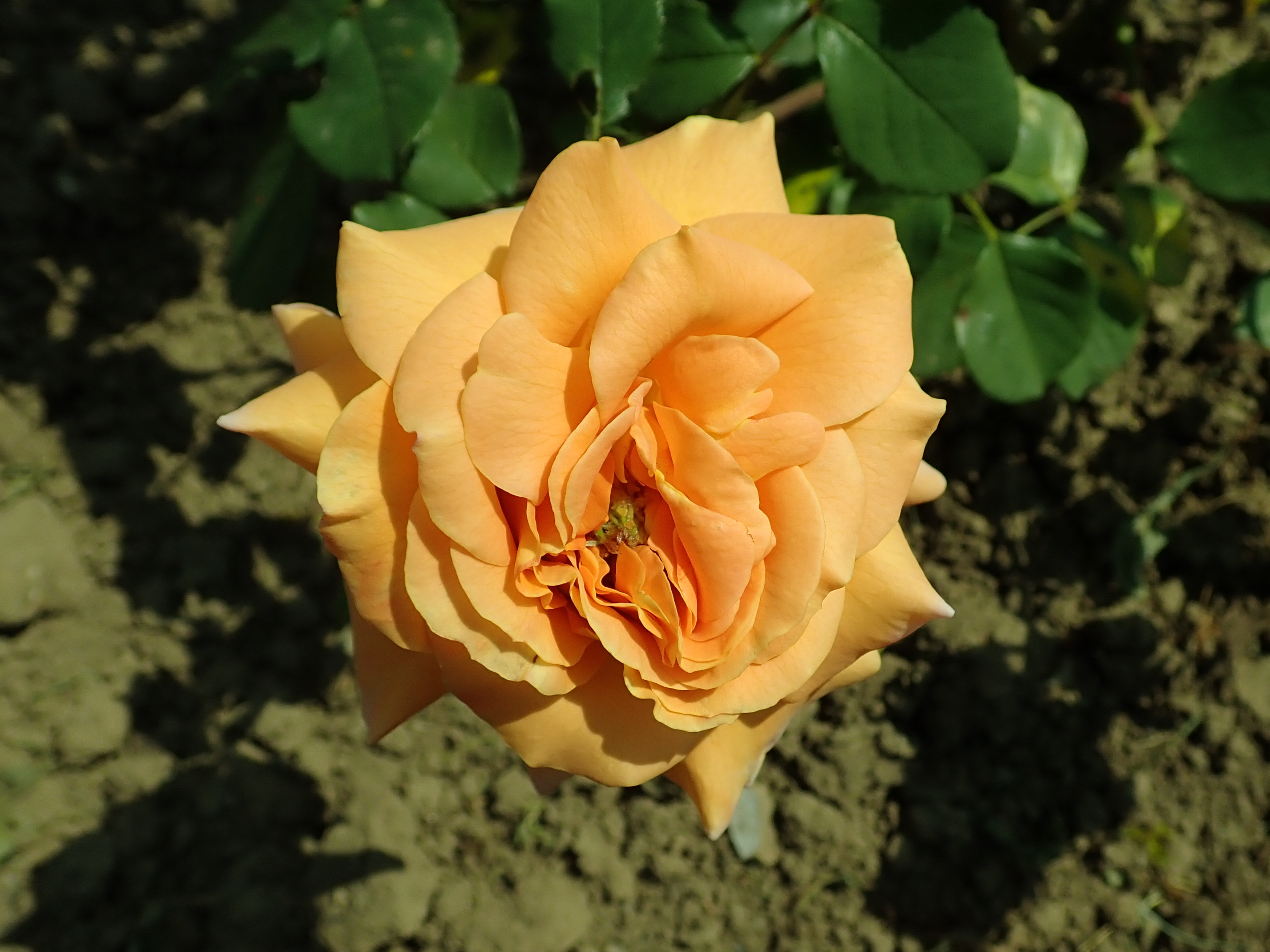
Rosa Chateaubriand, Michel Adam, 2008 (France) ADAcamer
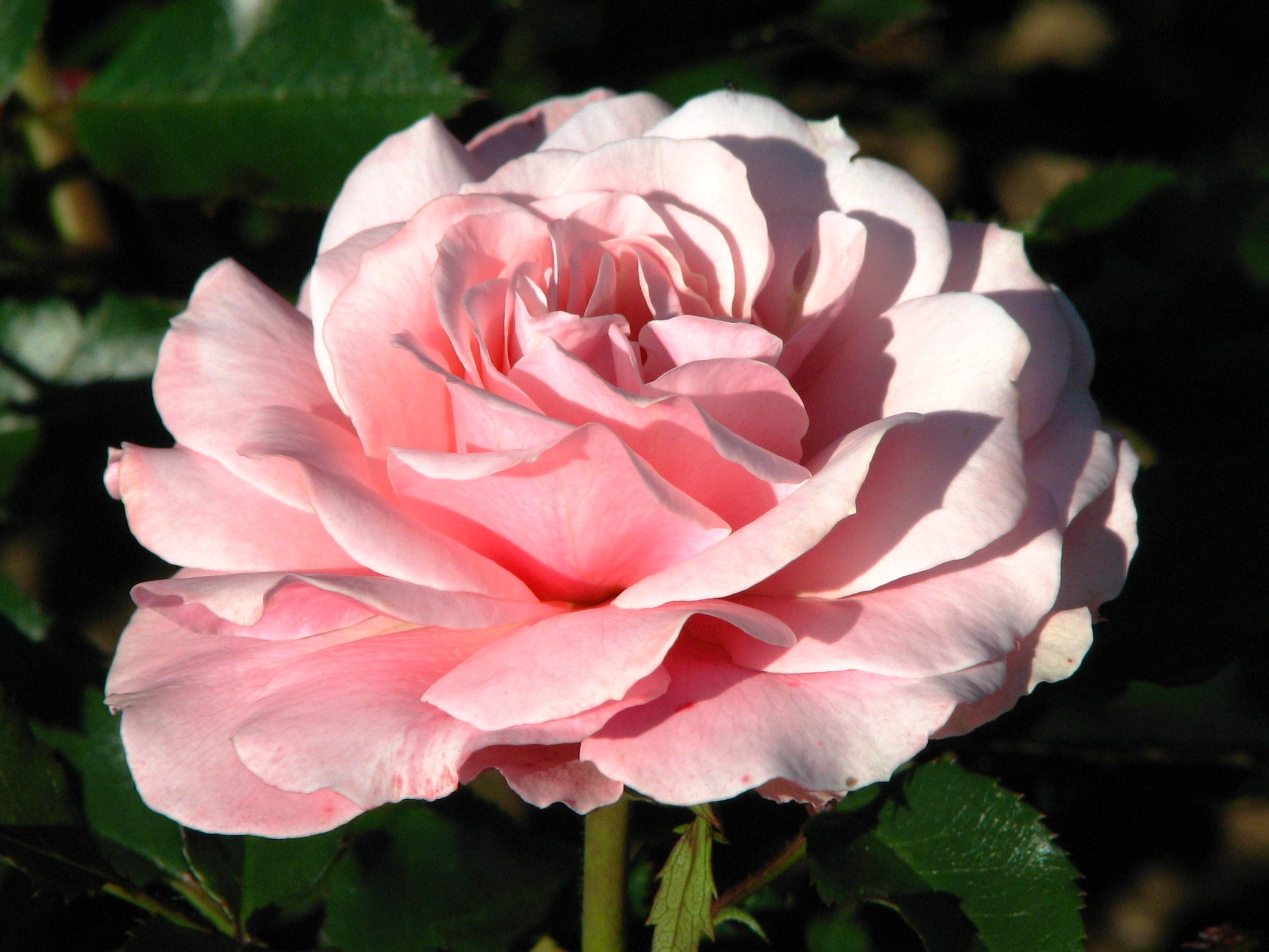
Rosa Botticelli, Michèle Meilland Richardier, 2002 (France) MEIsylpho
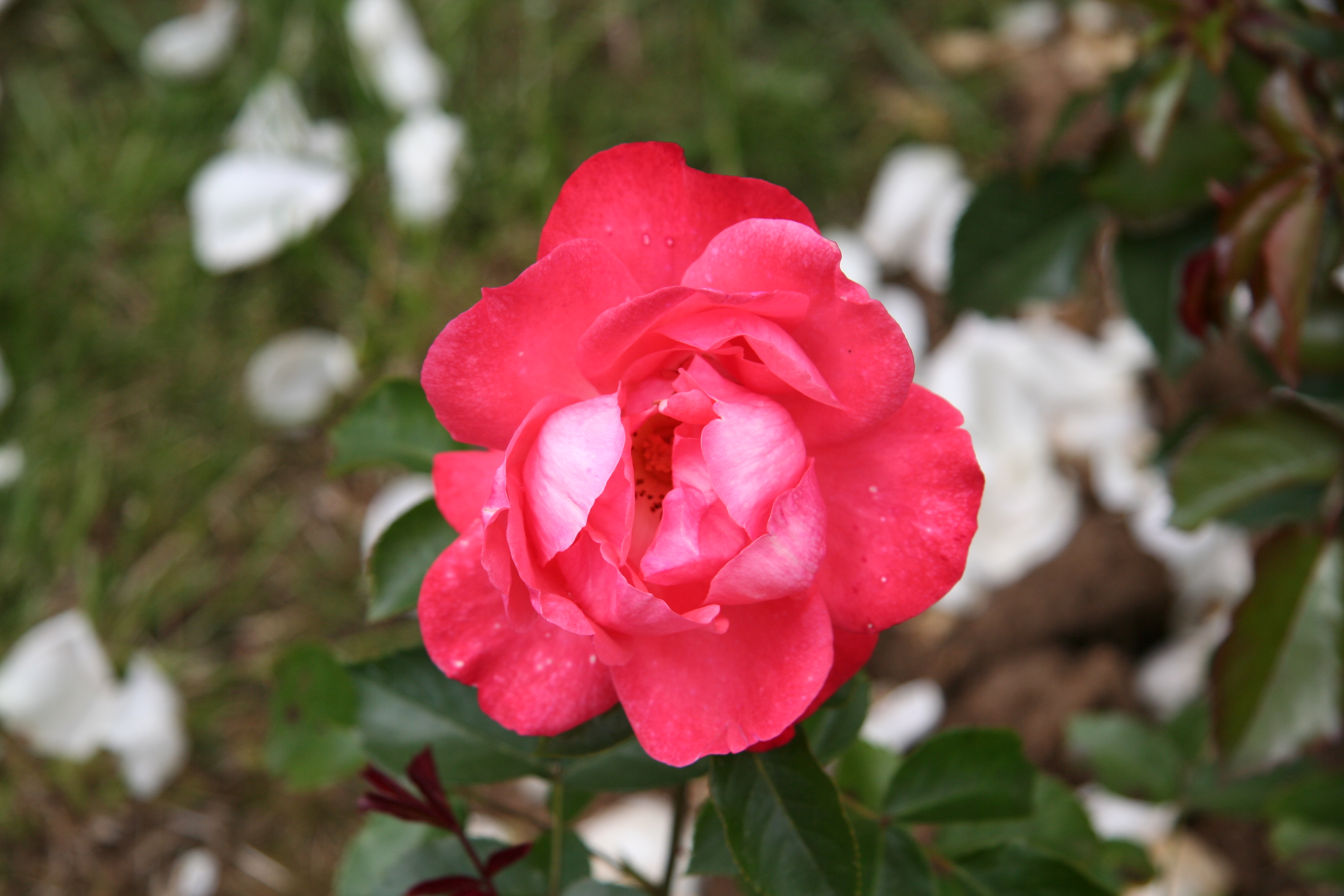
Rosa Francoise Gaujard II, Jean-Jacques Gaujard, 2005 (France) GAU 126
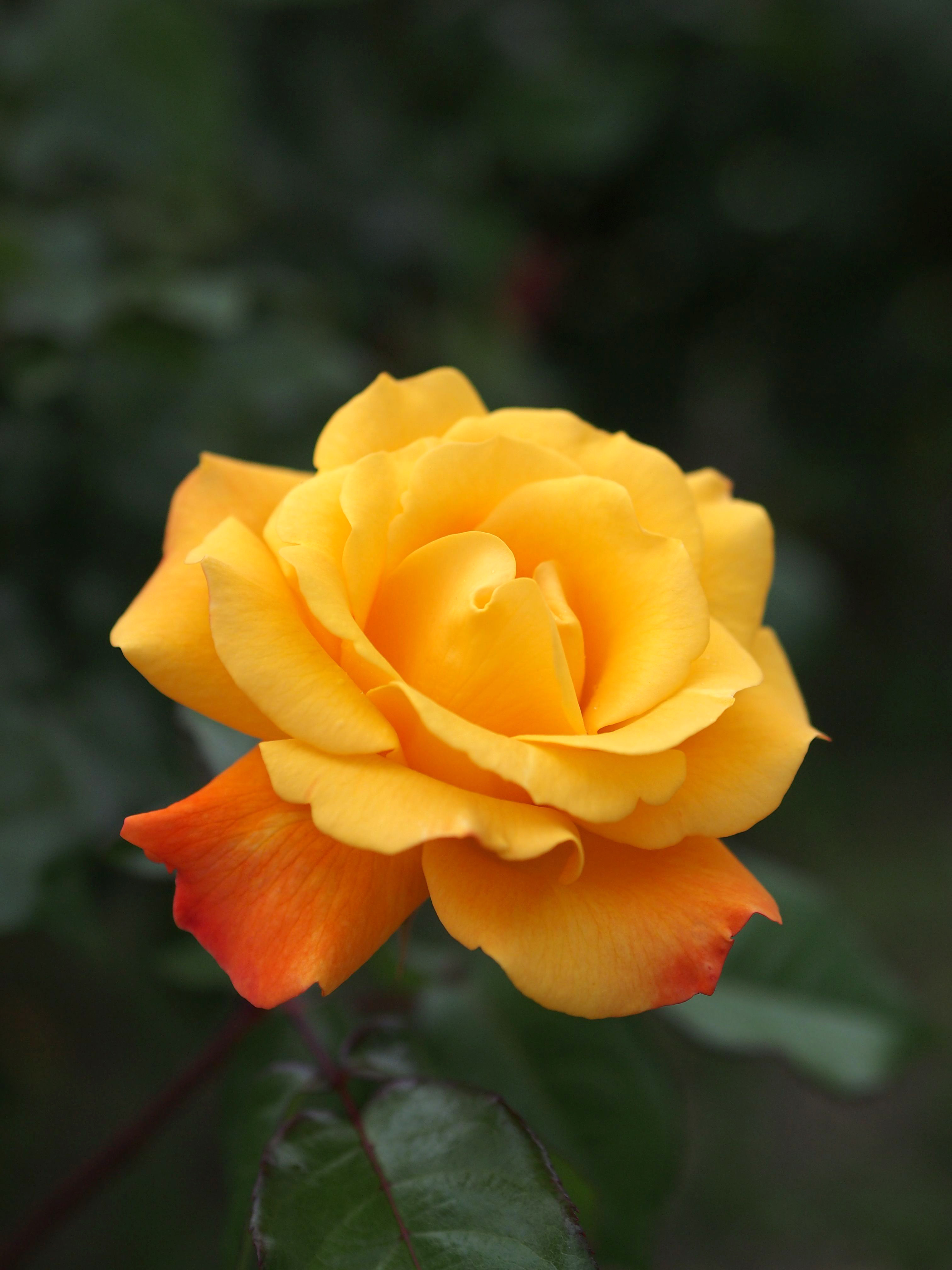
Rosa Soleil du Monde, G. Delbard, 2007 (France) DELseb
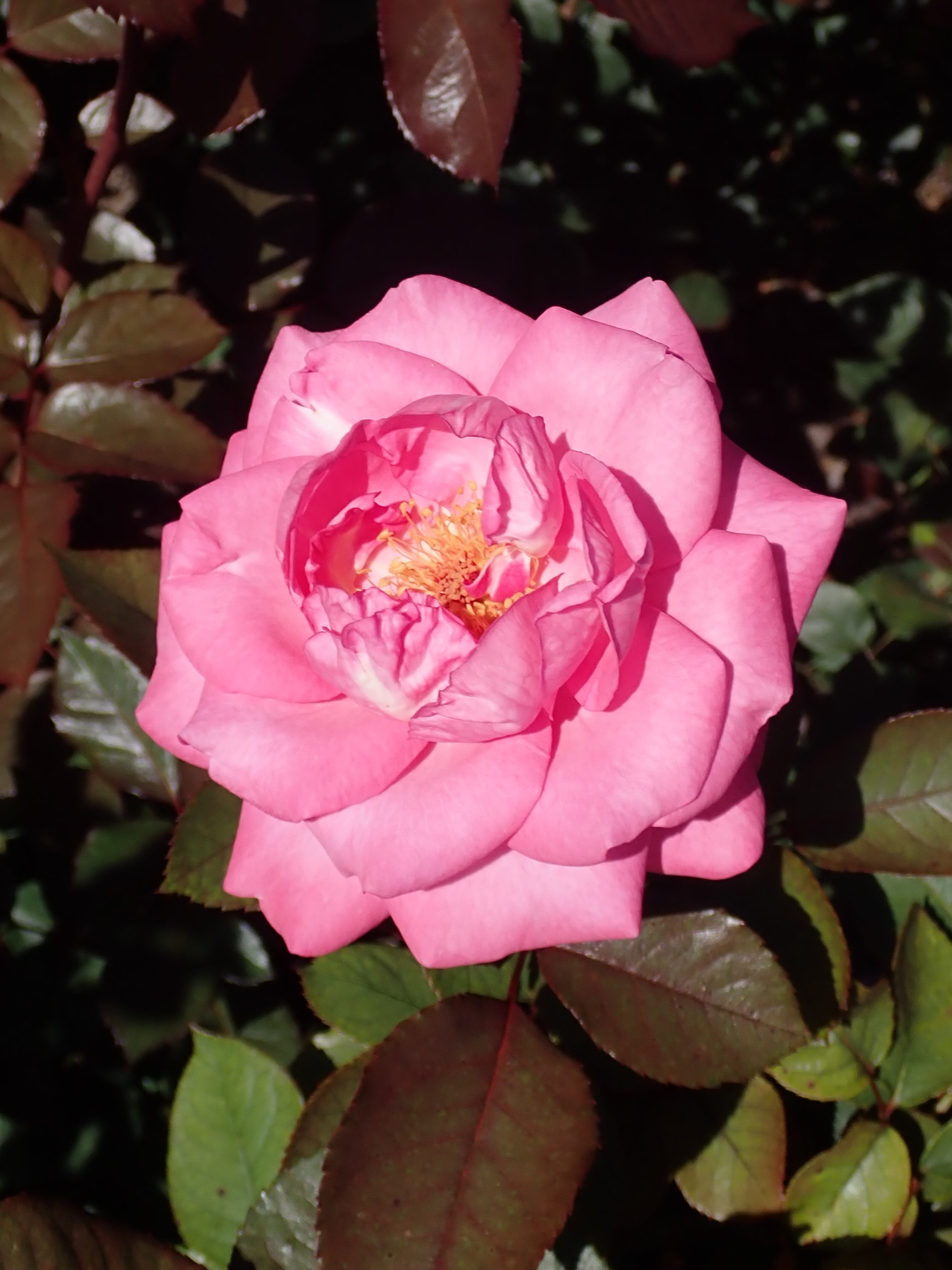
Rosa Eliza, Kordes, 1994 (Allemagne) KORlis
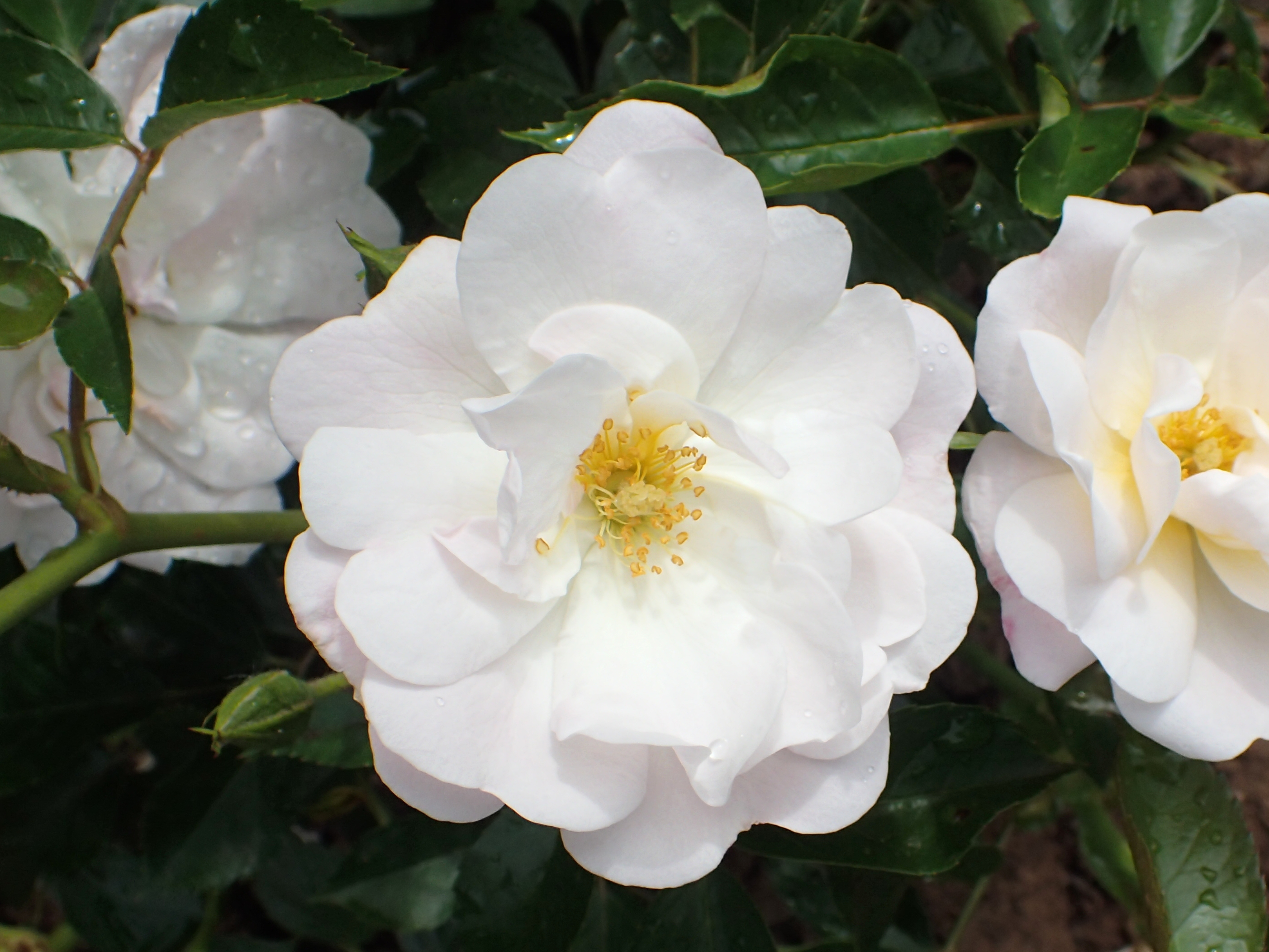
Rosa Peace in You, Davide Dalla Libera, 2013 (Italie) 0807-2
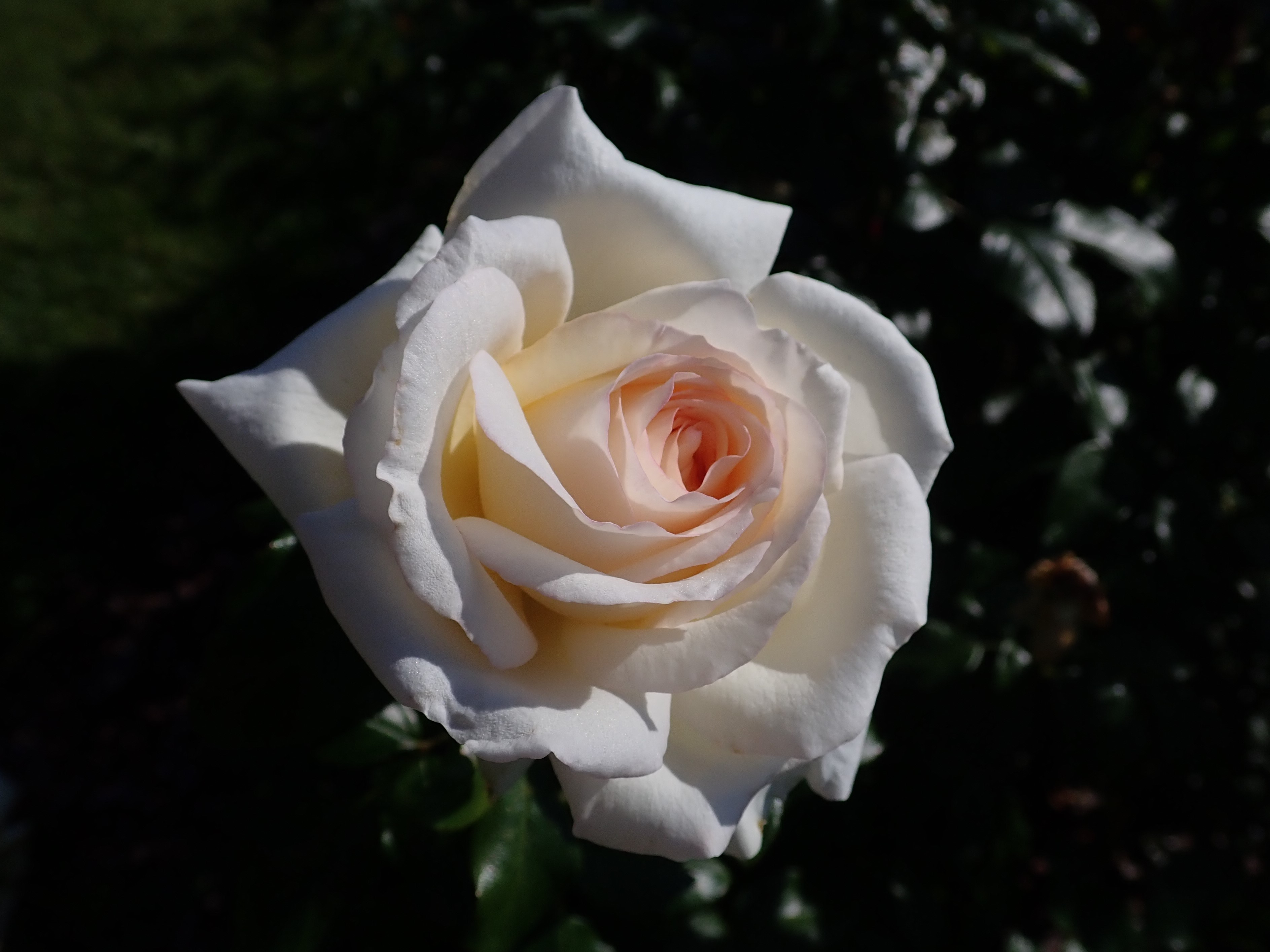
Rosa Anastasia, NIRP International, 2011 (France)
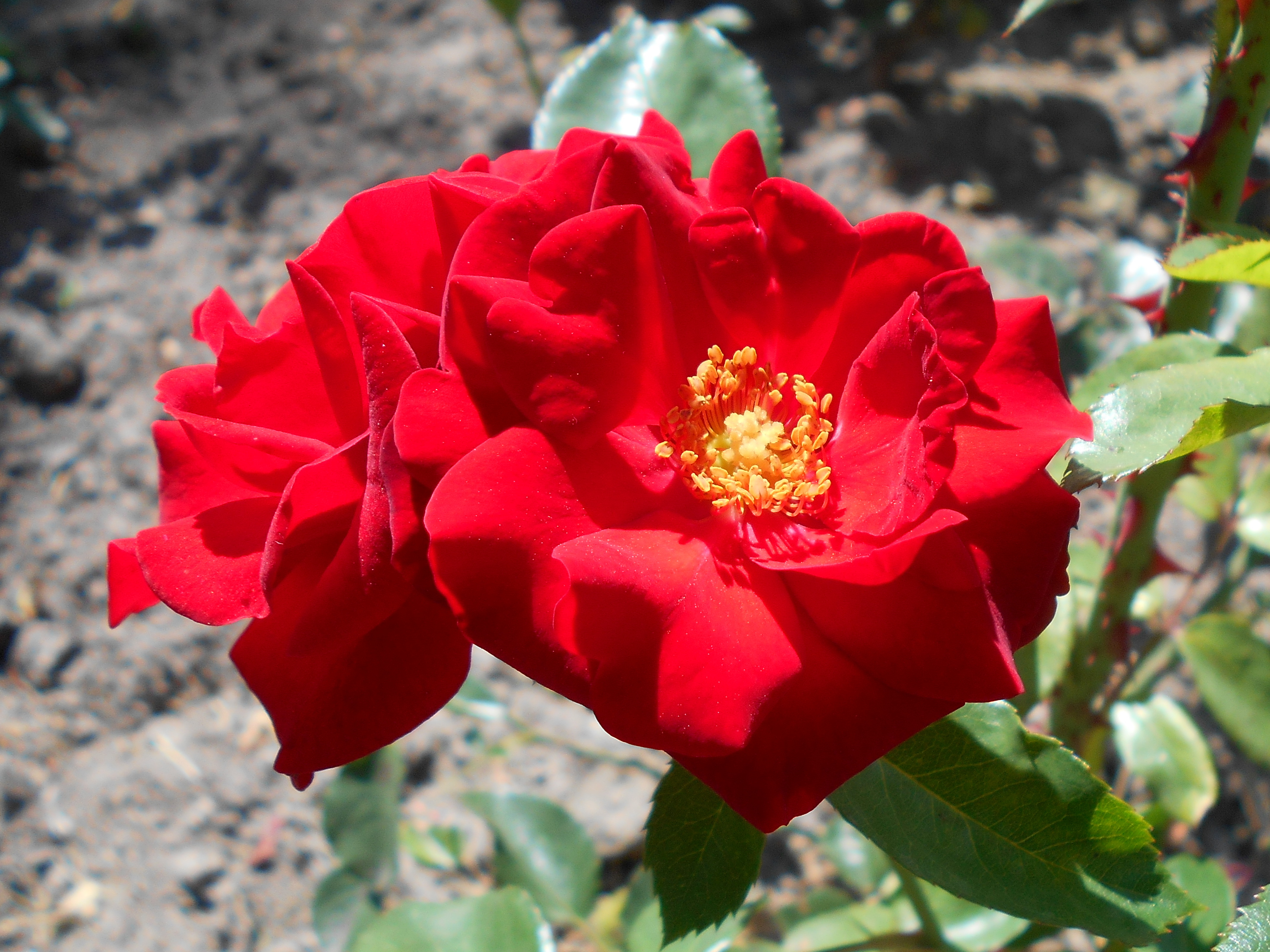
Rosa Sans Souci, Alain Meilland, 1950 (France) FLA-513
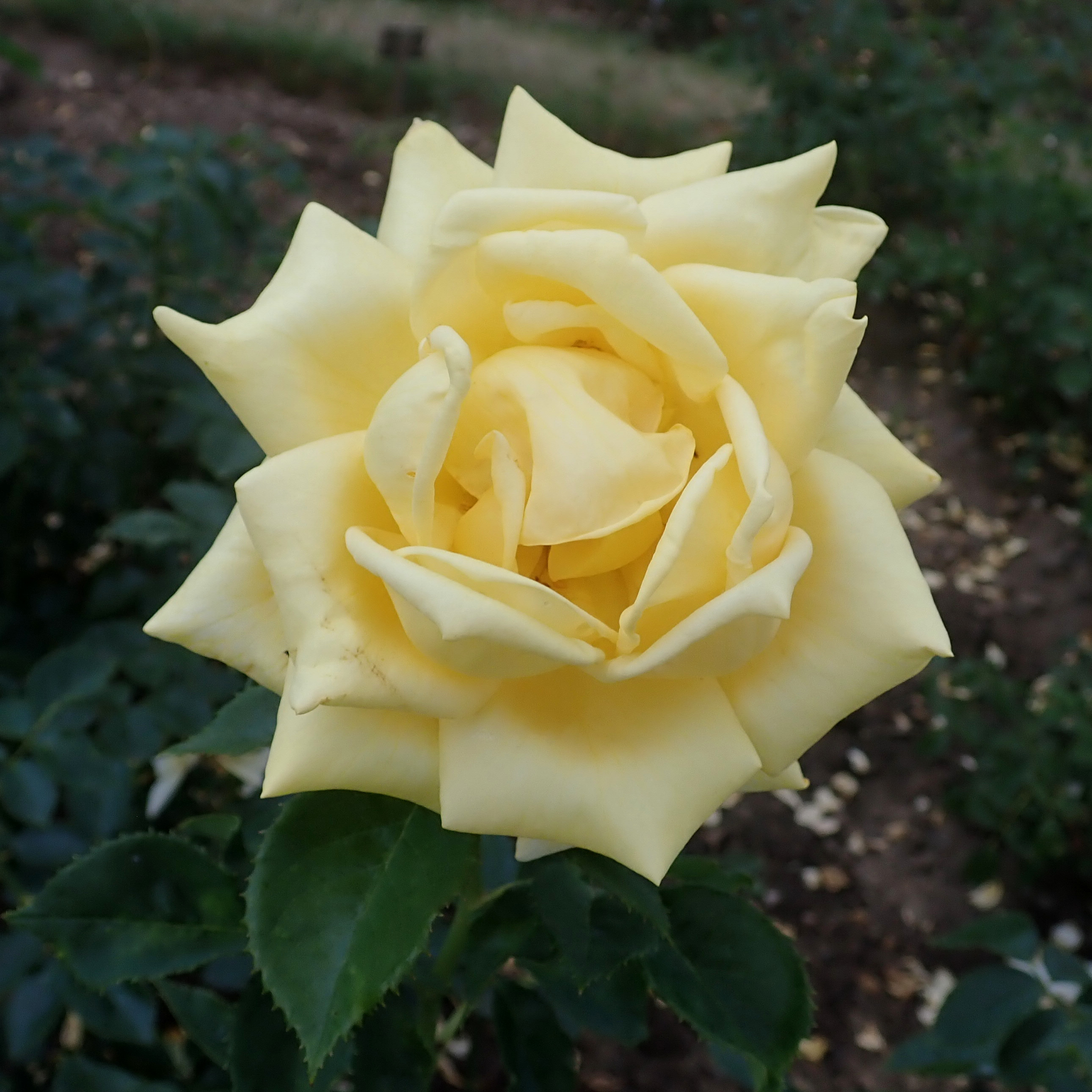
Rosa Berolina, Kordes, 1980 (Allemagne) KORpriwa
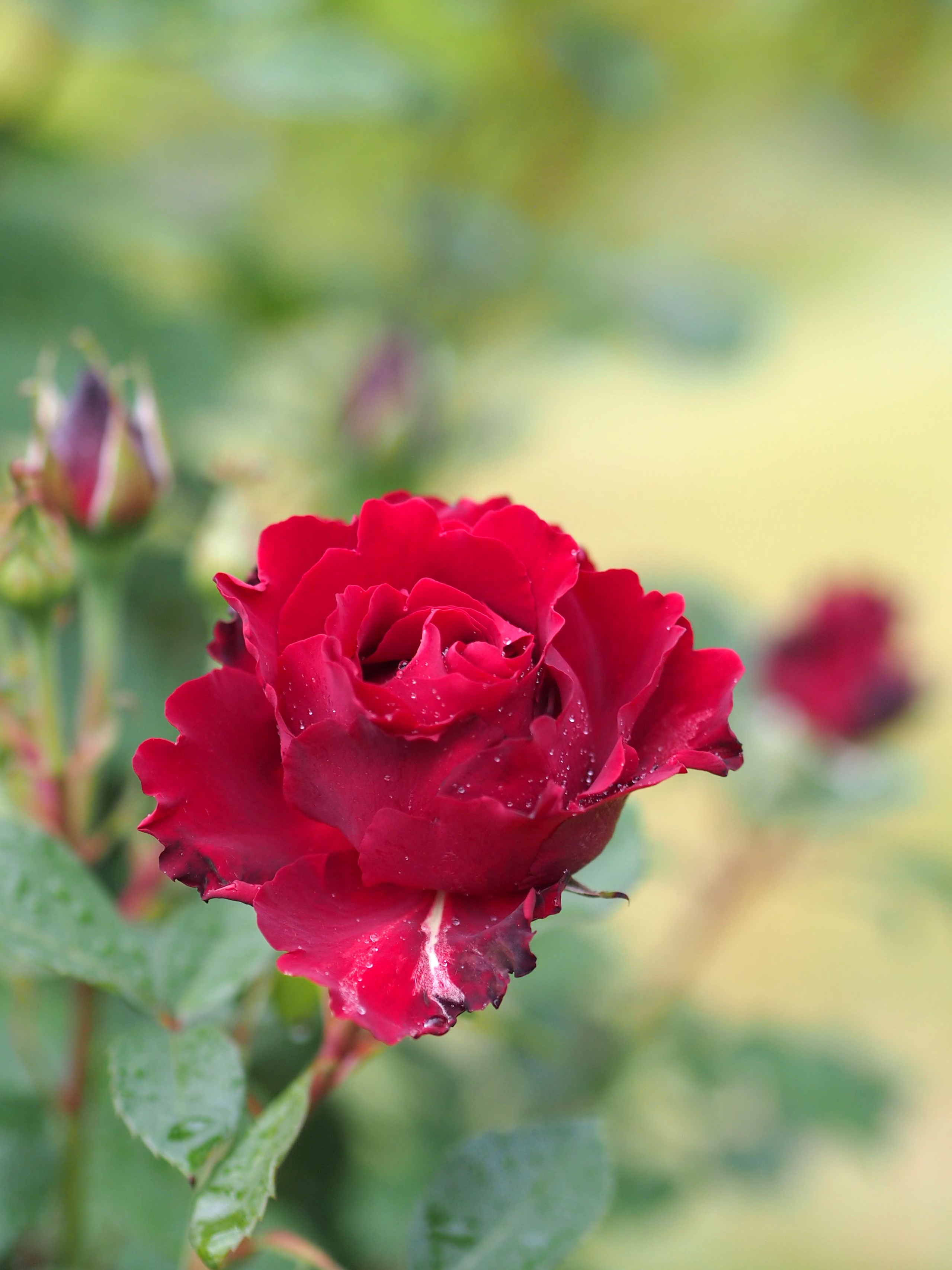
Rosa Hommage à Barbara, G. Delbard, 1997/2004 (France) CC 98.8303.2,
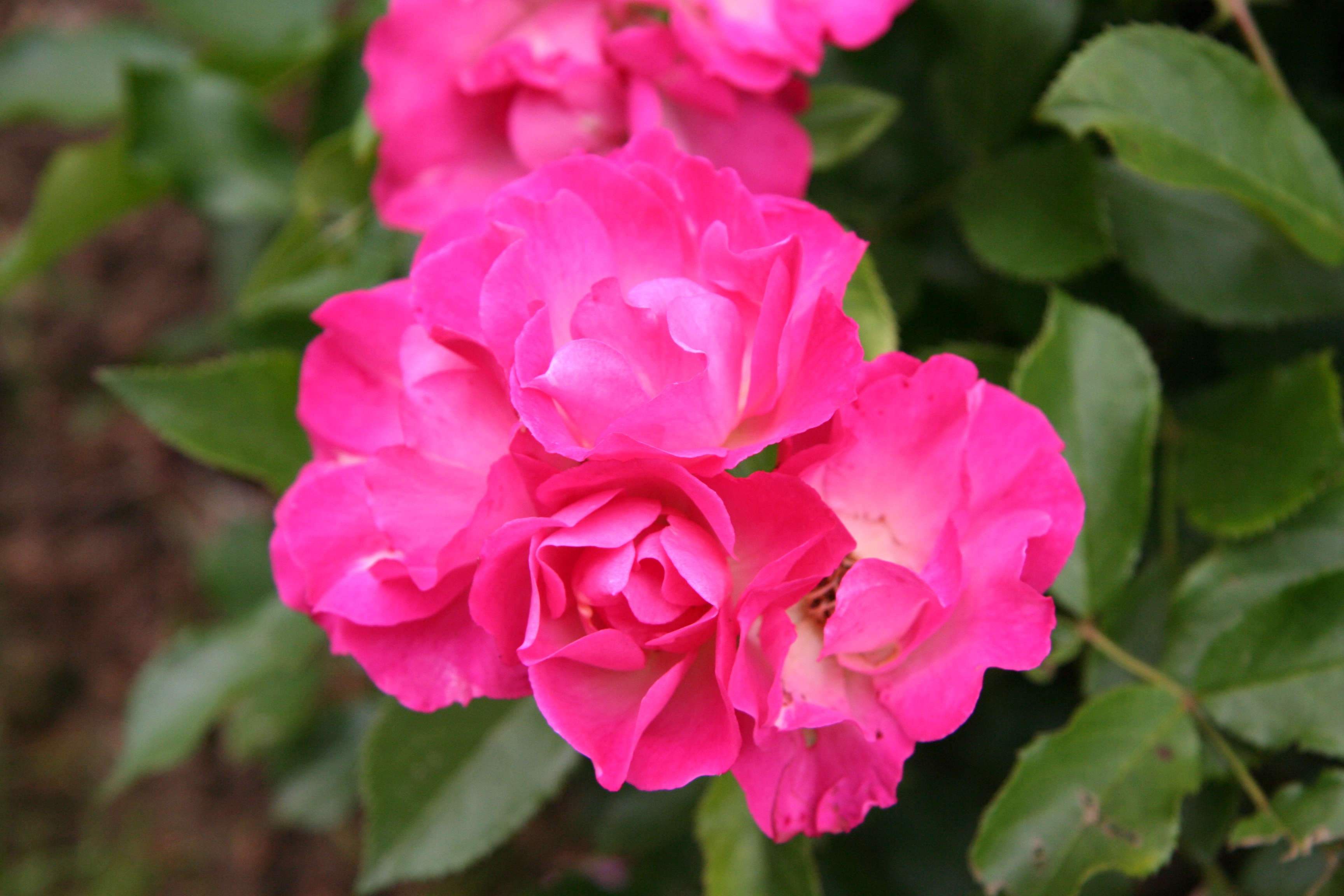
Rosa Rivierenhof, RVS Rijksstation voor Sierplantenteelt, 1993 (Belgique) DVP 93.103
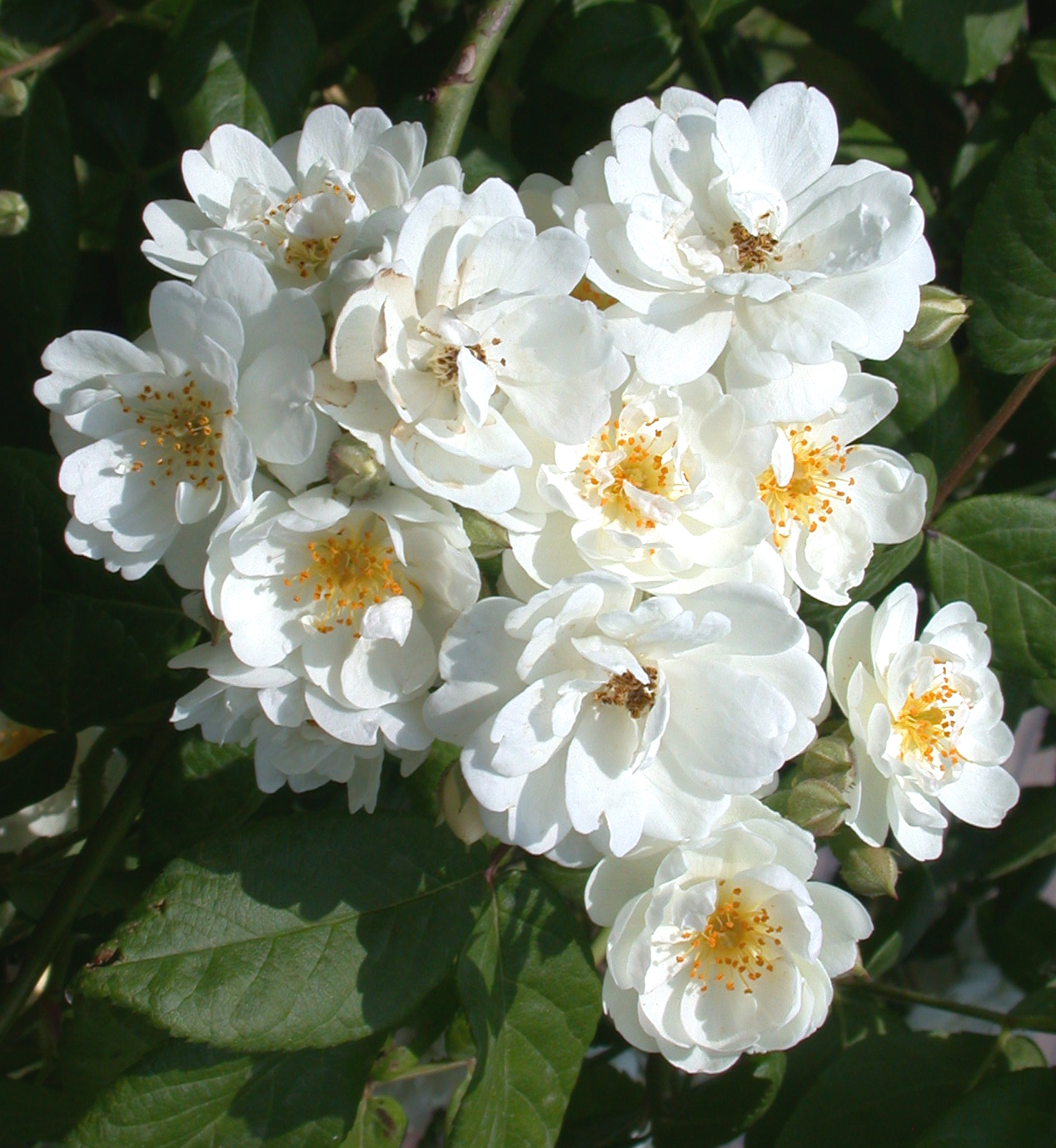
Rosa Waterloo, Louis Lens, 1989/1996 (Belgique) LENcena
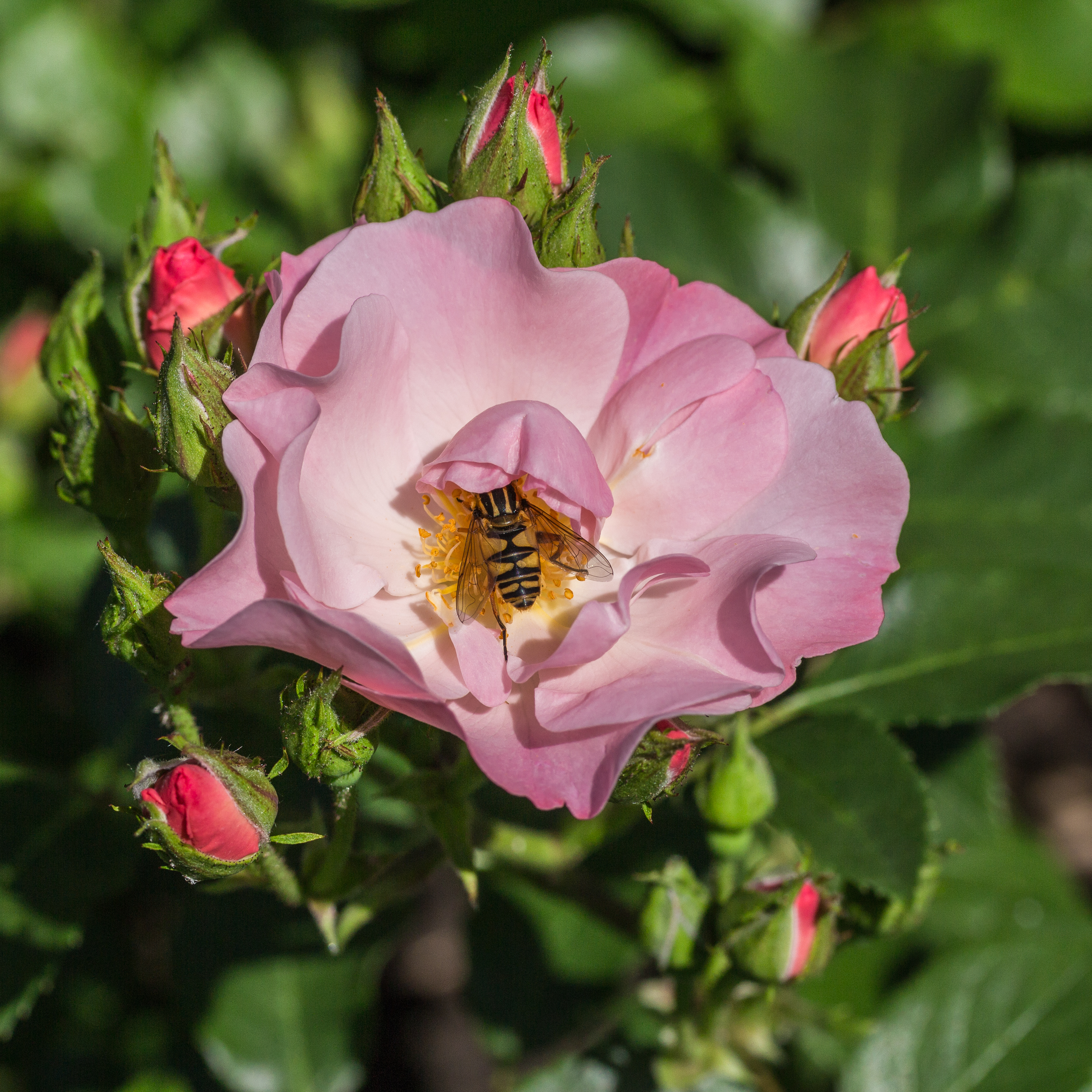
Rosa Jacky, RVS Rijksstation voor Sierplantenteelt, 1993 (Belgique) RVS 93-104
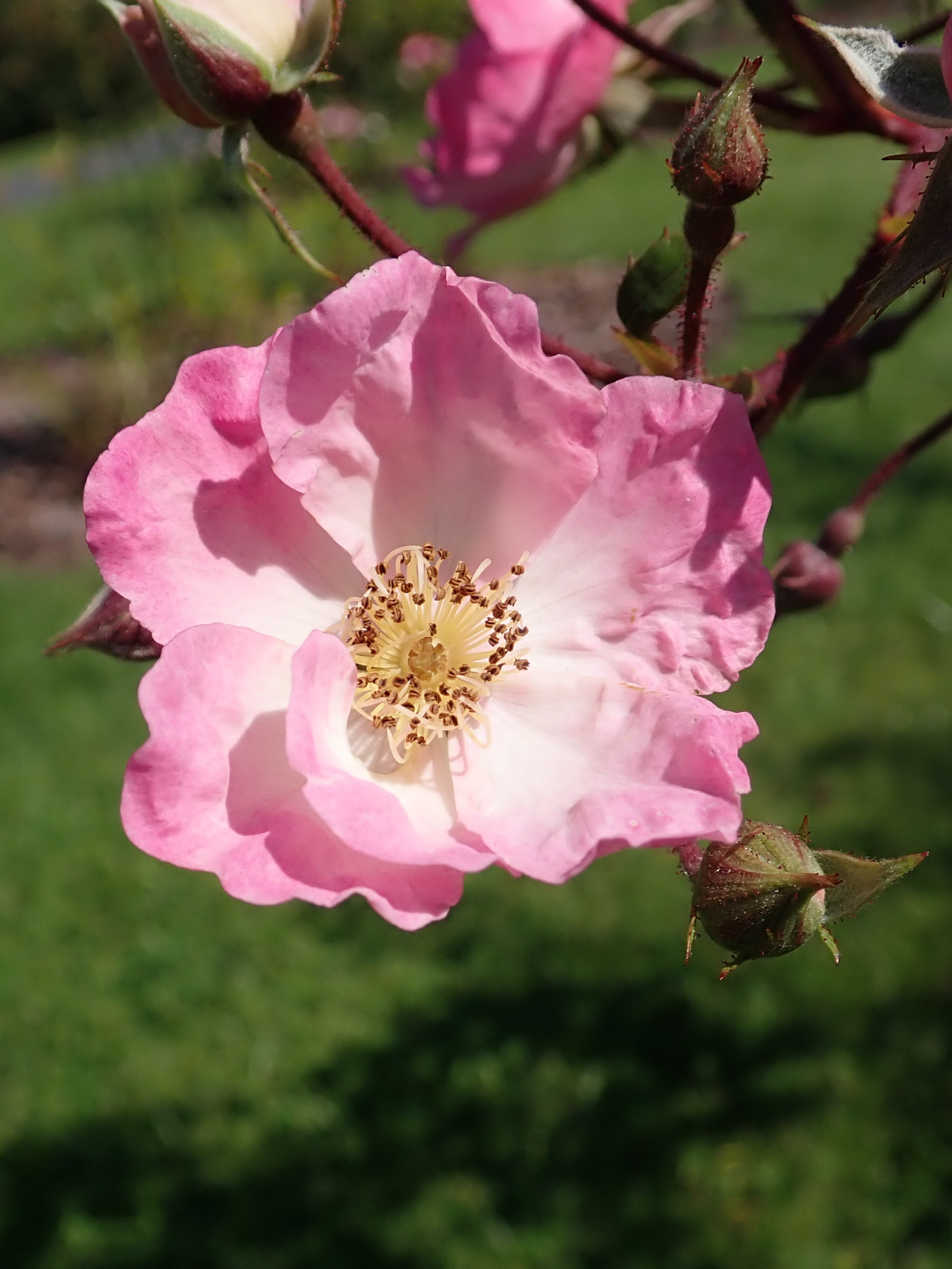
Rosa Alden Biesen, Louis Lens, 1989/1996 (Belgique) LLX 8964
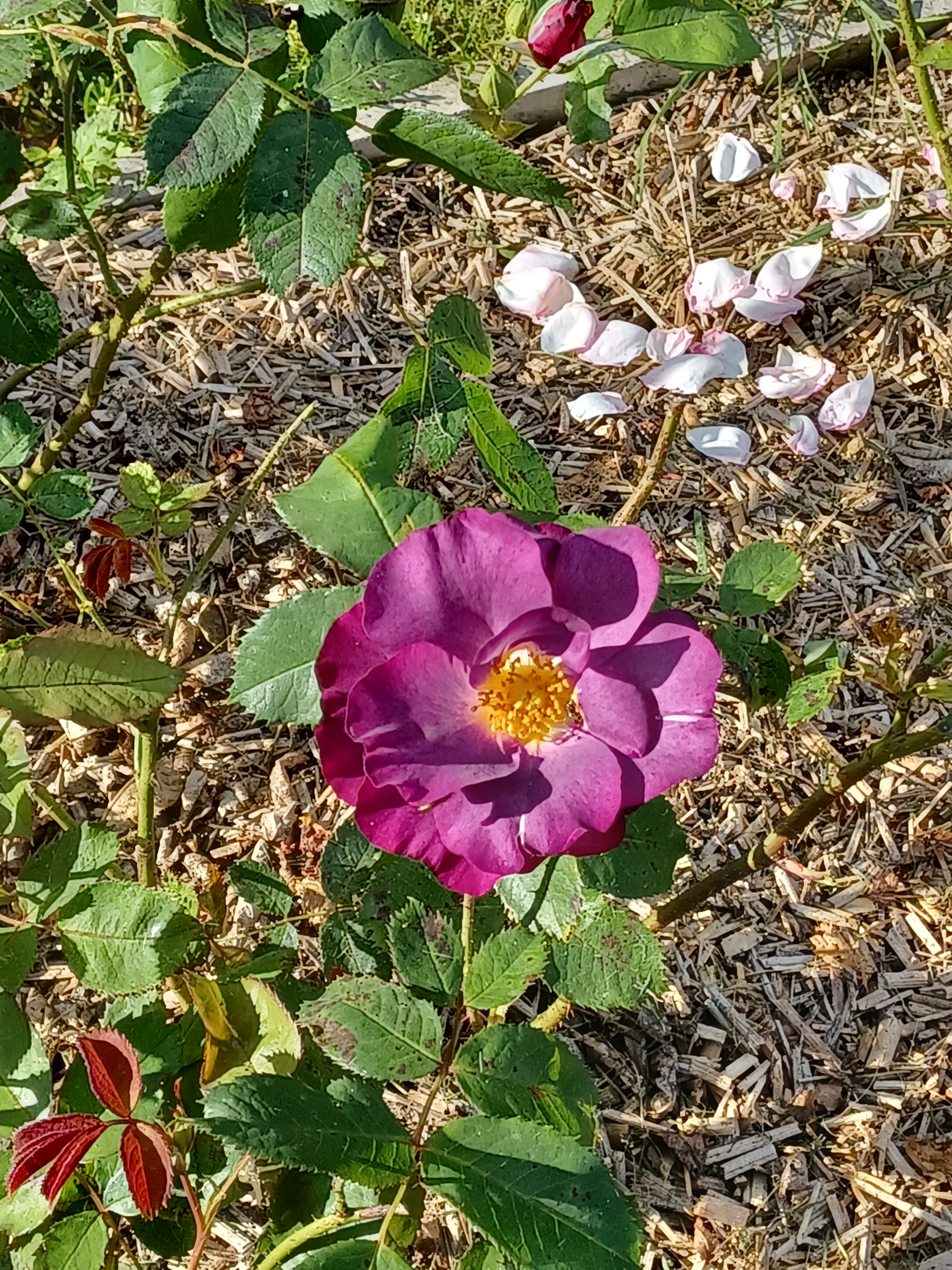
Rosa Princesse Sibilla de Luxembourg, Pierre Orard, 2010 (France) ORA 644
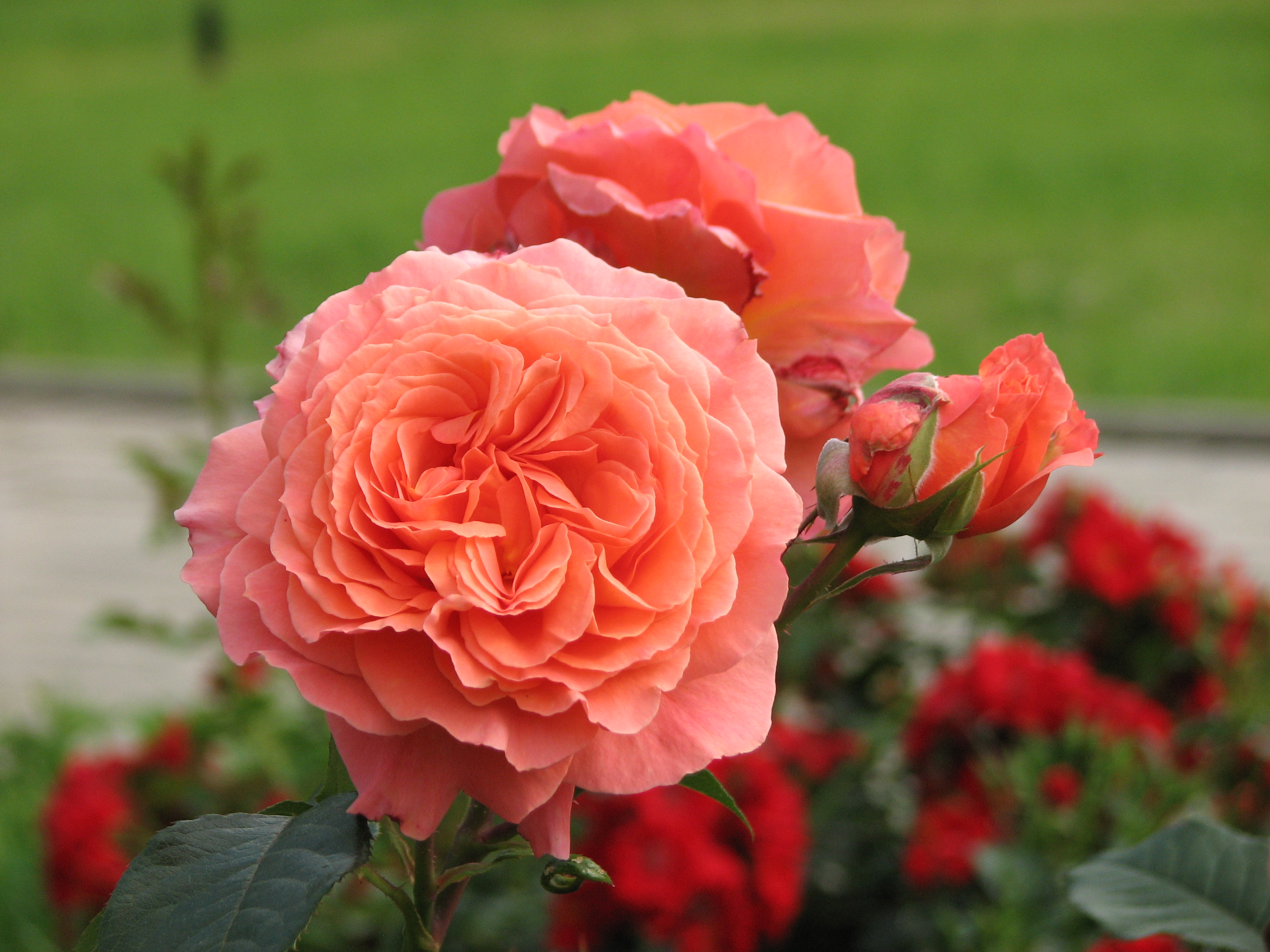
Rosa Belvedere, Evers/Tantau, 1996/2002 (Allemagne) RT 96-205
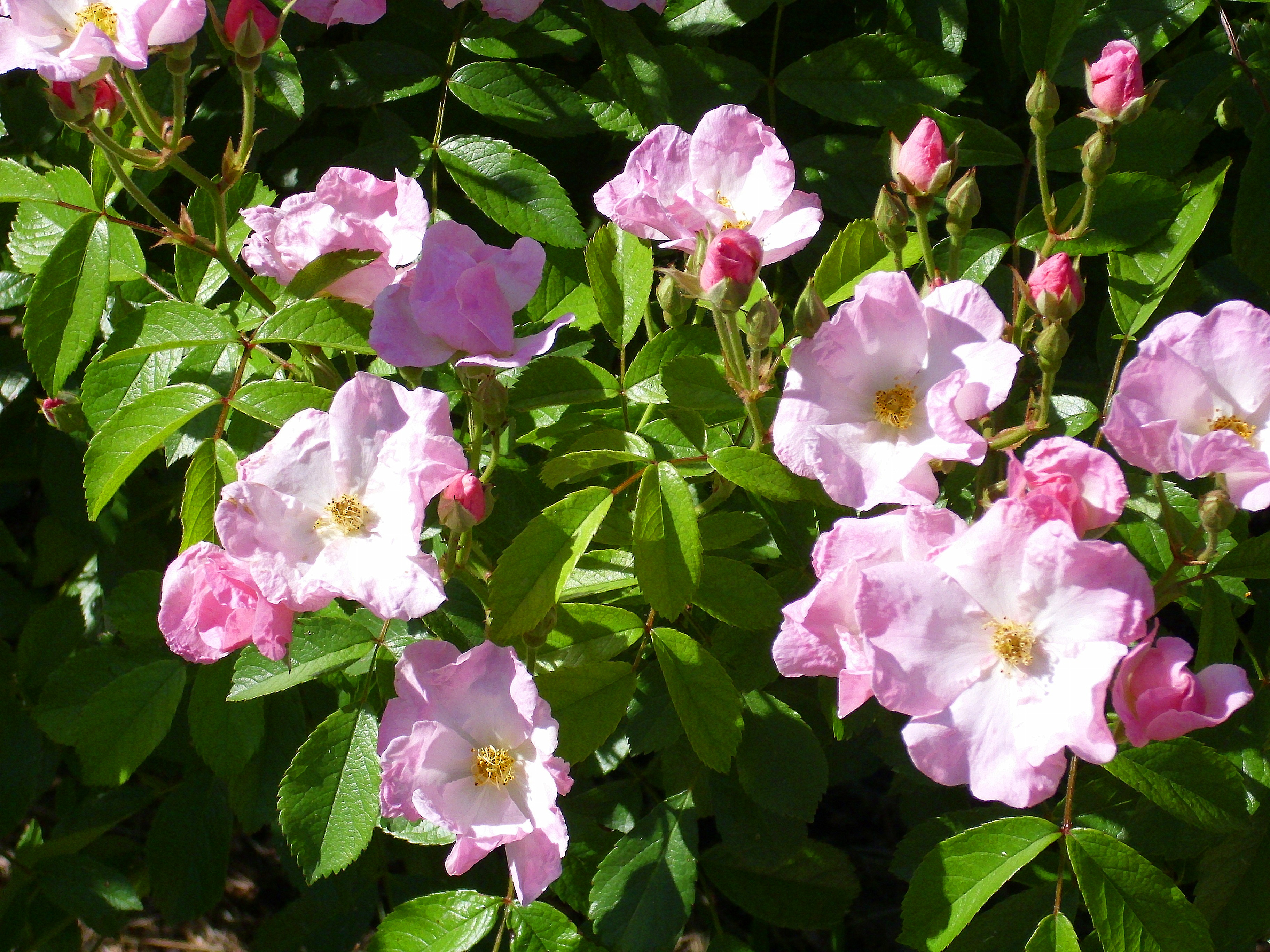
Rosa Frisson Frais, Louis Lens, 1987 (Belgique) LENadbi
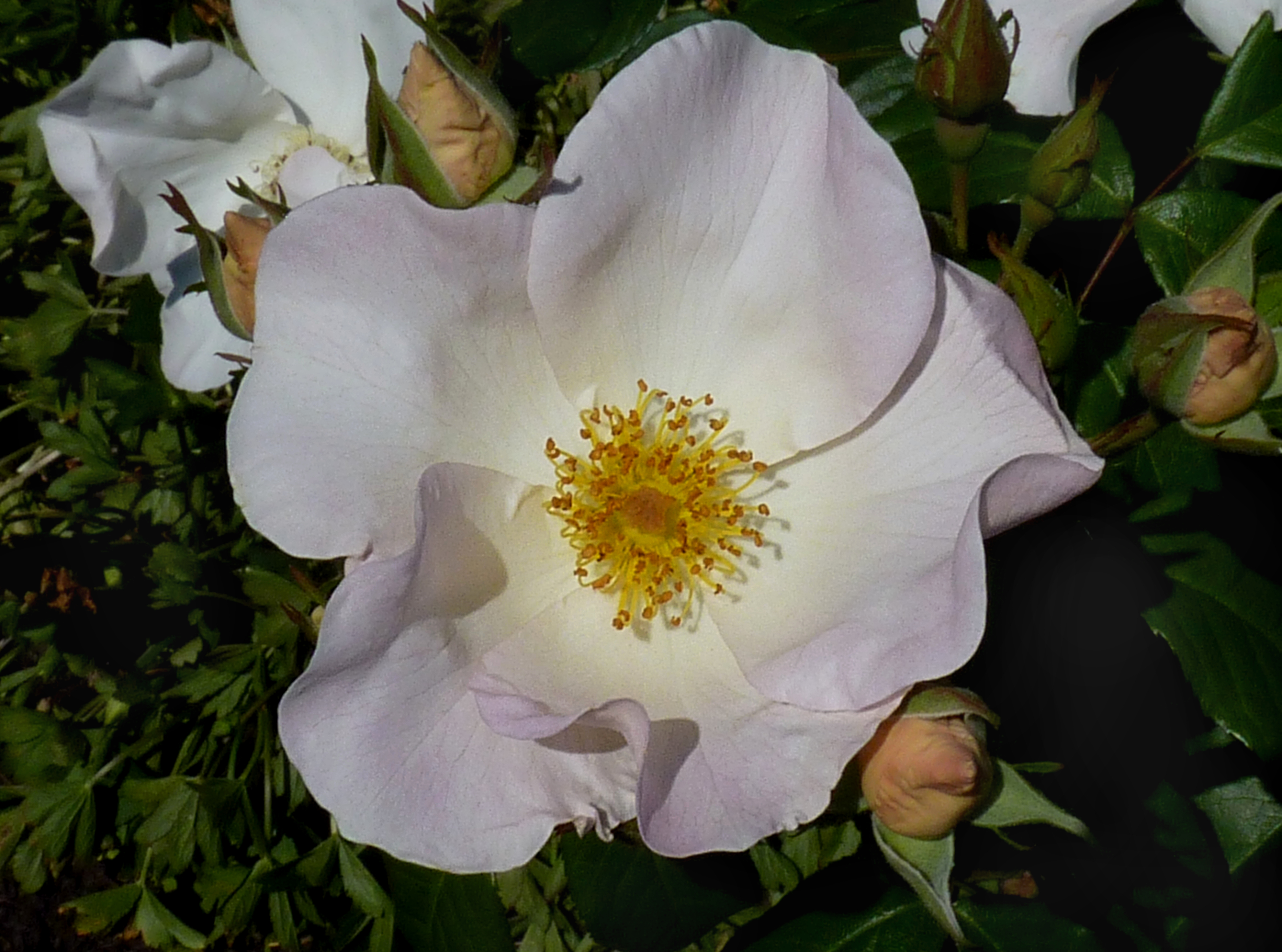
Rosa Sally Holmes, Robert A. Holmes, 1976 (Royaume-Uni)
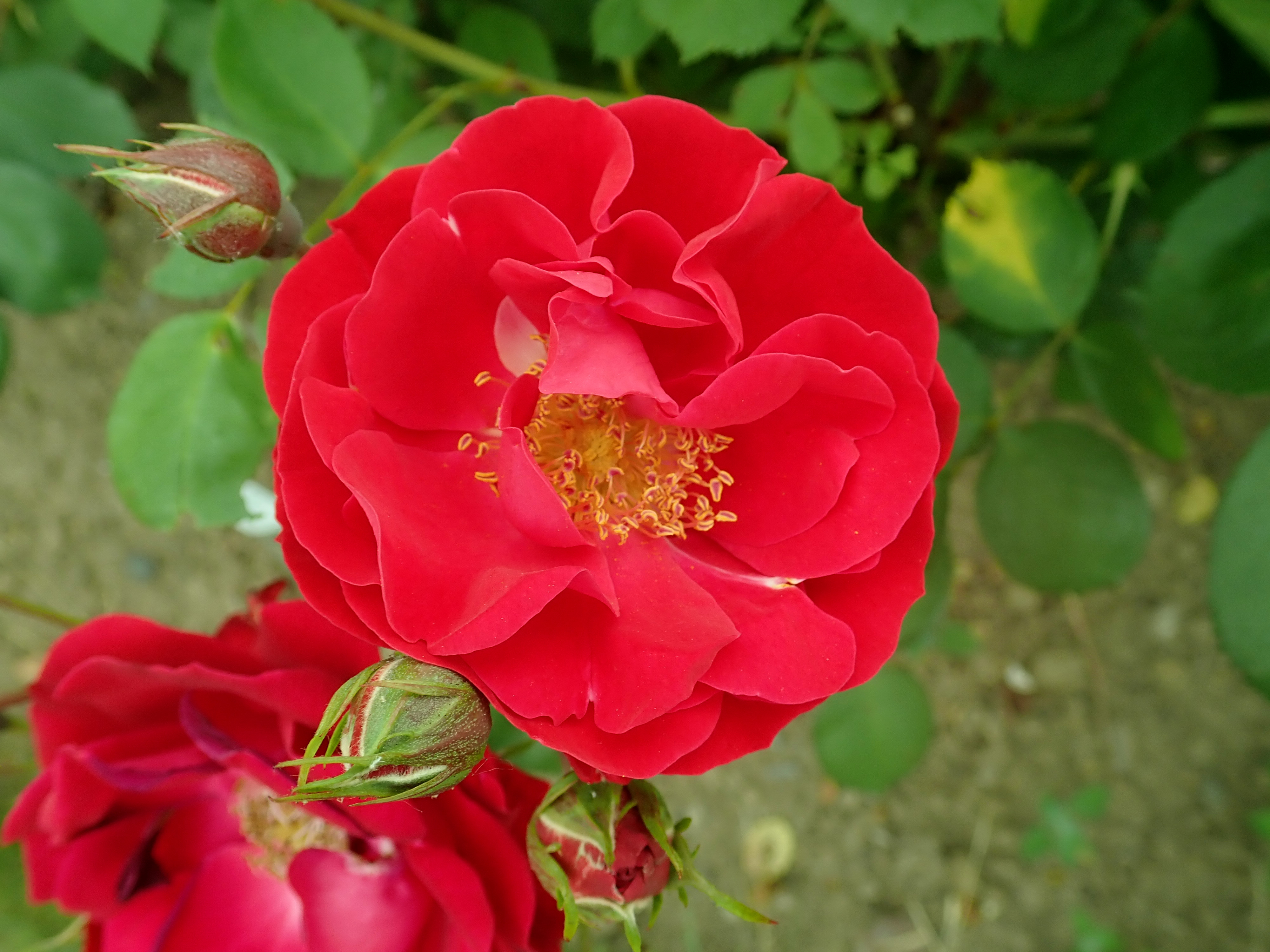
Rosa Benvenuto, Alain Meilland, 1966 (France) MEIelpa
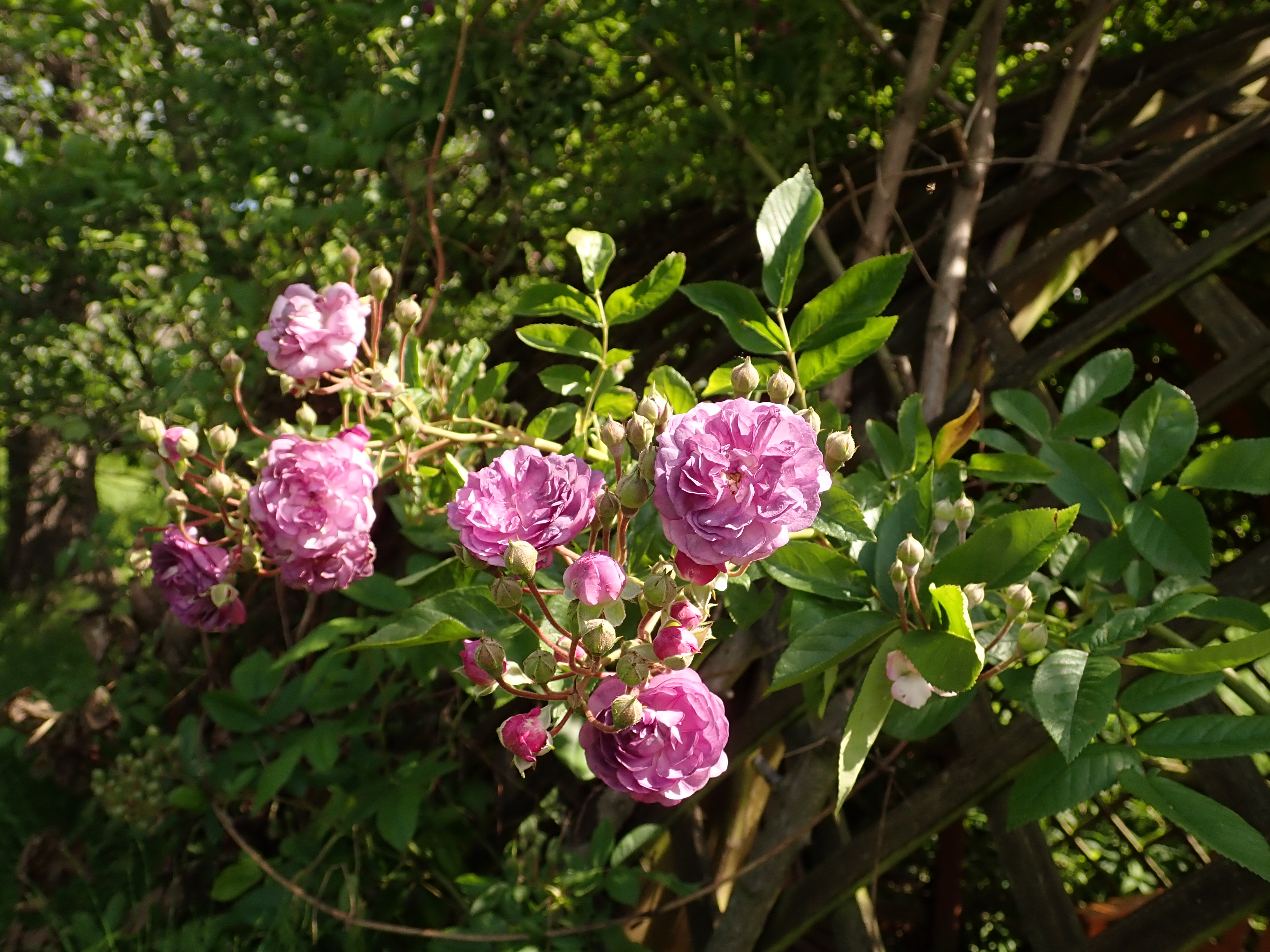
Rosa Rose-Marie Viaud, M. Igoult, 1924 (France) Rosemary Viaud
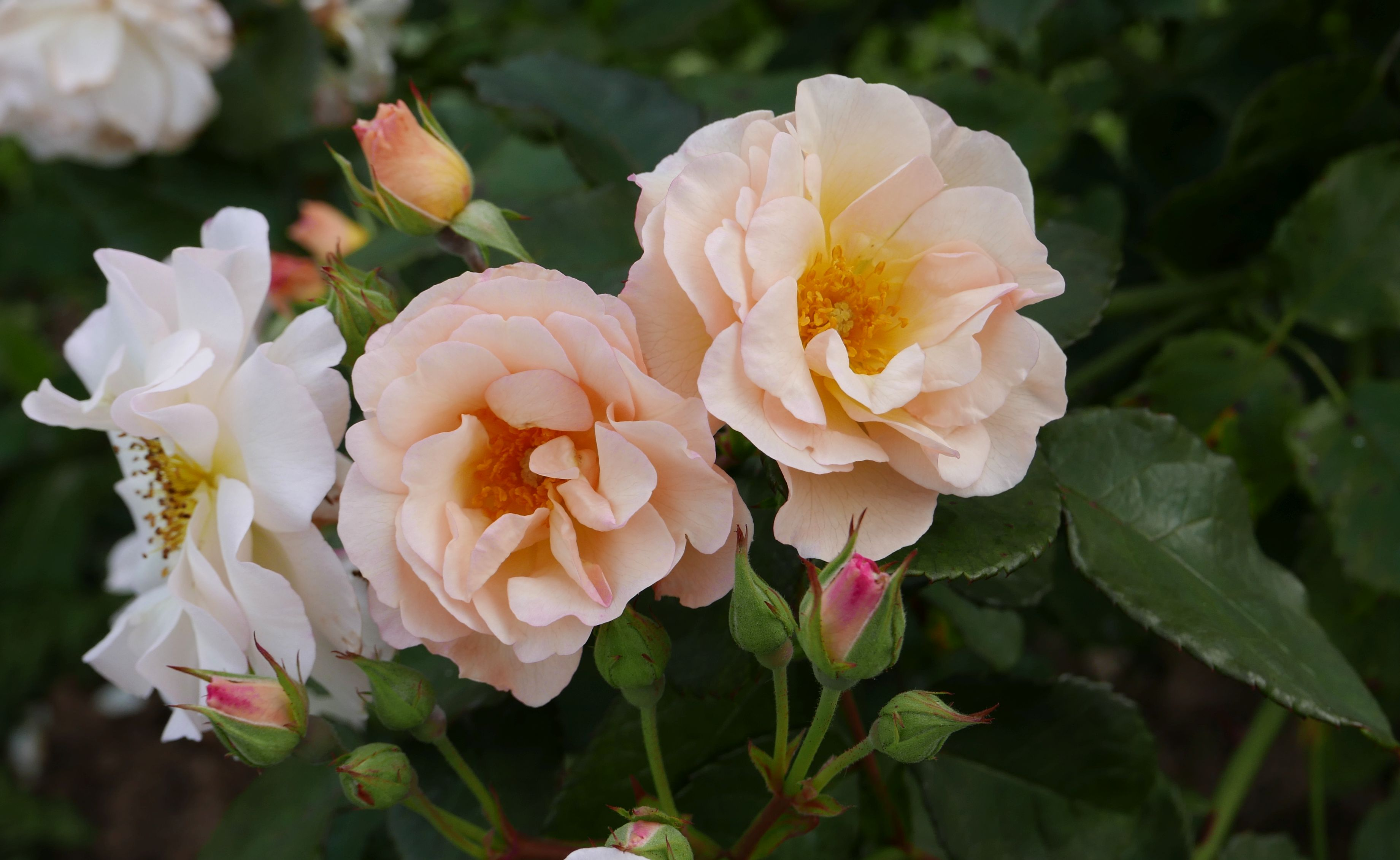
Rosa Penelope, Joseph Hardwick Pemberton, 1924 (Royaume-Uni)
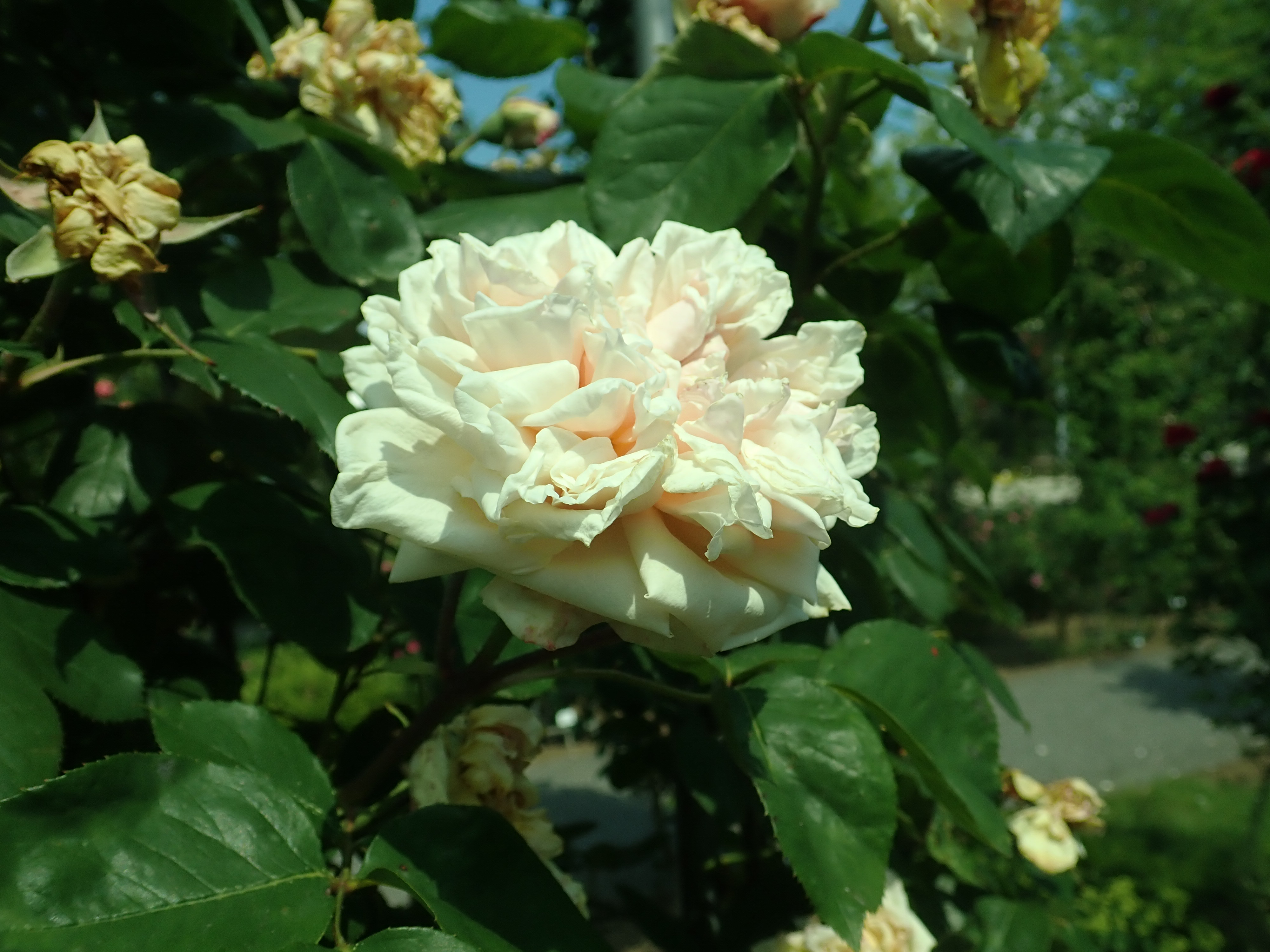
Rosa E. Veyrat Hermanos, Bernaix, 1895 (France)
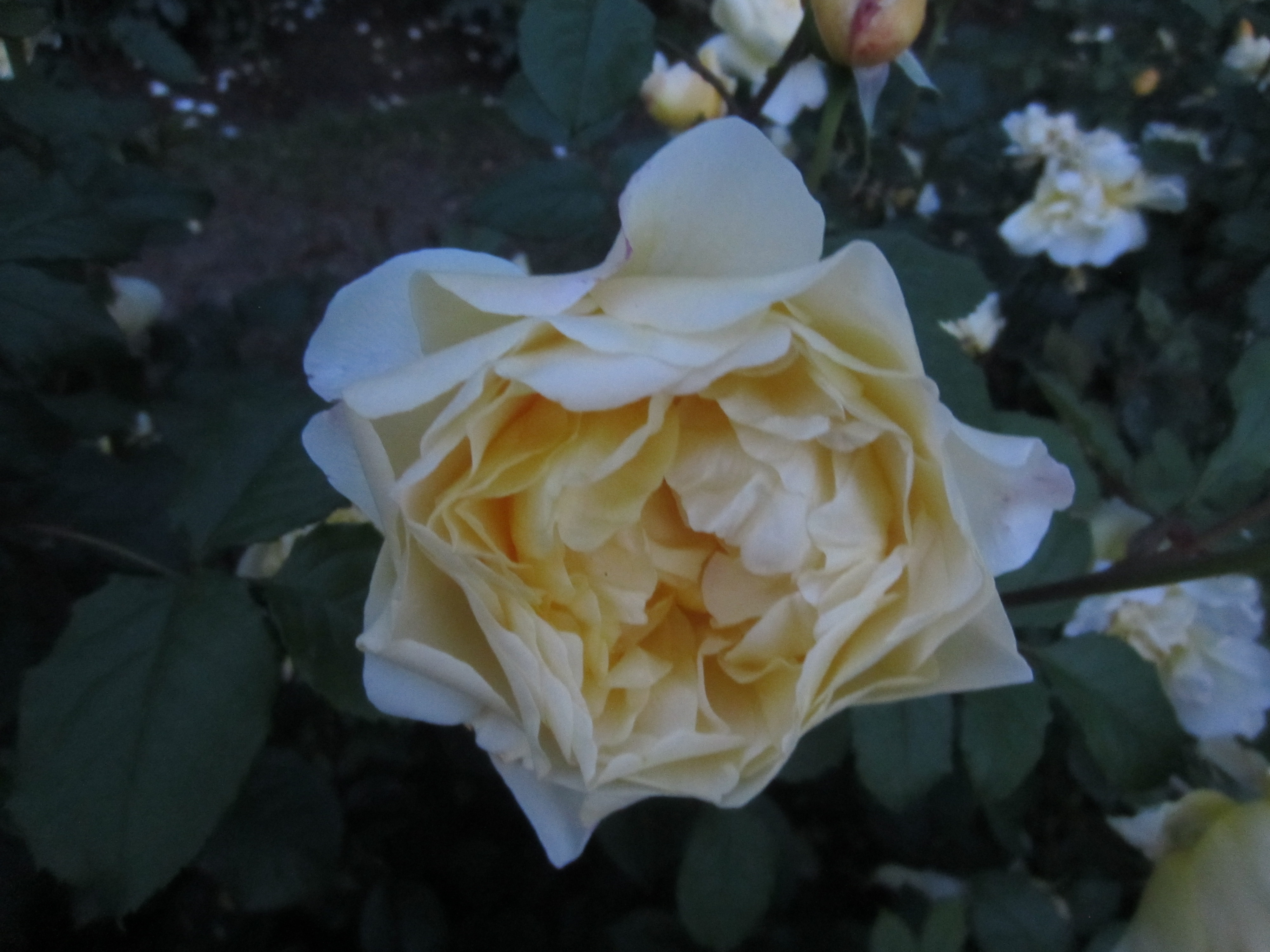
Rosa The Poet's Wife, David C. H. Austin, 2006 (Royaume-Uni) AUSwhirl
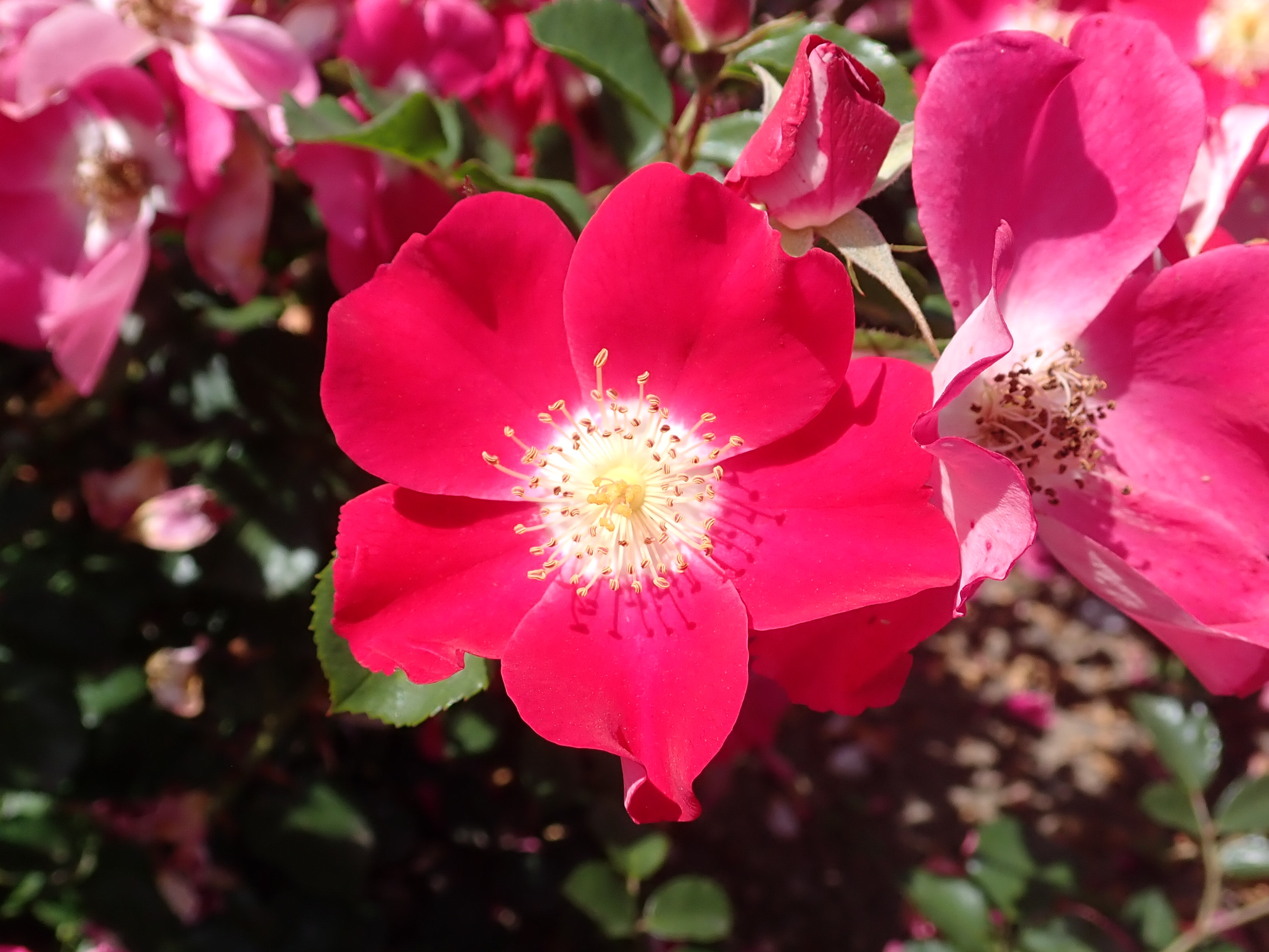
Rosa Candia Meillandécor, Alain Meilland, 2006 (France) MEIboulka
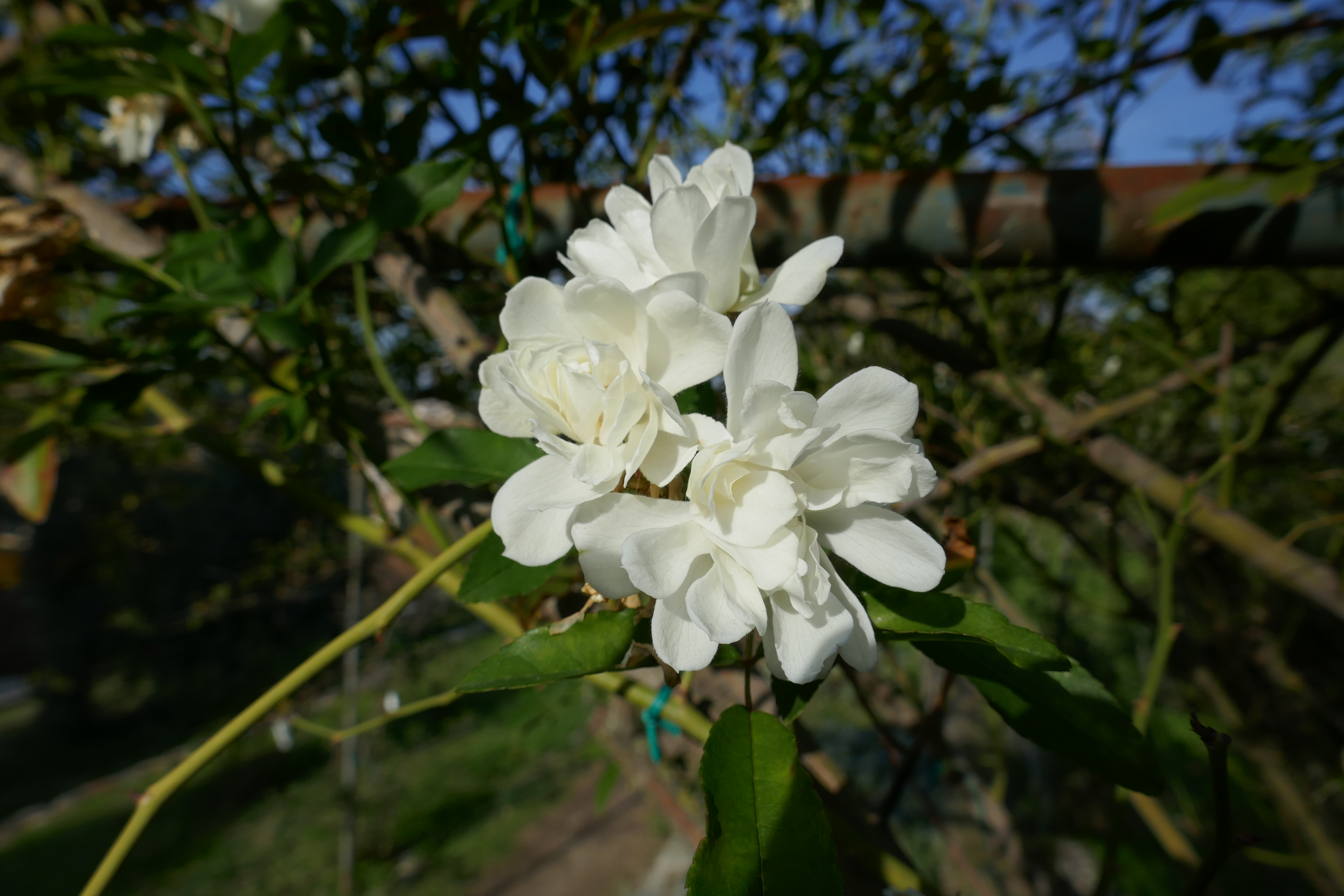
Rosa Purezza, Quinto Mansuino, 1959 (Italie) The Pearl
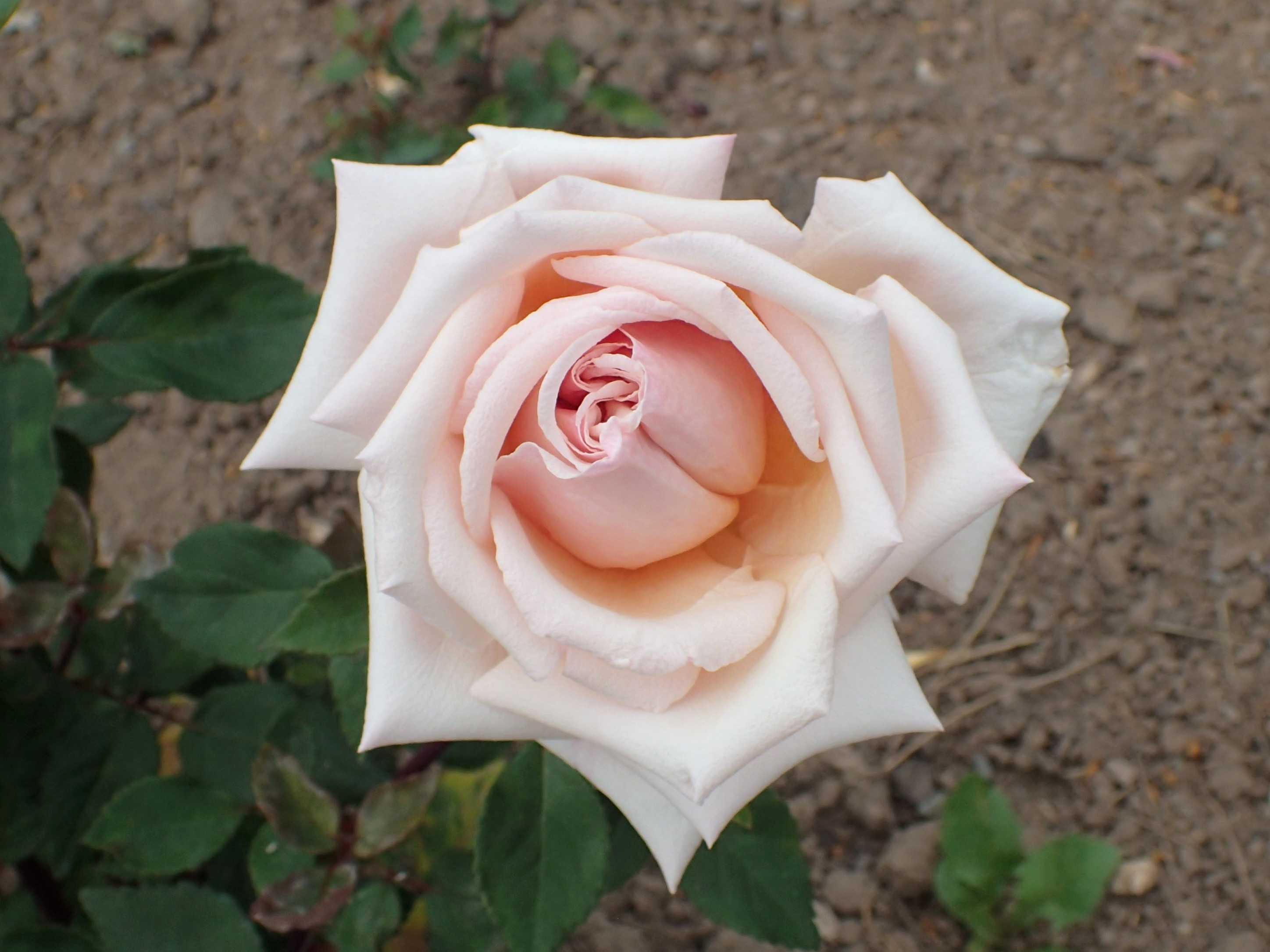
Rosa Sombreuil, M. Robert, 1851 (France) Mademoiselle de Sombreuil
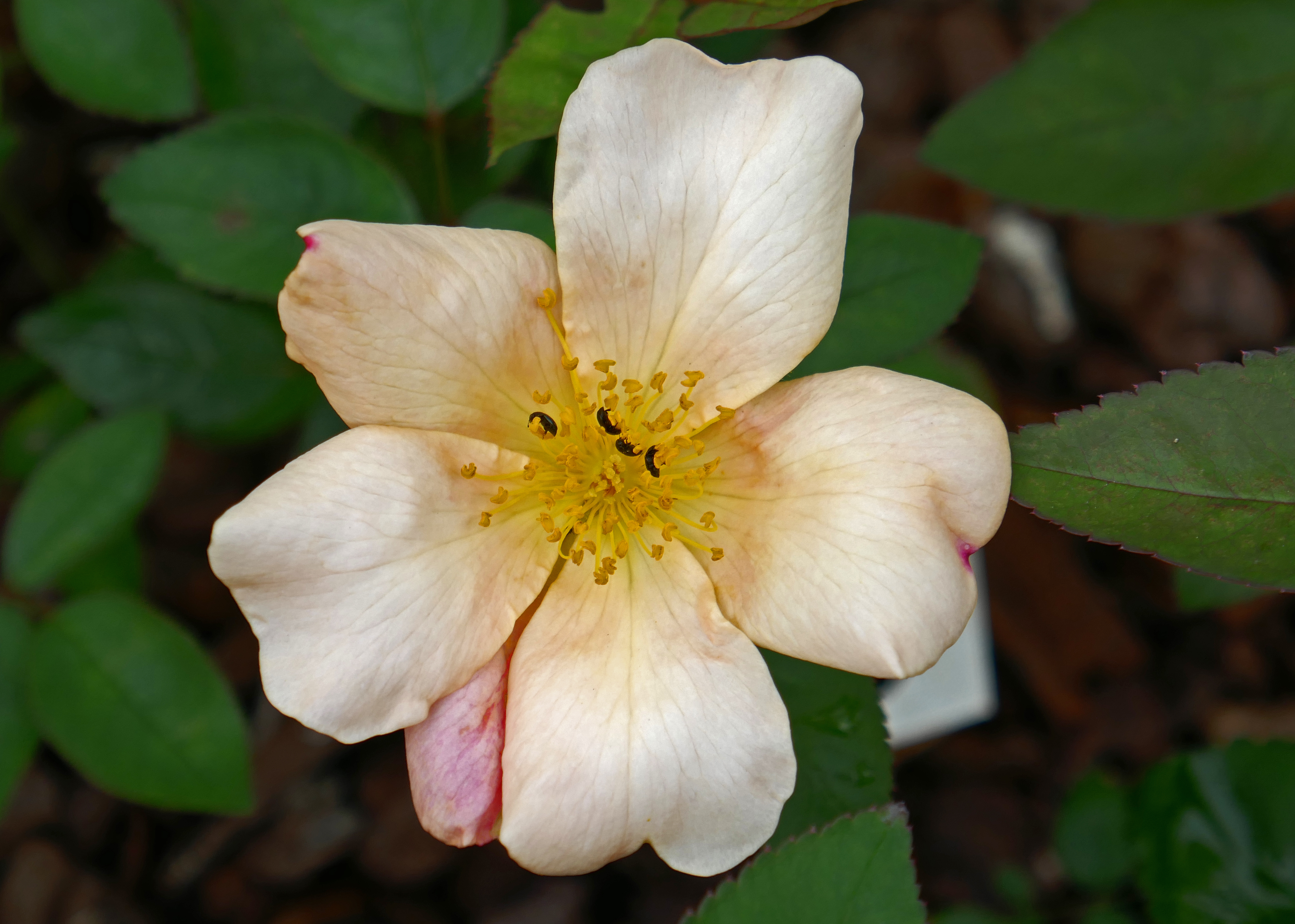
Rosa Mutabilis, 1890
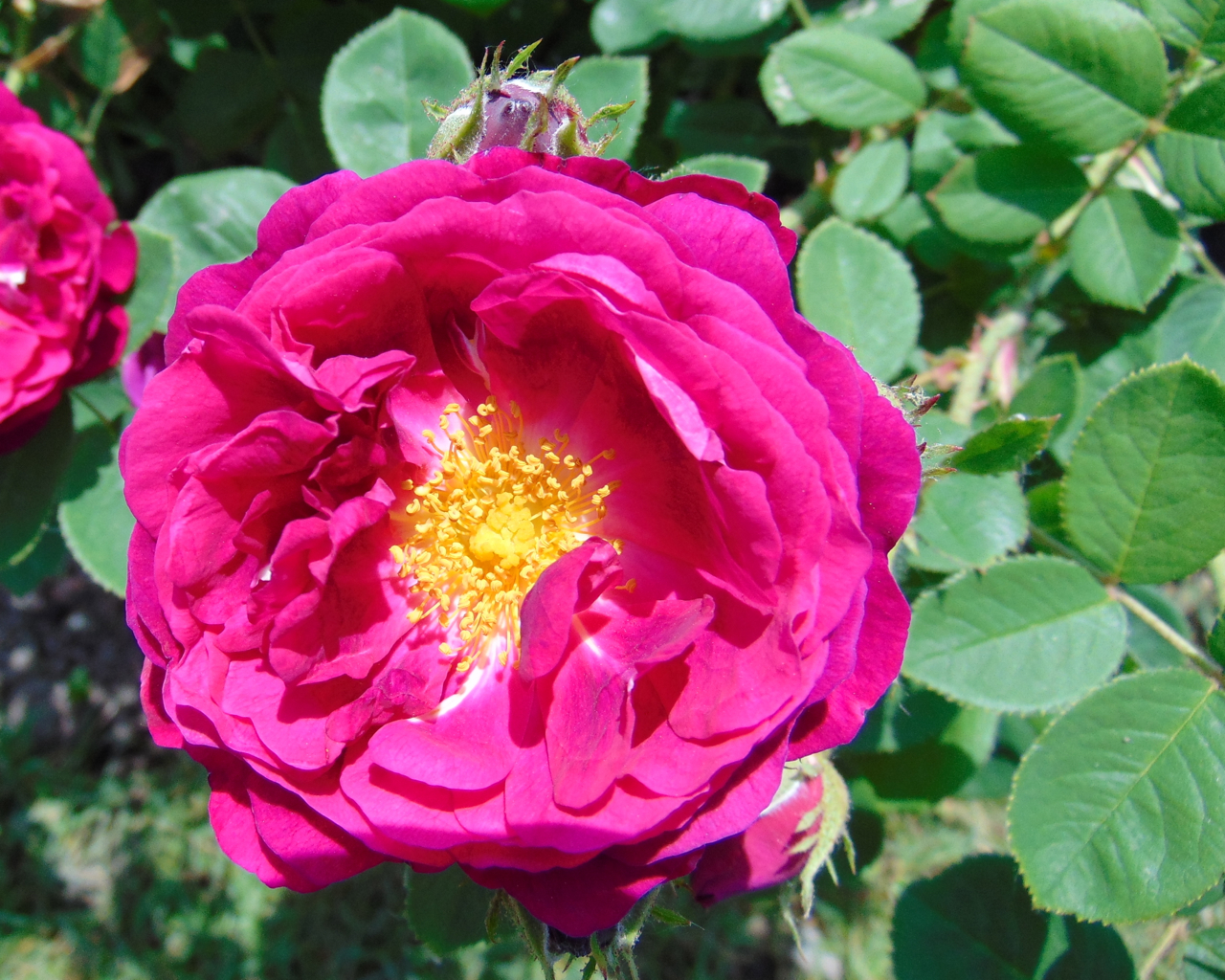
Rosa Gipsy Boy, Rudolf Geschwind, 1909 (Autriche) Zigeunerknabe
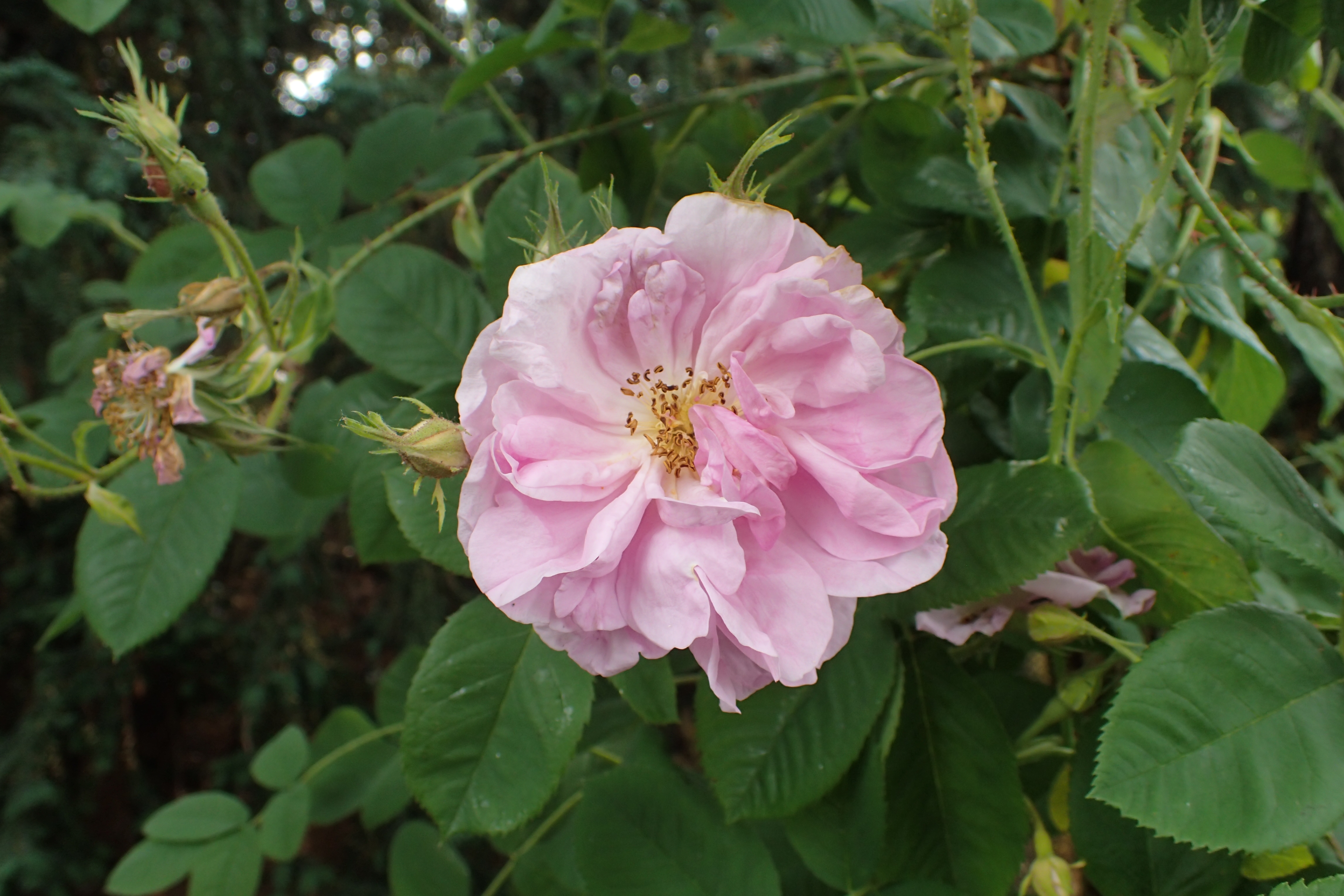
Rosa Kazanlik, 1610 Trigintipetala
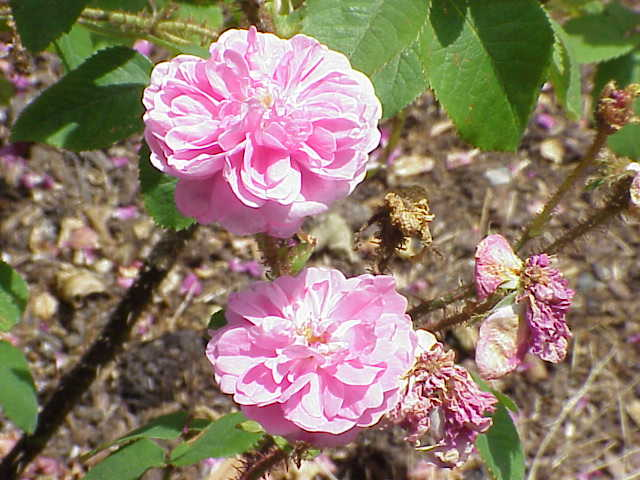
Rosa James Mitchell, Eugène Verdier, 1861 (France)
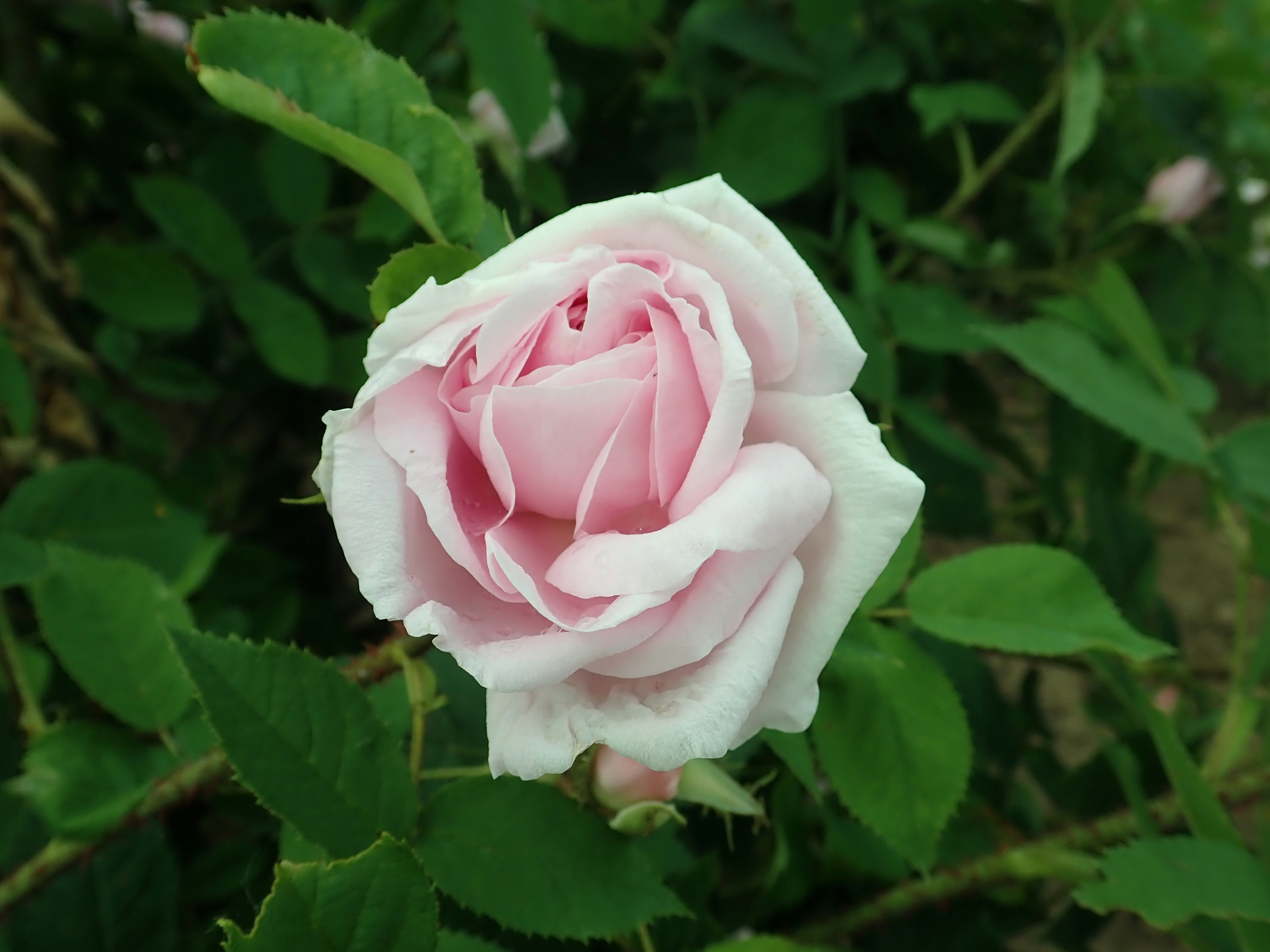
Rosa Gloire des Mousseux, M. Robert, 1852 (France) Gloire des Mousseuses
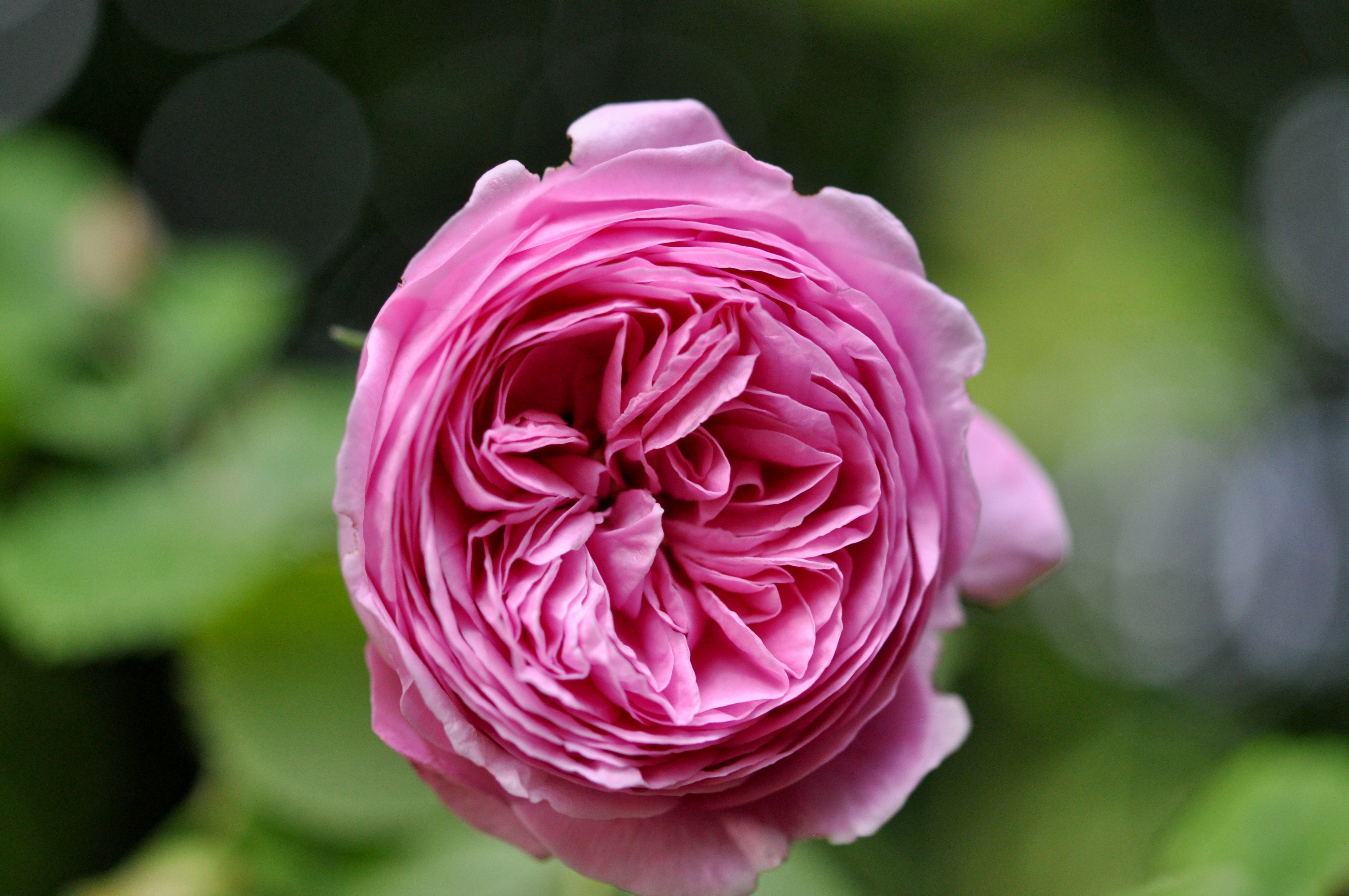
Rosa Louise Odier, Jacques-Julien Margottin, 1851 (France) Madame de Stella
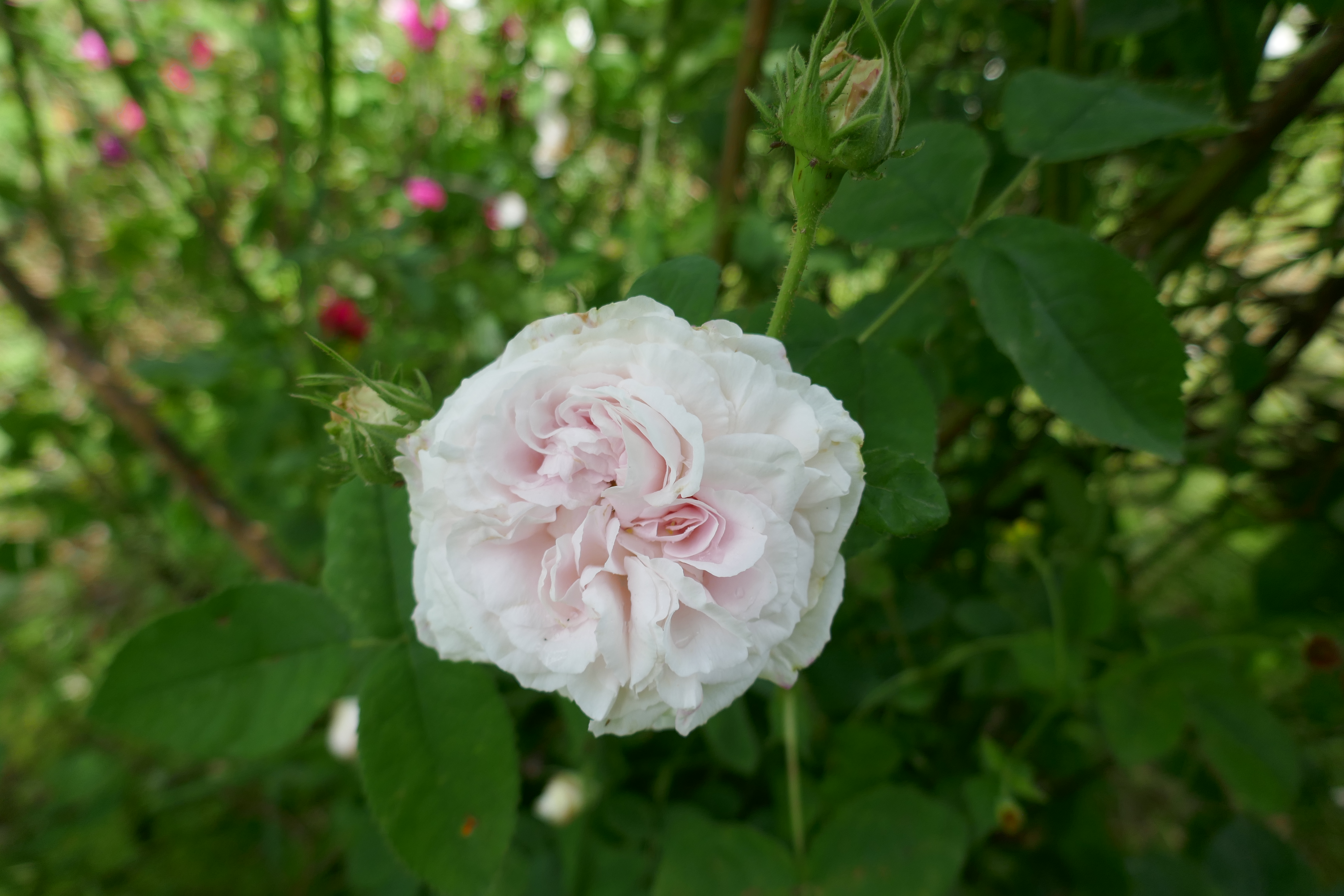
Rosa Blanchefleur, Jean-Pierre Vibert, 1835 (France)
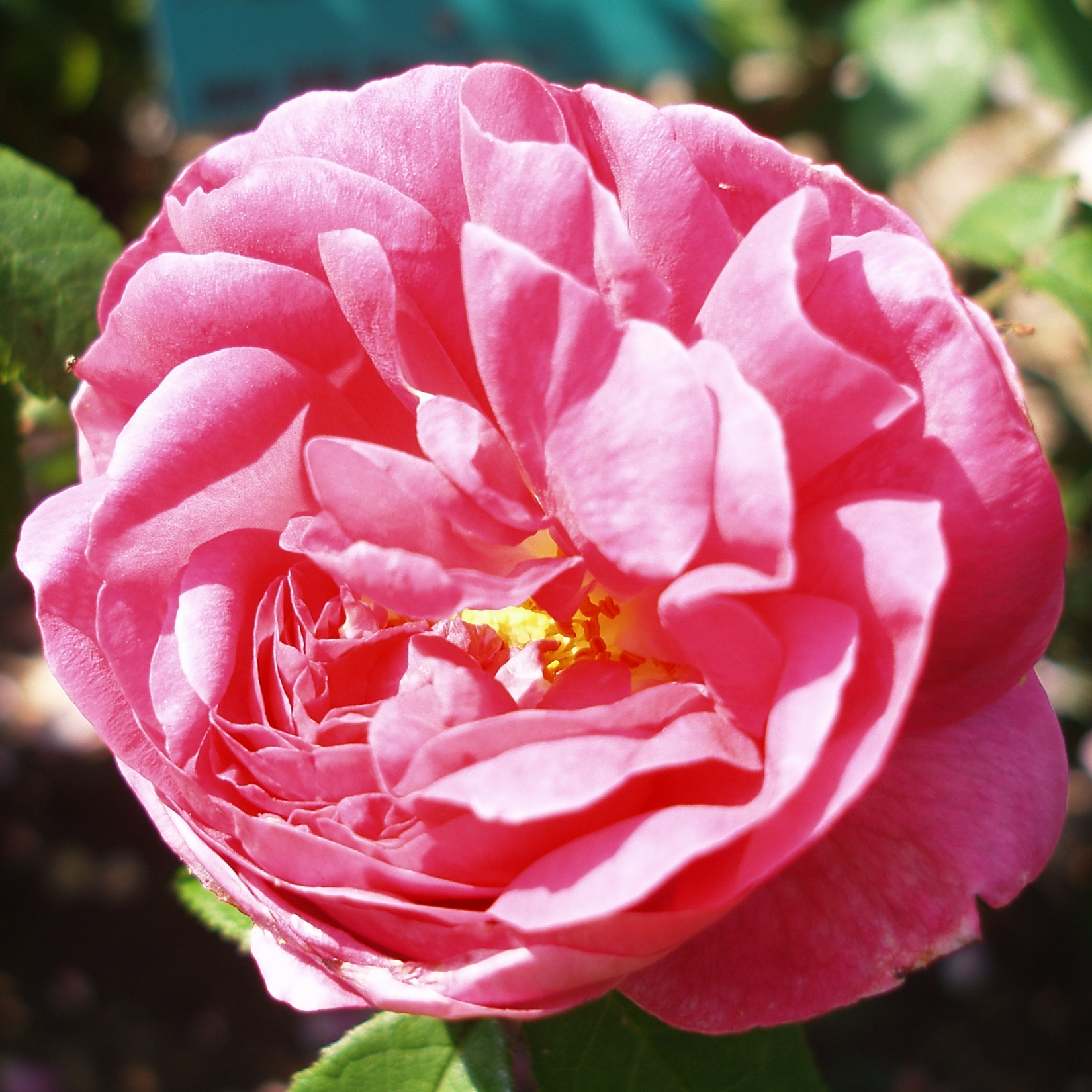
Rosa Président de Sèze, Mme. Hébert, 1828 (France)
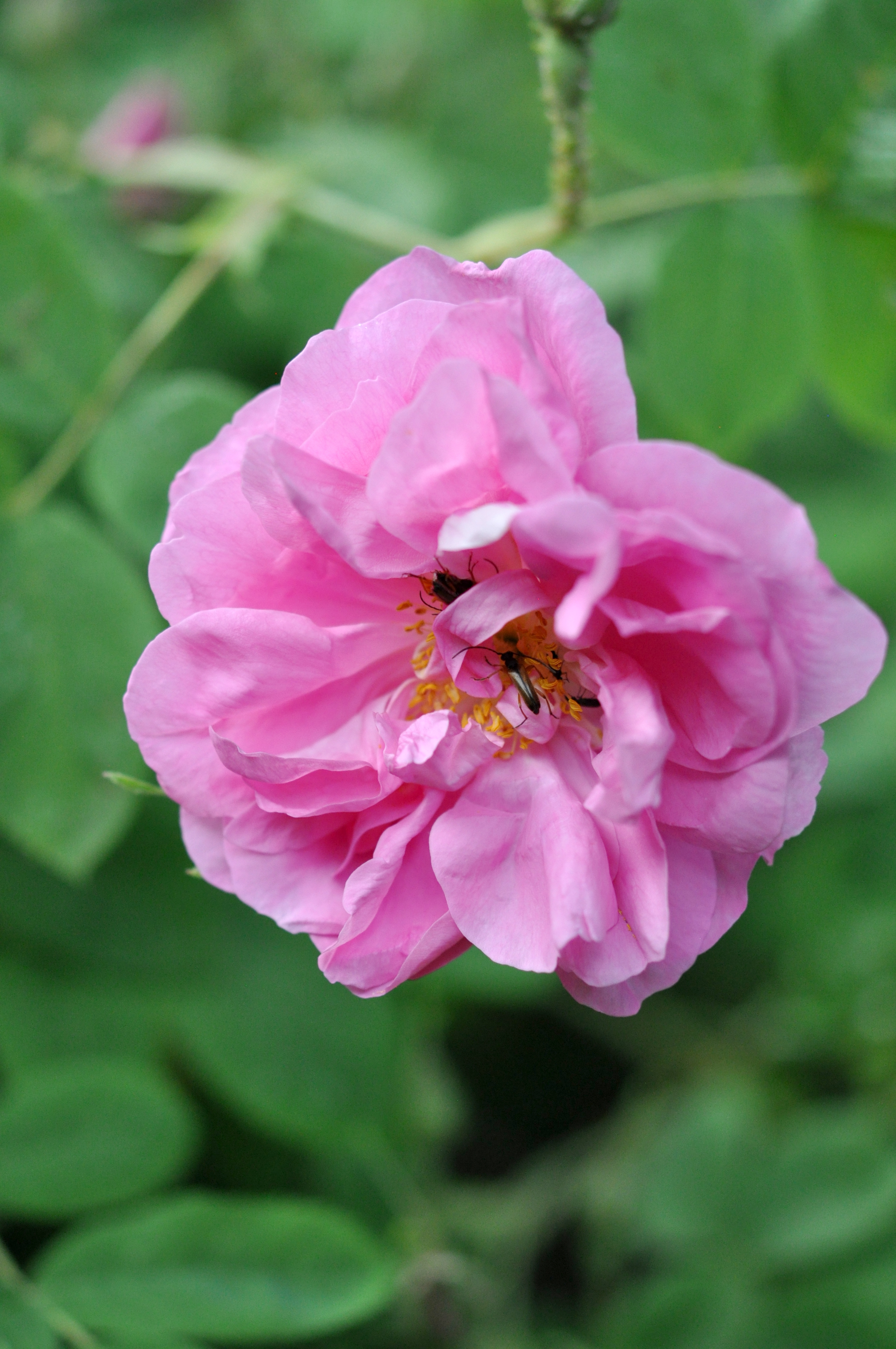
Rosa Ispahan, 1820 Pompon des Princes
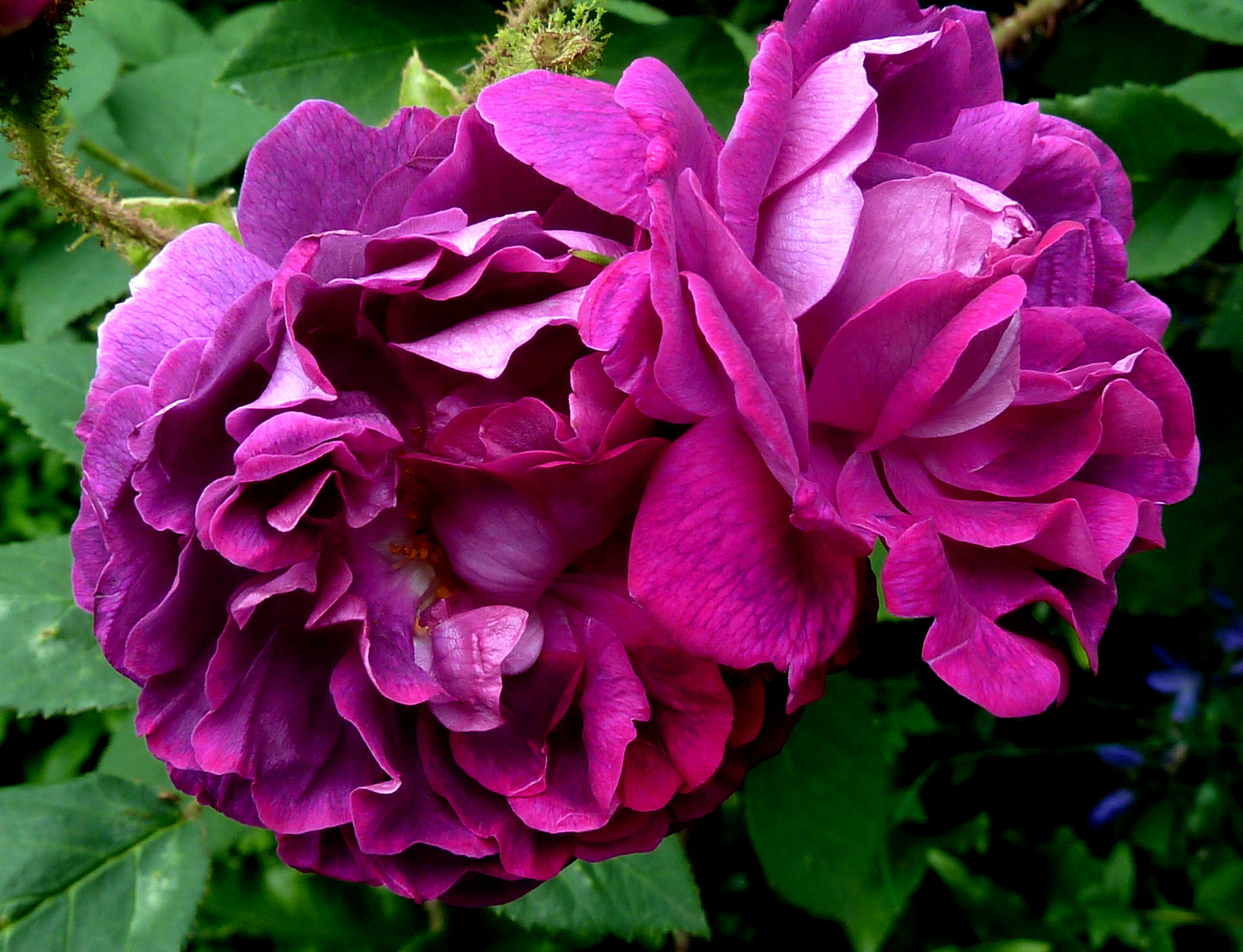
Rosa William Lobb, Jean Laffay, 1855 (France) Duchesse d'Istrie
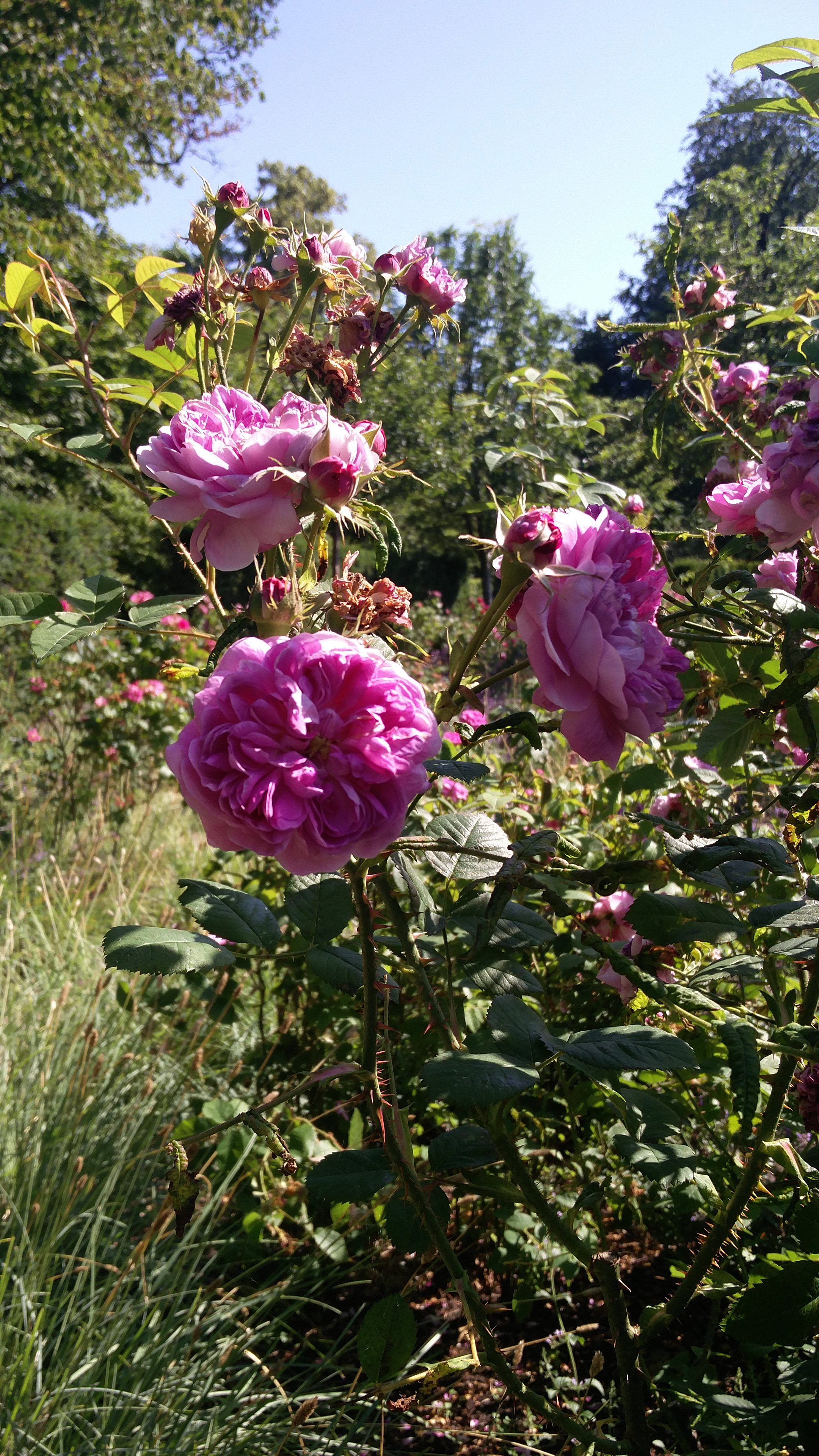
Rosa Duc de Fitzjames, 1830 Duc de Fitz-James
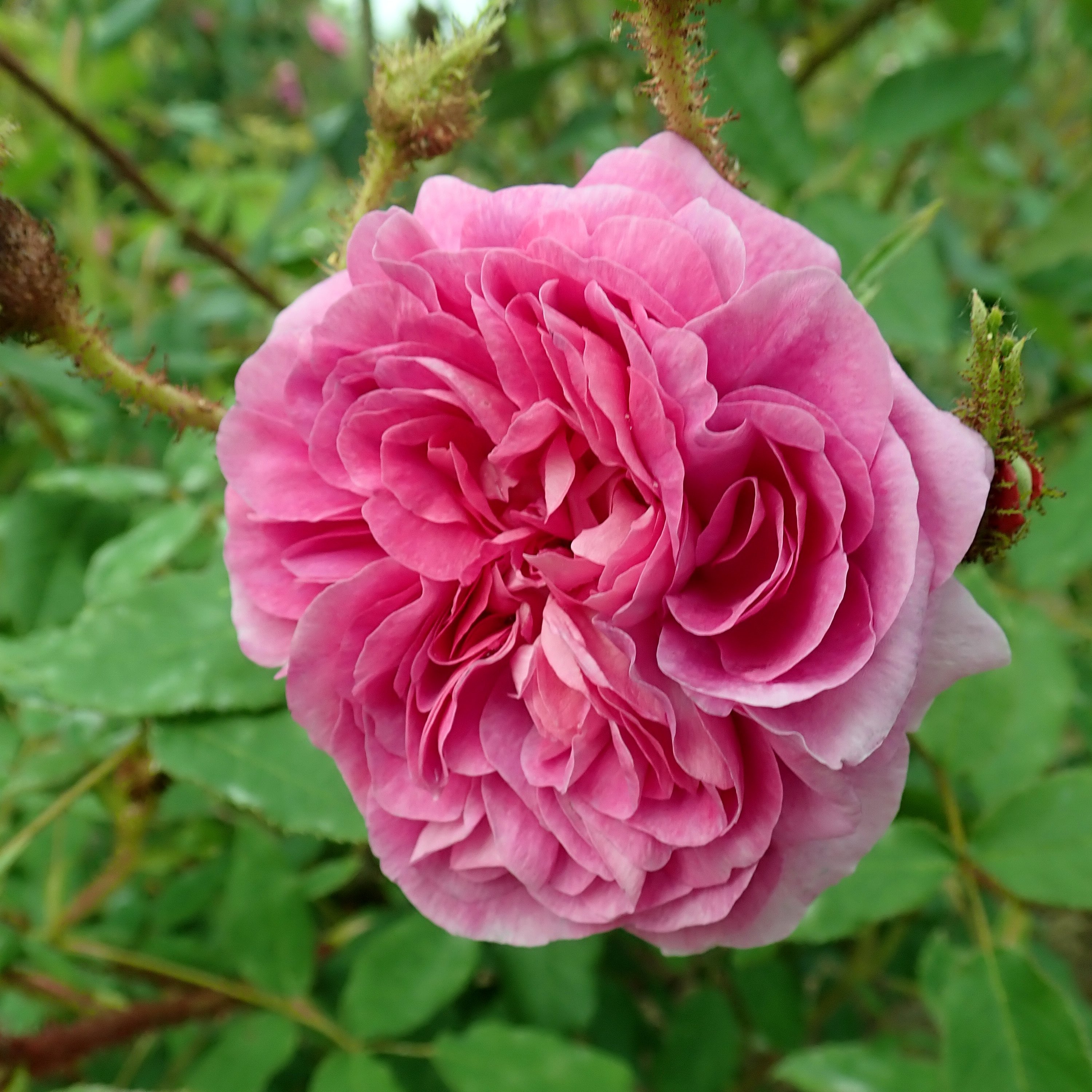
Rosa Marechal Davoust, M. Robert, 1853 (France)
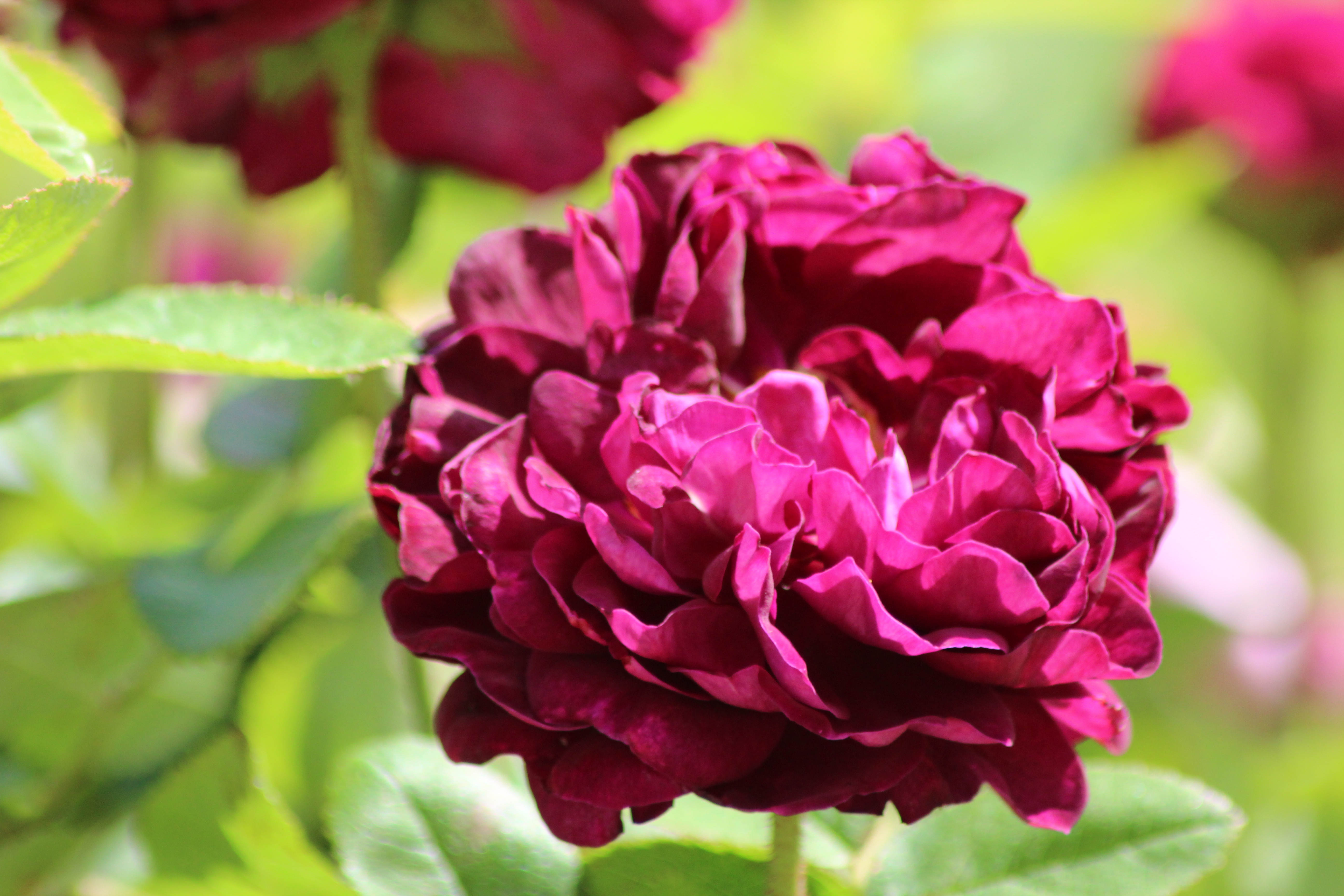
Rosa Tuscany Superb, Thomas Rivers, 1830 (Royaume-Uni) Rivers's Superb Tuscan
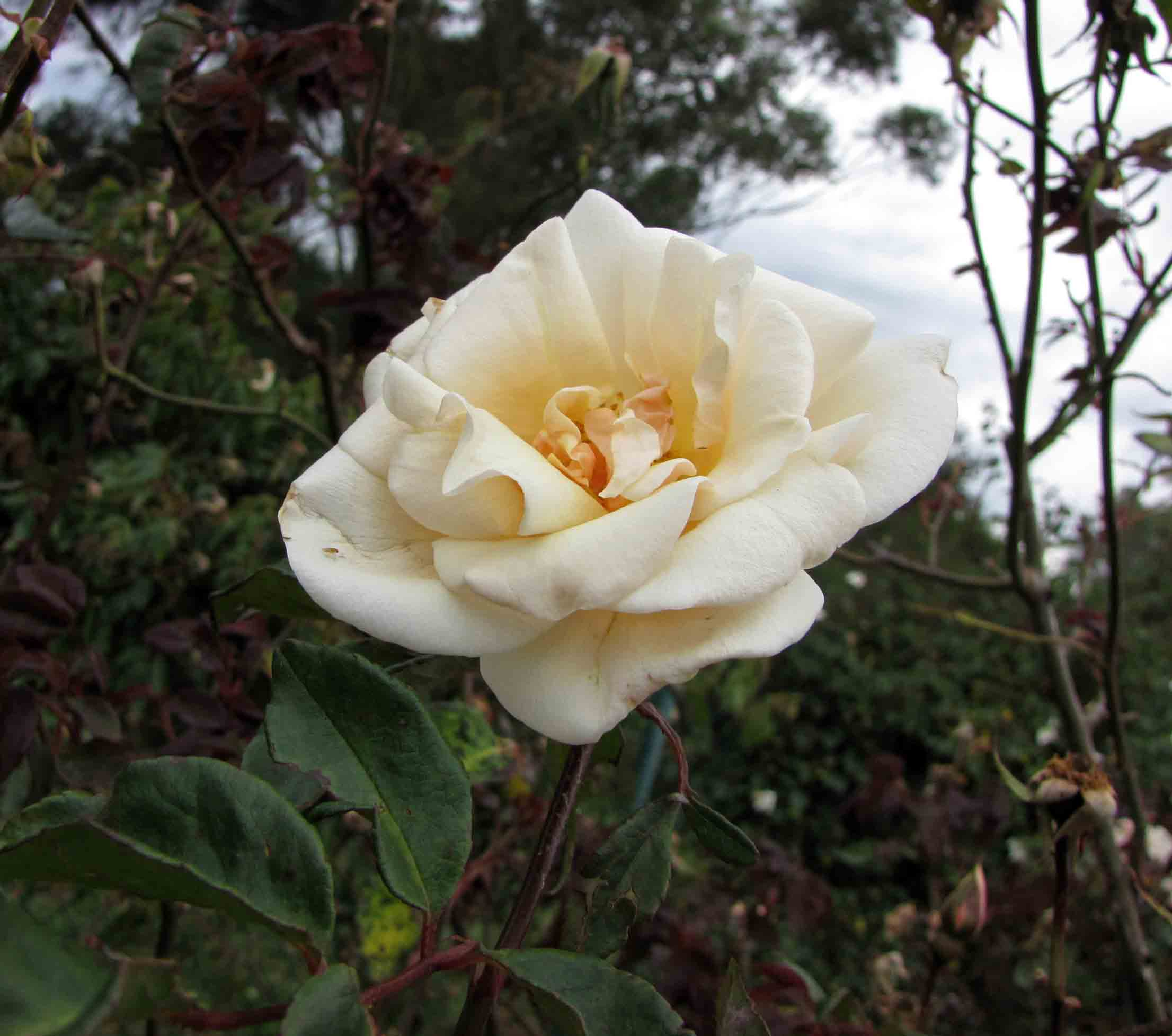
Rosa Safrano, Beauregard, 1839 (France) Saffrona